# Architektur der Mark Brandenburg

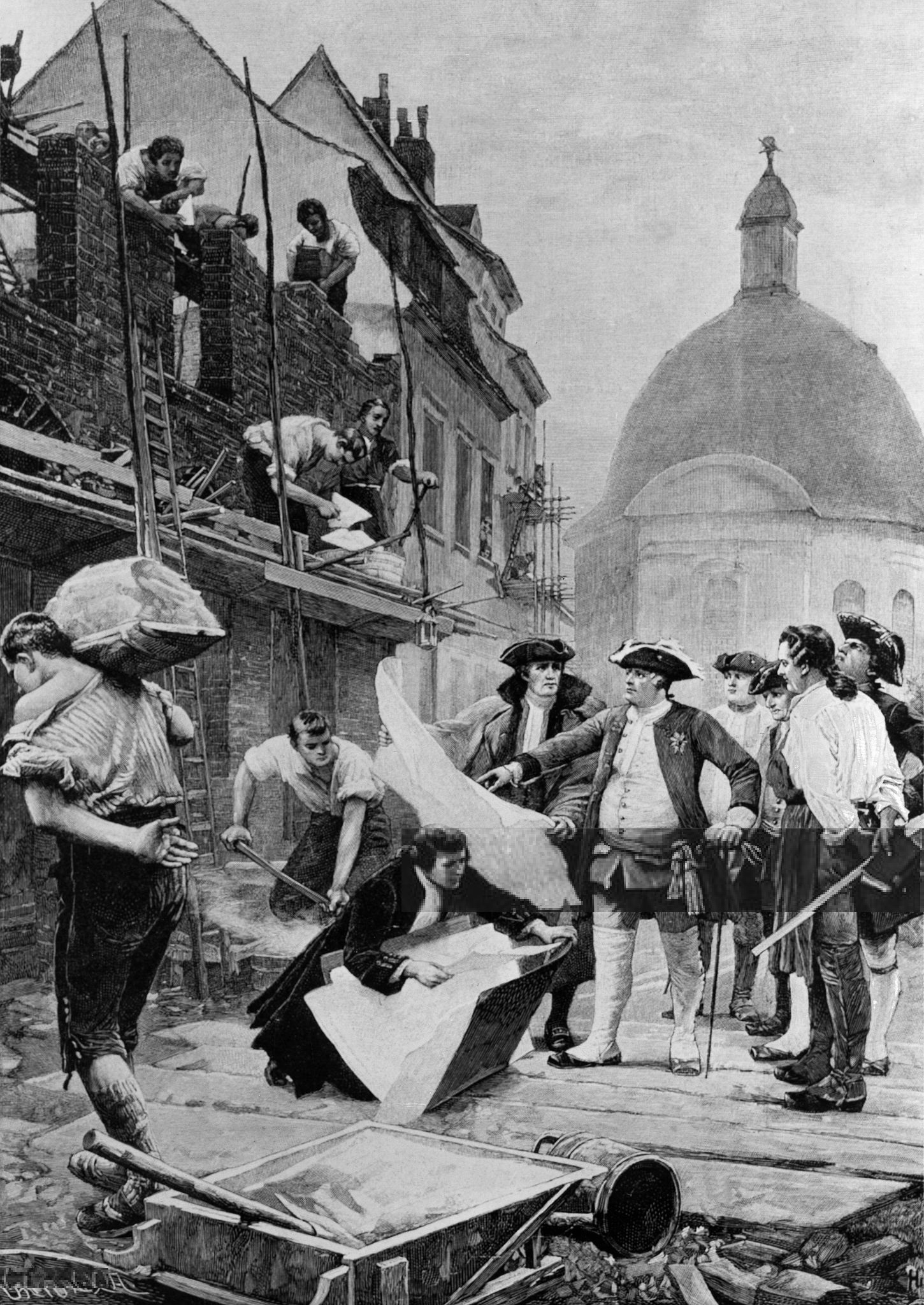
Friedrich Wilhelm I. besichtigt die Bauarbeiten in der Friedrichstadt (Historisierender Holzstich von Nion nach Gemälde von Hugo Vogel, um 1890)

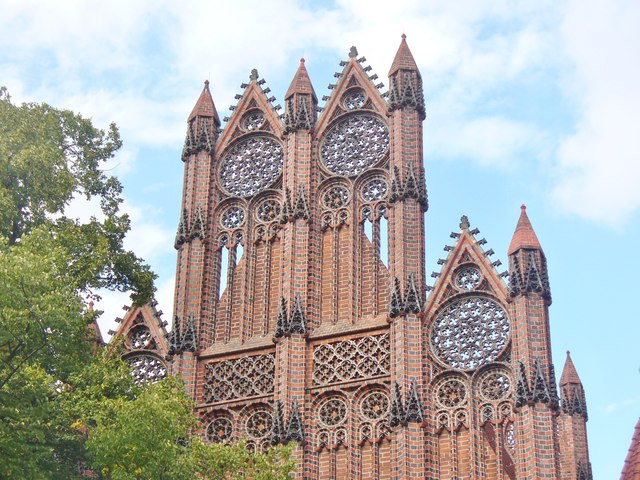
Neugotische Zierfassade, Märkisches Museum, Berlin

Die Architektur der Mark Brandenburg beschreibt aus historischer Perspektive die Konstruktions- und Verlaufsgeschichte der Hochbauten und Tiefbauten, eingebettet in stadtplanerischer Perspektive auf dem Territorium der Mark Brandenburg vom Mittelalter bis 1815. Darin werden die typischen Stilelemente der Bauten, die Herausbildung von wiederkehrenden Bautypen und die gesellschaftlichen-wirtschaftlichen Rahmenbedingungen mit erfasst.

## Überblick
Die Architekturstile der brandenburgischen Siedlungen gehen zeitlich ineinander über. Grundsätzlich haben neben vereinzelten funktional bedingten Abweichungen die meisten Orte in Brandenburg ein ähnliches Erscheinungsbild mit typengleichen Baustrukturen und Konstruktionsmustern. Als prägnante und immer wiederkehrende Bautypen kommen vor allem in ländlichen Gebietes Gutshäuser, Schlossanlagen mit Schlossgärten, Kirchen und darunter vor allem Feldsteinkirchen, Bauerngehöfte mit Wirtschaftsgebäuden wie Scheunen und Ställen, Bauernkaten vor. Größere Städte hatten seit dem Mittelalter umlaufende Stadtmauern, Stadttore und Wehrtürme errichtet. Seit dem 18. Jahrhundert wurden Akzisemauern errichtet. In den größeren Städten wie Berlin, Potsdam Frankfurt/O. und Brandenburg/H. sind stattliche und massive Bürgerhäuser ab drei Geschossen in den Altstädten seit dem 18. Jahrhundert eine häufigere Erscheinung. Strohgedeckte Häuser waren aber noch im 18. Jahrhundert keine Seltenheit. Die Norddeutsche Backsteingotik hat einen prägenden Eindruck in die Baugestaltung der brandenburgischen Ortschaften hinterlassen. Neben Befestigungsanlagen gibt es eine Anzahl an erhalten gebliebenen Rathäusern, wenigen Wohngebäuden oder Funktionalgebäuden und eine größere Zahl an Sakralbauten im Gotischen Baustil. Auch die Renaissancebauten von 1500 bis 1620 sind in ganz Brandenburg mehrheitlich zerstört oder überformt worden. Erst die Architekturphase des Barocks ab 1620 bis 1780 hat einen vielerorts bleibenden Architekturbestand erzeugt.
Berlin zog die Masse der staatlicherseits angestoßenen Bautätigkeiten ab 1650 auf sich. Neben der Errichtung neue Vorstädte wie die Berliner Friedrichstadt seit 1688 wurden vor allem der Ausbau fürstlicher Residenzen vorangetrieben. Auch andere Städte Brandenburg erweiterten ihre Baustrukturen und ihre bebaute Fläche. Nach Berlin folgend bedeutend war beispielsweise die Erste (1713–1724) und Zweite Potsdamer barocke Stadterweiterung (1733–1745). Neben dem Ausbau der Residenzen waren auch die Erweiterungen der Befestigungsanlagen wichtige Bauvorhaben. Es entstanden so Festungen, Zeughäuser, Magazine und weitere militärische Infrastrukturen. Die brandenburgisch-preußischen Herrscher förderten auch die private Bautätigkeit von repräsentativen Bürgerhäusern durch finanzielle Zugaben.

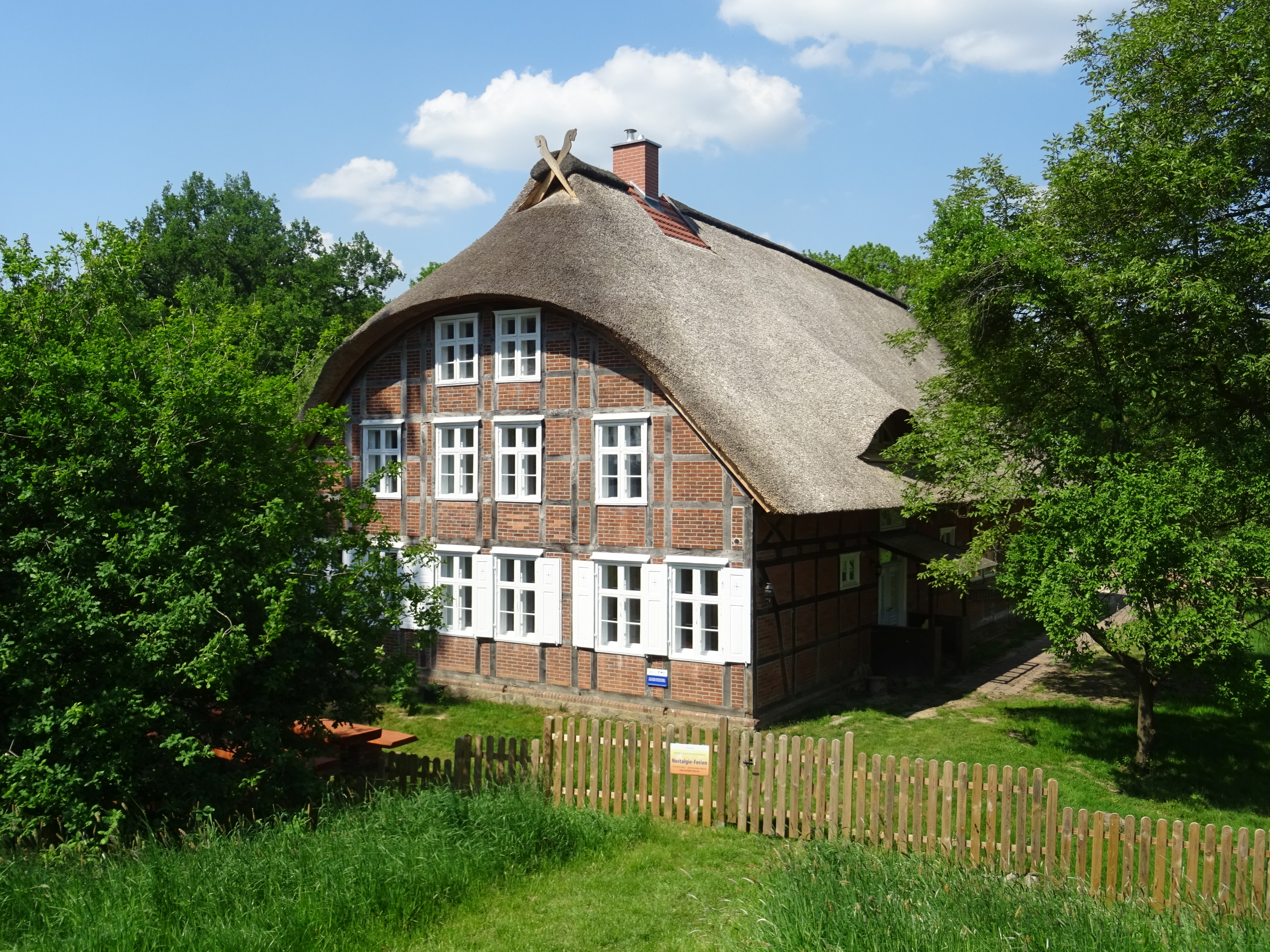
Niederdeutsches Hallenhaus mit Nebengebäude, Ziegel-Fachwerk, Rohrdeckung; Flettdielenhaus, datiert 1792; Ansicht Wohnteil (Kammerfach) hinter dem Deich an der Elbe (Mödlich, Prignitz). Niederdeutsche Hausformen existieren nur in der äußersten Westprignitz als Dielen- oder Hallenhäuser. Bei den wenigen erhaltenen Gebäuden handelt es sich um die größten Bauernhäuser in Brandenburg

Eine geregelte Raumordnungs- und Stadtplanung als solches gab es aber noch nicht. Die Schaffung neuer Baustrukturen vollzog sich über deutlich längere Zeiträume und war quantitativ deutlich geringer ausgeprägt als derzeit. 1800 gab es in den Kurmärkischen Städten folgenden Baubestand:
- 6822 massive Häuser,
- 26449 Häuser mit Ziegeldächer,
- 1550 Häuser mit Strohdächer,
- 6695 Scheunen

Ebenso 1800 wurden in den Kurmärkischen Städten 225 neue Häuser gebaut und hochgerechnet das Land 425 Gebäude.
Für den Gebäudebestand des Landes der Kurmark gibt es nur die Anzahl der Feuerstellen, über die sich die Zahl der Gebäude rekonstruieren lässt. Demnach lag die Zahl der Gebäude auf dem Land im Jahr 1800 bei 78.456 Gebäuden.
| Landesteil                                   | Kurmark | Neumark | Mark Brandenburg |
| -------------------------------------------- | ------- | ------- | ---------------- |
| Land                                         | 78.456  | 34.744  | 113.200          |
| Stadt                                        | 41.516  | 12.065  | 53.381           |
| Gesamt                                       | 119.972 | 46.809  | 166.781          |
| Zahl der Neuerrichteten Gebäude eines Jahres | 600     | 315     | 915              |

In der Neumark gab es 1800 in den Städten 12.065 Häuser und in den Dörfern 34.744 Häuser, zusammen waren das 46.809 Gebäudestrukturen. 1770 lag die Zahl der Gebäude bei 37.362 Häusern. Das macht einen durchschnittlichen Zuwachs pro Jahr von 315 Häusern. Als Relation dazu betrug im (nicht territorial deckungsgleichen) Land Brandenburg die Zahl der Häuser mit Wohnraum 2011 646.604 Gebäude und das Land Berlin hatte 317.739 Gebäude mit Wohnraum (Deutschland: 19.060.870 Wohngebäude). Bei der Angabe für die Mark Brandenburg ist nicht sicher zu ermitteln, ob alle oder nur ein Teil der Wirtschafts- und Funktionalgebäude darin umfasst sind. Wohngebäude und Nichtwohngebäude haben in Deutschland einen annähernd gleich großen Anteil an der Nutzfläche im Gebäudebestand, nach Anzahl beträgt die Zahl der Nichtwohngebäude aber nur rund 10 Prozent der Gesamtgebäudezahl. Der statistisch nicht exakte Zuschnitt der Angabe von 1800 weist also eine absolute Fehlervarianz von 10 Prozent mehr oder weniger auf und ist damit ein noch hinreichend reliabler Wert. Im Schnitt wurden allein im Land Brandenburg ohne Berlin in den 2000er Jahren jährlich etwa 7000 Gebäude (Wohn- und Nichtwohngebäude) fertiggestellt.
Im historischen ländlichen Raum der Mark gab es im Wesentlichen zwei große Gebäudegruppen: die Gebäudegruppe der Holzbauten und die Gebäudegruppe der Massivbauten. Zum Holzbau gehörten der Fachwerk- und der Blockbau sowie diverse Mischformen, zum Beispiel Umgebinde- oder Bohlenfachwerkbauten. Dem Massivbau werden alle Mauerwerksbauten aus Ziegel, Naturstein und Werkstein zugerechnet. Lediglich der Lehmbau stellt eine Sonderform dar. Je nachdem, ob er selbsttragend oder nur wandfüllend ist, wird er der einen oder der anderen Kategorie zugeordnet.
Der Mauerwerksbau aus Ziegel, Naturstein und Werkstein ist so alt wie der Fachwerkbau. Er war jedoch im Mittelalter und der Frühen Neuzeit der Oberschicht vorbehalten. Ein „festes Haus“ war immer ein Herrenhaus. Die ersten festen Bauten der Bauern waren die Feldsteinkirchen, die im Mittelalter auch dem Schutz und der Verteidigung dienten.
Ziegelsichtmauerwerk war in der Mark Brandenburg seit dem Mittelalter bekannt (Kirchen, Klöster, Herrenhäuser), jedoch wurde dieser kaum im bäuerlichen Bereich verwendet. Dort erschien er zuerst im späten 18. Jahrhundert als Ausfachungsmaterial bei Fachwerkbauten. In der friderizianischen Zeit wurden Massivbauten überwiegend als Putzbauten errichtet; diese waren billiger, der Ziegel konnte von minderer Qualität sein, auch entsprach die verputzte Fassade dem Zeitgeschmack.
Der historische Baubestand aus der Zeit der Mark ist durch relativ einheitliche Hausformen gekennzeichnet. Es dominierte das quer geteilte, aus dem Ernhaus hervorgegangene und durch die Zeit um 1800 geprägte märkische Wohnhaus.
Die vorindustrielle Bauweise entsprachen vorwiegend handwerklich geprägte Konstruktionen. Für die Herstellung des Baumaterials arbeiteten in der Mark Brandenburg um 1800 147 Ziegeleien und 90 Teeröfen.
| Land                                         | Mark Brandenburg | Land Brandenburg und Berlin |
| -------------------------------------------- | ---------------- | --------------------------- |
| Zahl der Gebäude                             | 166.781          | 964.343                     |
| Zahl der Neuerrichteten Gebäude eines Jahres | 915              | BB: 7.000 (ohne Berlin)     |
| Zahl der Einwohner                           | 1.124.806        | 6.200.000                   |
| Einwohner/Gebäude                            | 6,77             | 6,43                        |

Die Landschaftsarchitektur begann sich seit dem Ende des 18. Jahrhunderts in Brandenburg zu entwickeln.

## Liste der märkischen Baustrukturen nach Bautyp

### Plätze
Stadtplätze sind das zentrale Nervennetz einer Stadt, an denen der Verkehr und Bewegungen gebündelt und verteilt werden. Im Zuge des Berliner Stadtausbaus im 18. Jahrhundert ließ König Friedrich Wilhelm I. als Abschluss der Dorotheen- und Friedrichstadt die von Philipp Gerlach geplanten drei großen Plätze Quarré, Rondell und Oktogon anlegen.

Märkische Stadtplätze
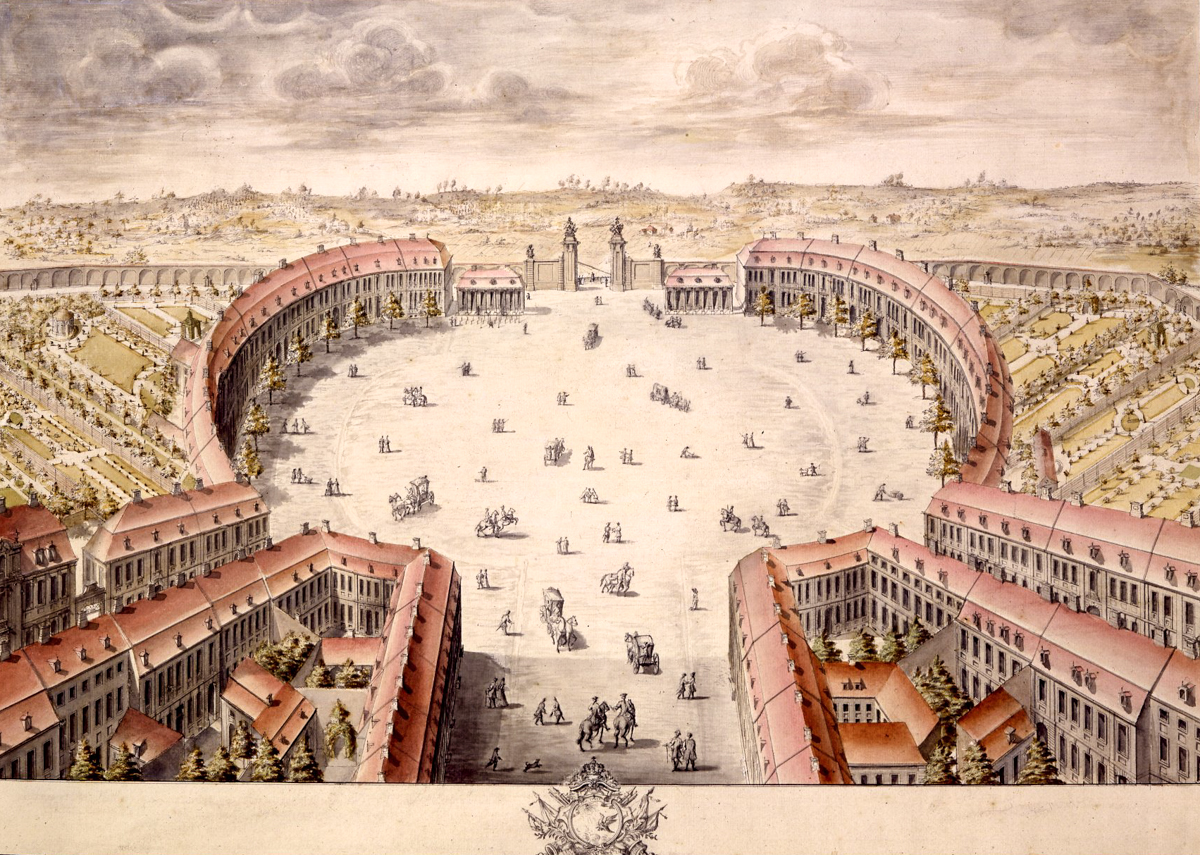
Rondellplatz um 1750, Berlin
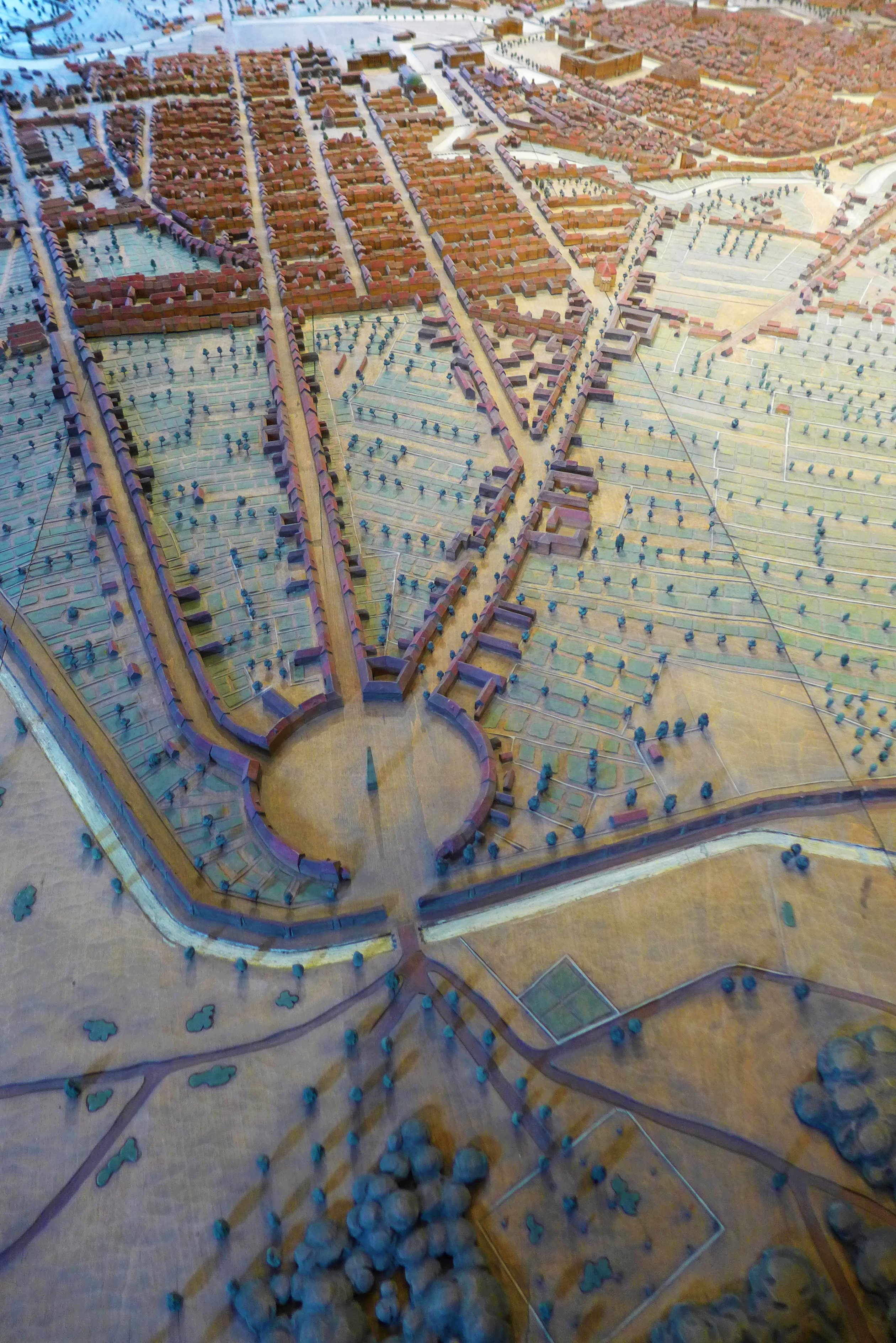
Rondell um 1750, Berlin
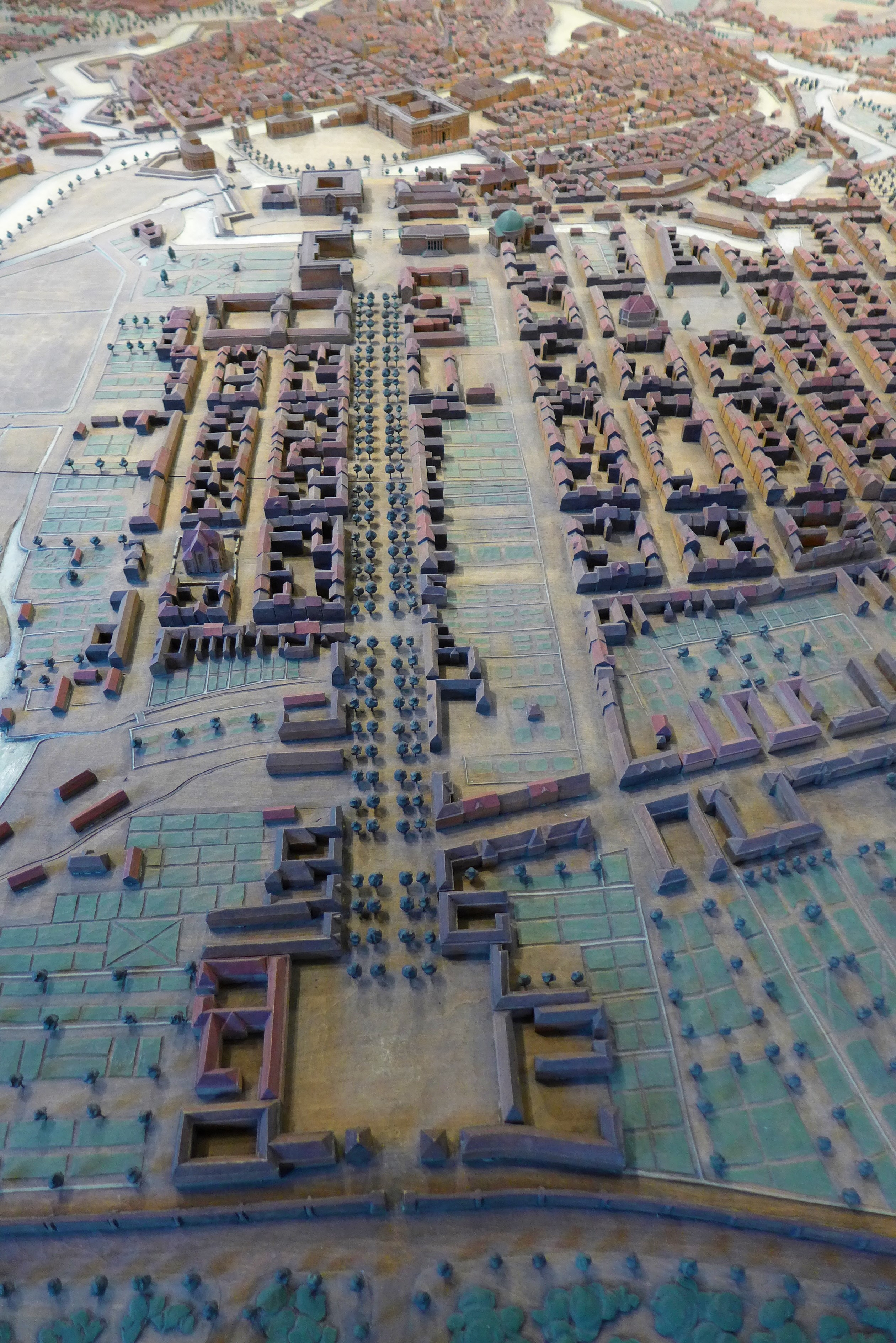
Quarré um 1750, Berlin
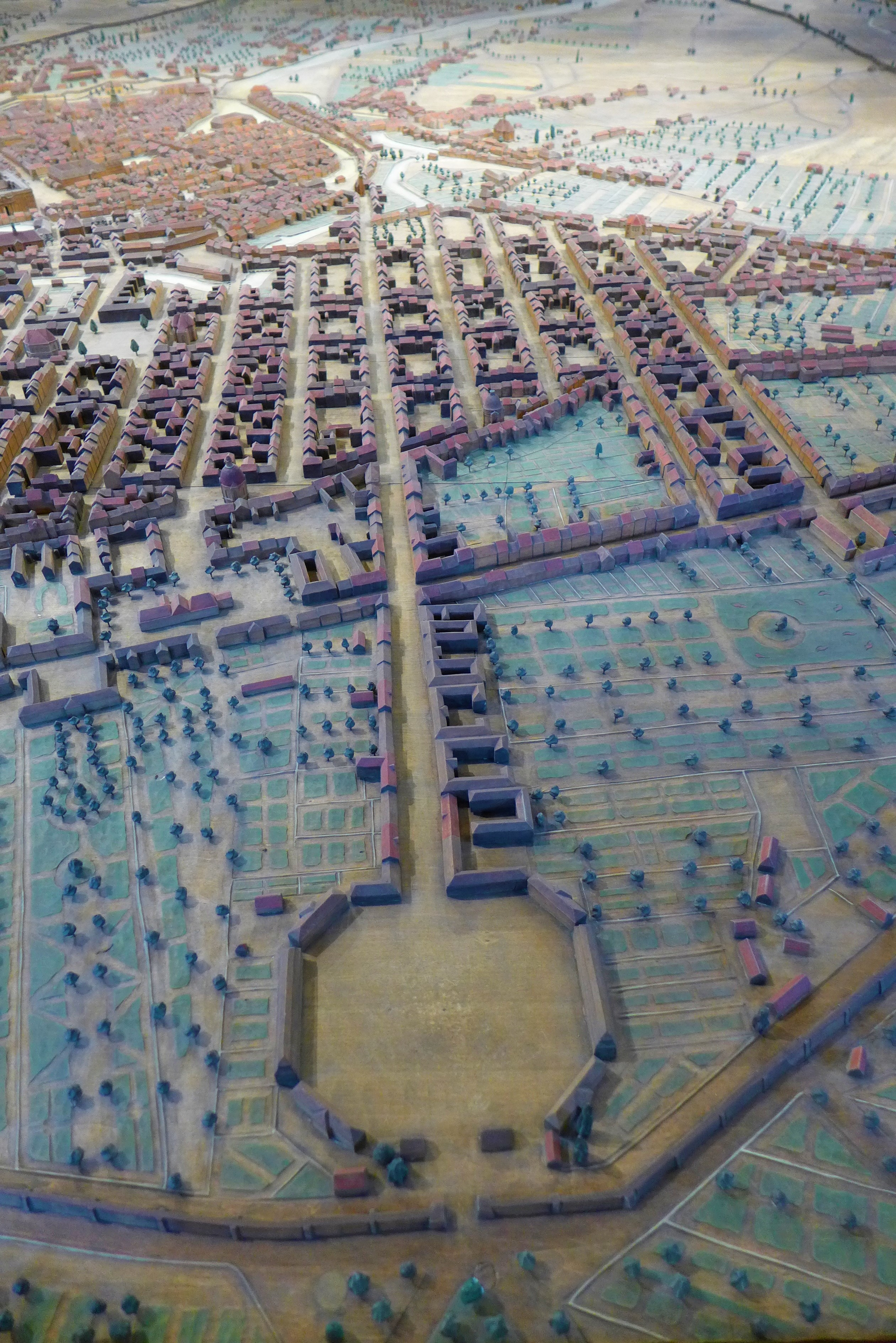
Oktogon um 1750, Berlin
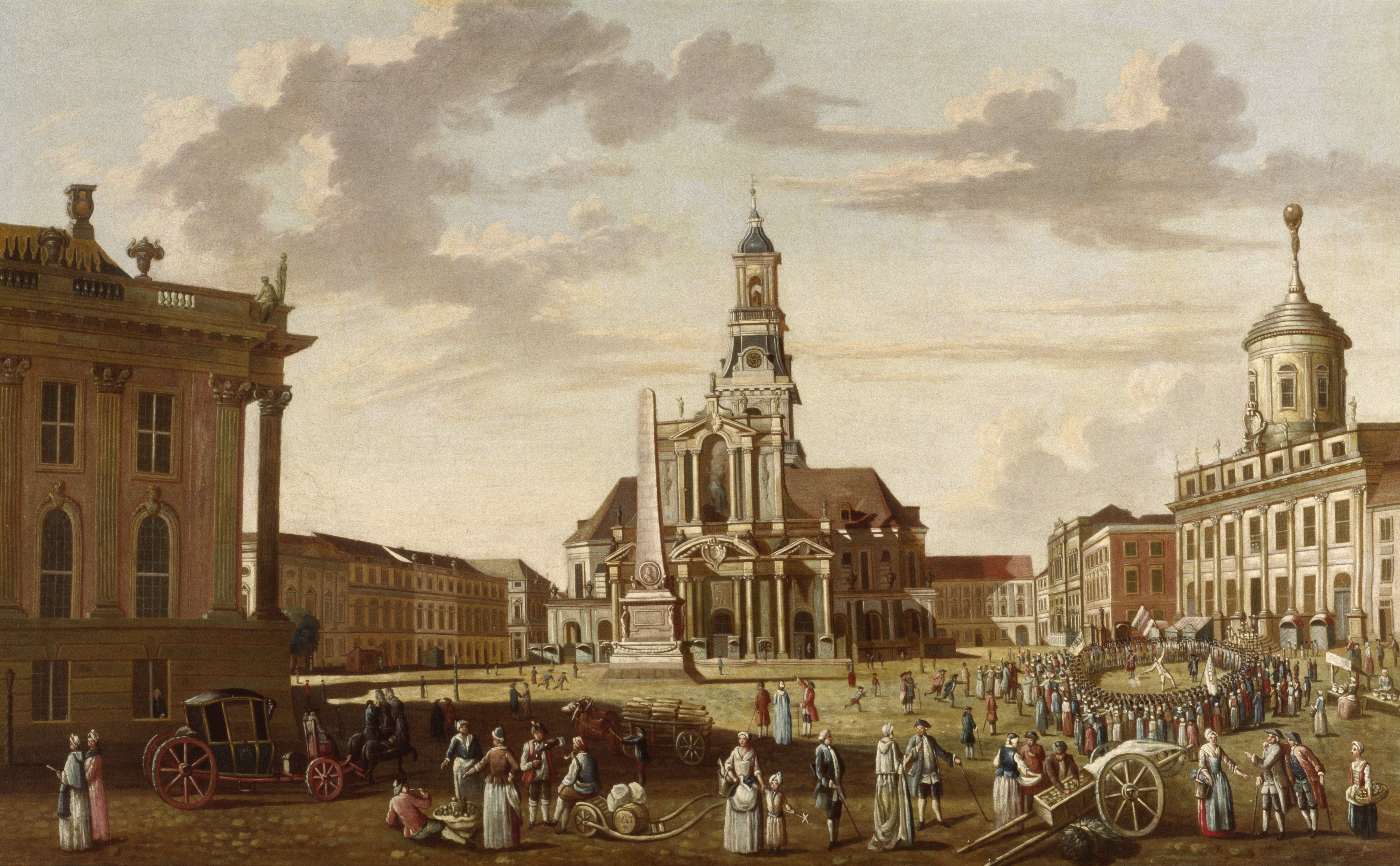
Alter Markt in Potsdam, 1772
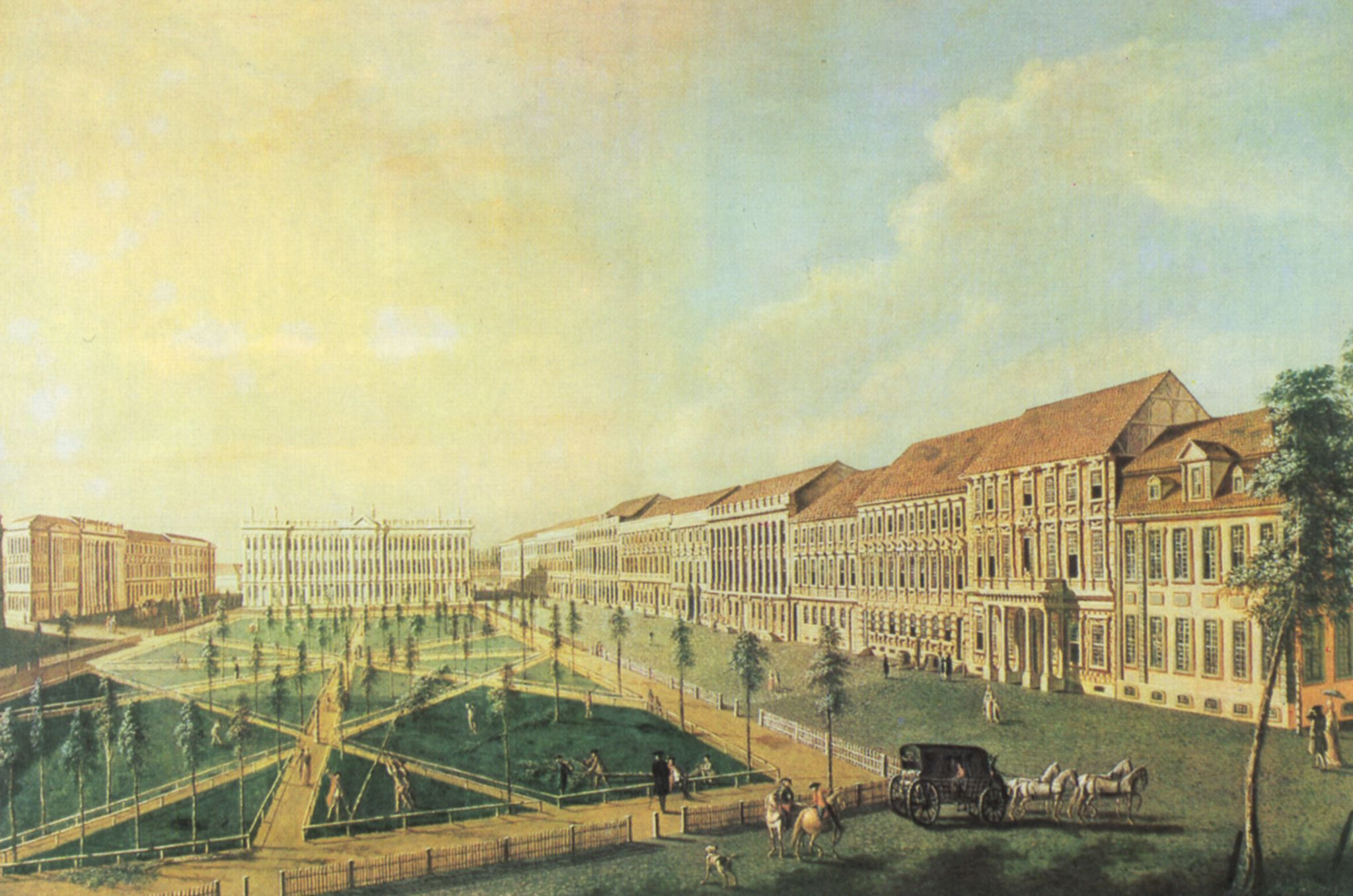
Platz der Einheit (Wilhelmsplatz) Potsdam 1773, Johann Friedrich Meyer (1728–1789)
Marktplatz von Frankfurt Oder 1690

### Burgen
Die meisten märkischen Burgen verdanken ihren Ursprung den Markgrafen, die als einzige das Recht hatten, befestigte Bauten zu errichten. Aber auch die Bischöfe waren bedeutende Bauherren brandenburgischer Burgen (z. B. Brandenburg, Havelberg, Lebus). In der Regel setzten die Askanier einen Burggrafen oder Vogt (oft ein Ministerialer) ein, der die Burg für sie verwaltete. Nur wenige Burgen waren im Besitz von Adligen. Im Zentrum der Mark befanden sich relativ wenig Burgen, in den Grenzgebieten deutlich mehr. Insbesondere die wichtigen Flussübergänge und Straßenpässe im Grenzgebiet wurden durch askanische Burgen geschützt und kontrolliert. Sie wurden Mittelpunkte von Verwaltungsbezirken und waren zur Aufsicht über größere Landstriche bestimmt. In ihrer Nachbarschaft bildeten sich oft Städte. Ferner existierten eine Vielzahl kleiner Burgen, Wallanlagen und befestigter Höfe. Authentische Burgen aus dem 13. Jahrhundert sind nicht mehr zu finden. Im Burgenbau fanden in der Mark Feldstein- und Ziegelmauerwerk frühestens seit dem späten 12. Jahrhundert, verstärkt aber erst im 13. Jahrhundert Verwendung. Für die Mark Brandenburg sind Burgen mit rechteckigem Grundriss und nur einem Eckturm charakteristisch. Typische Größendimension umfasste eine Kantenlänge von 30 Meter, ein Bergfried von knapp 10 Metern Durchmesser bei einer Mauerstärke von etwa 3 Metern.

Märkische Burgen des Mittelalters
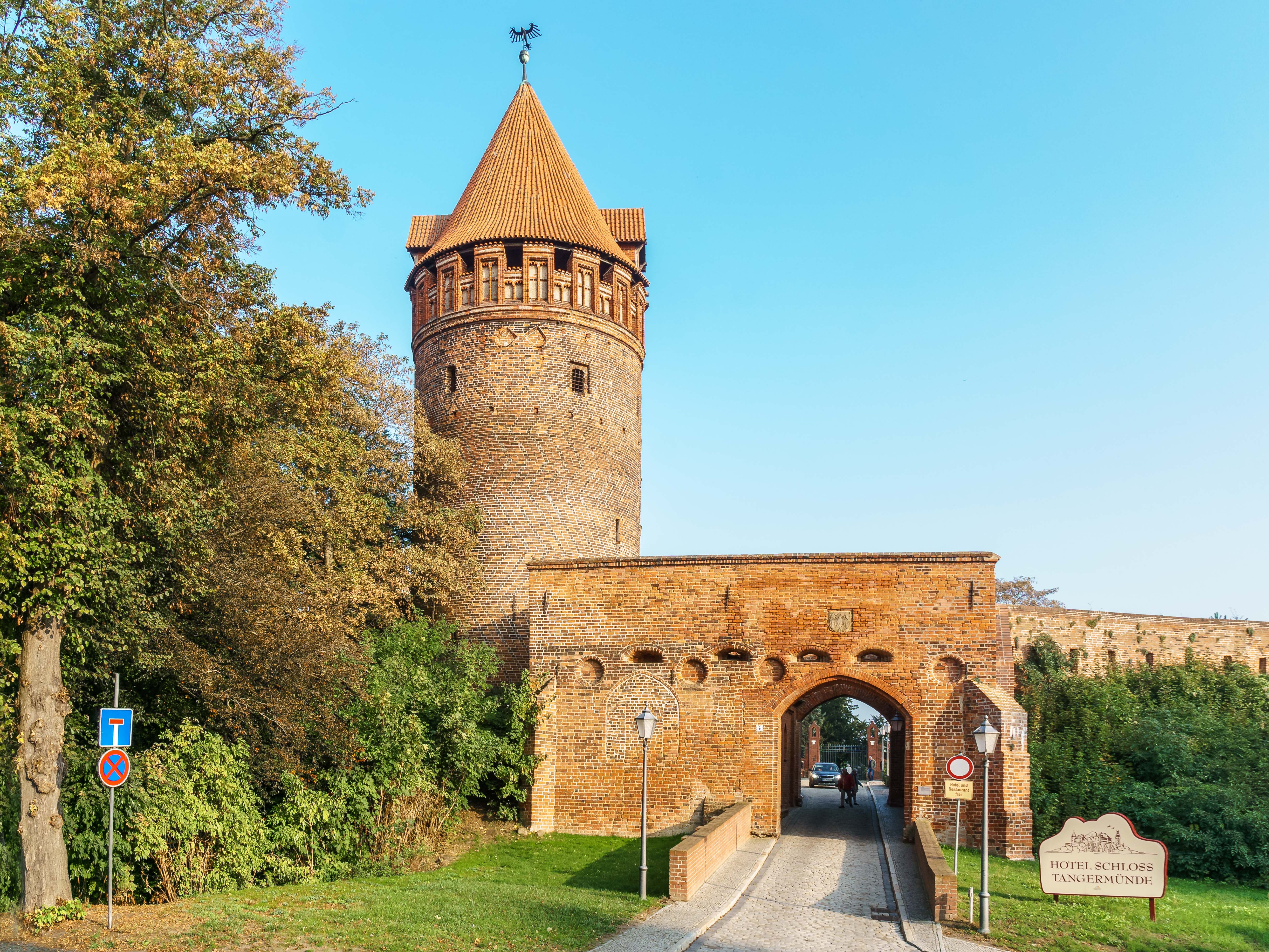
Burg Tangermünde, Altmark
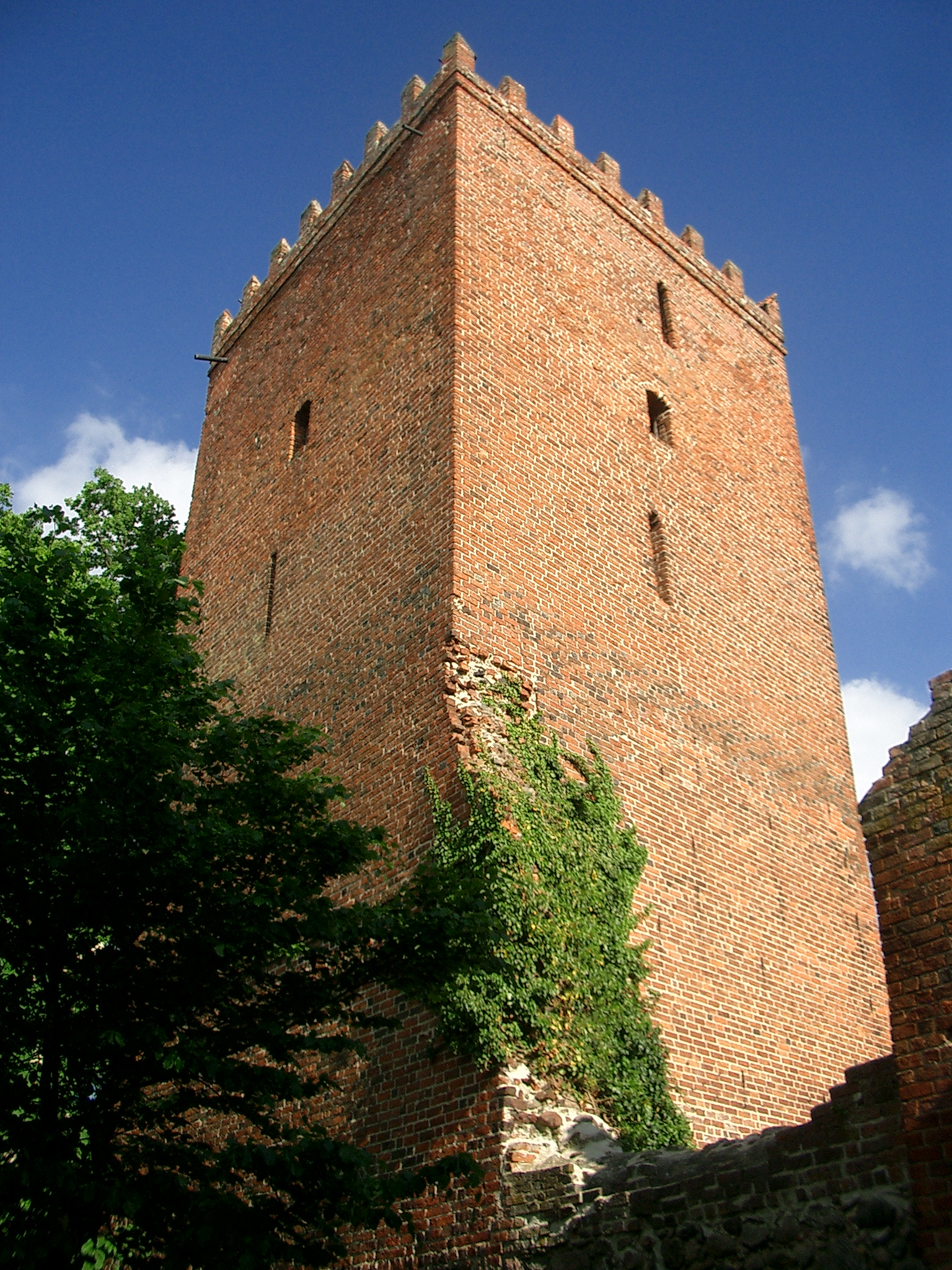
Burg Apenburg
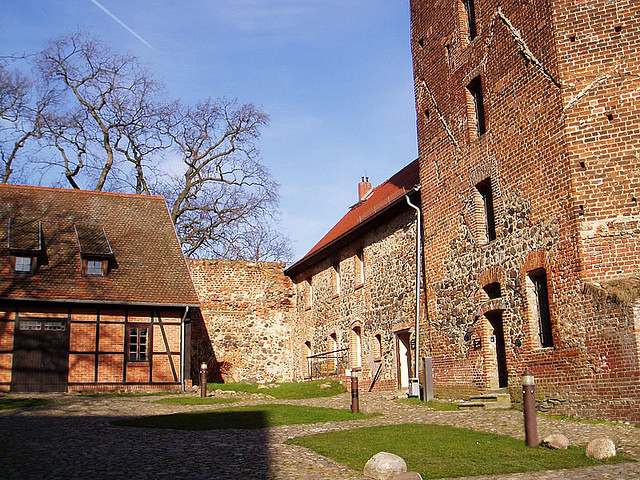
Burghof der Burg Beeskow
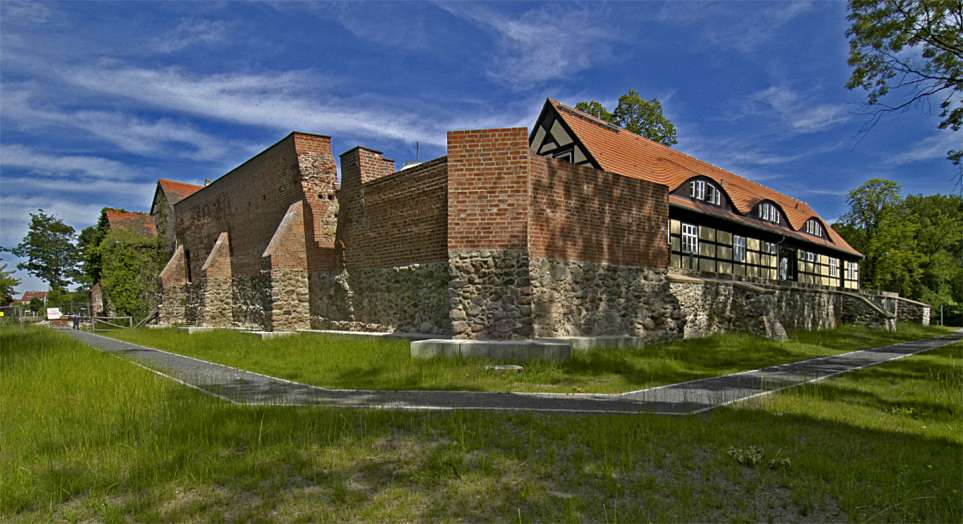
Burg Storkow
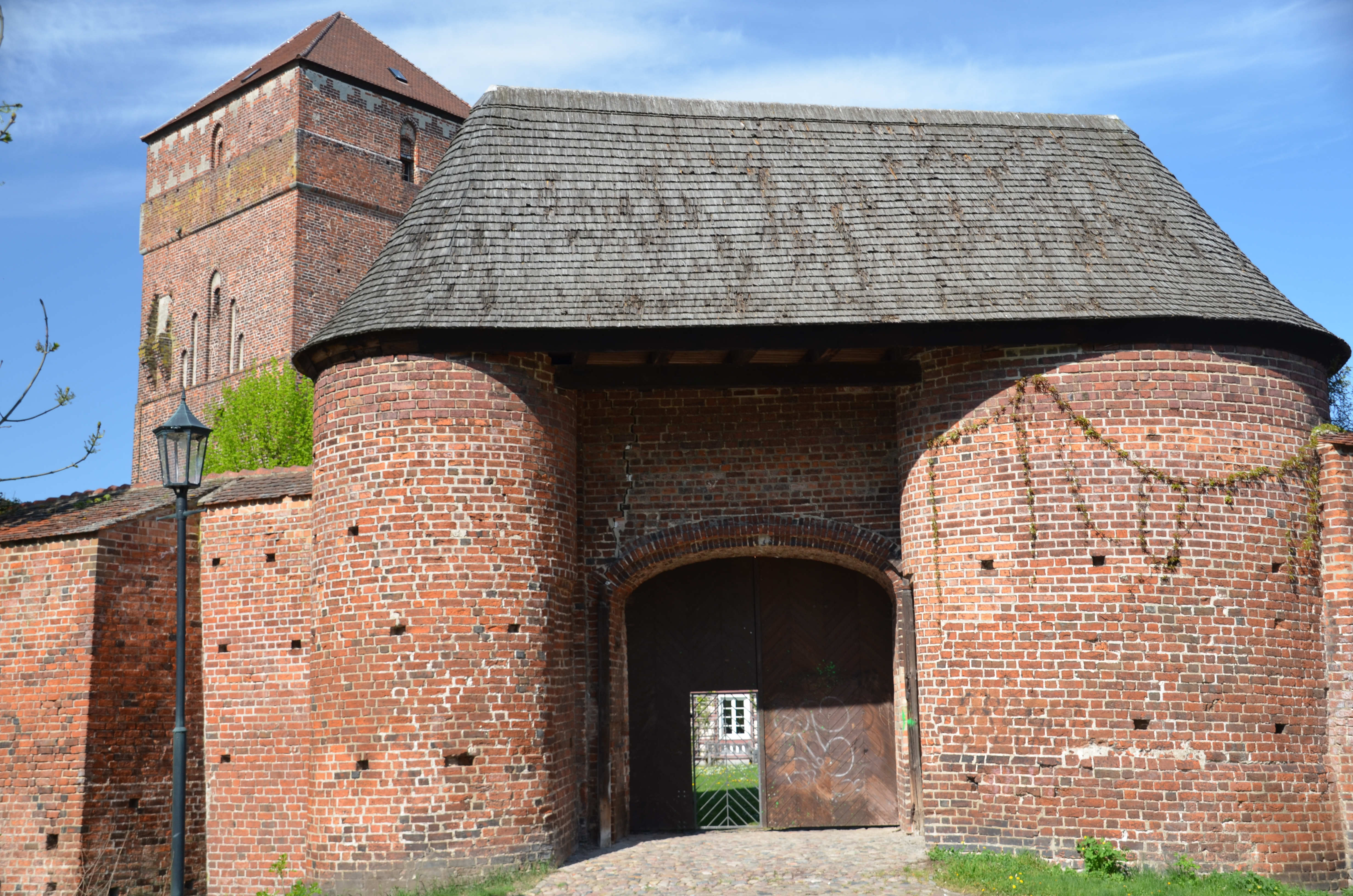
Bischofsburg Wittstock
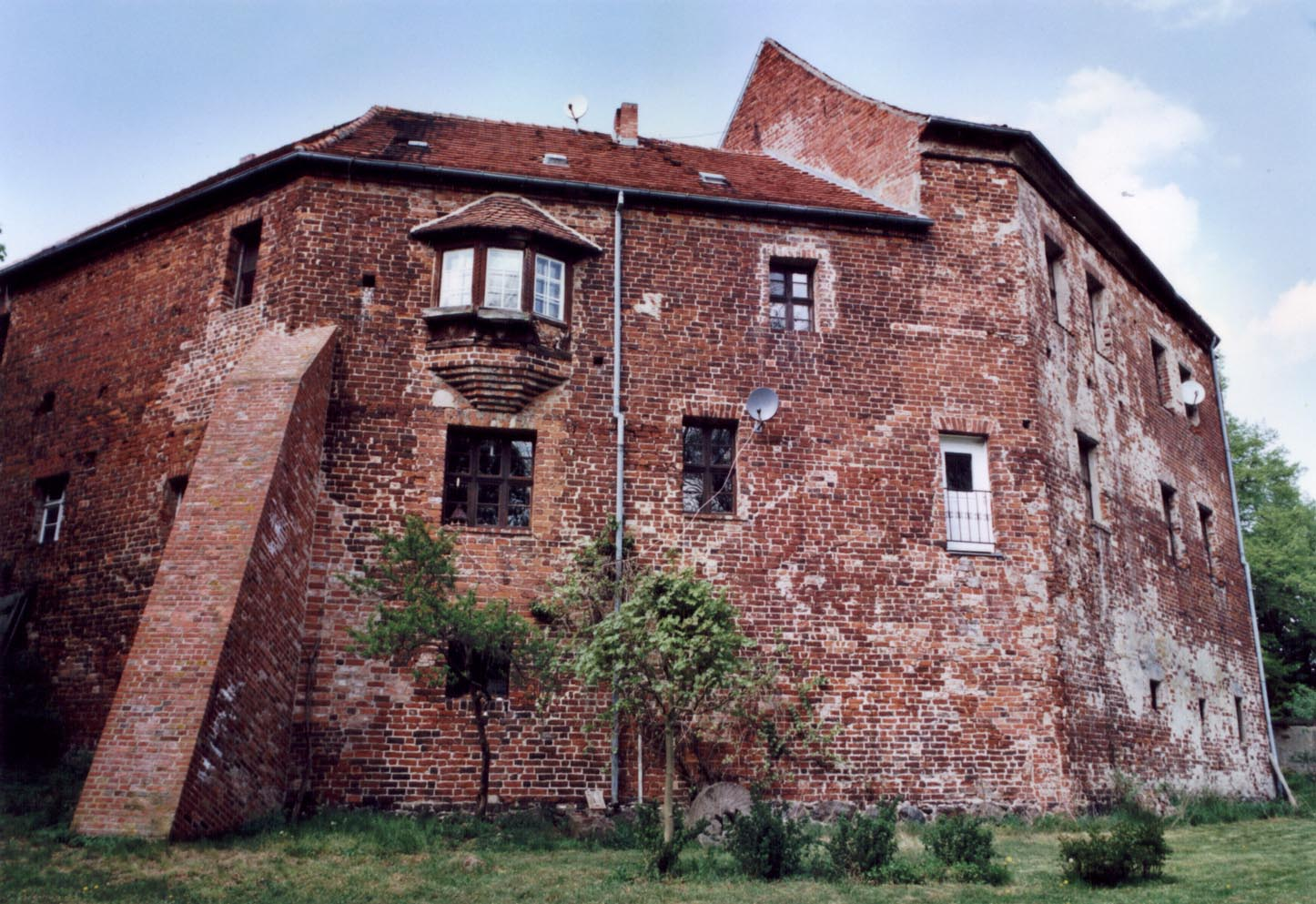
Burg Goldbeck
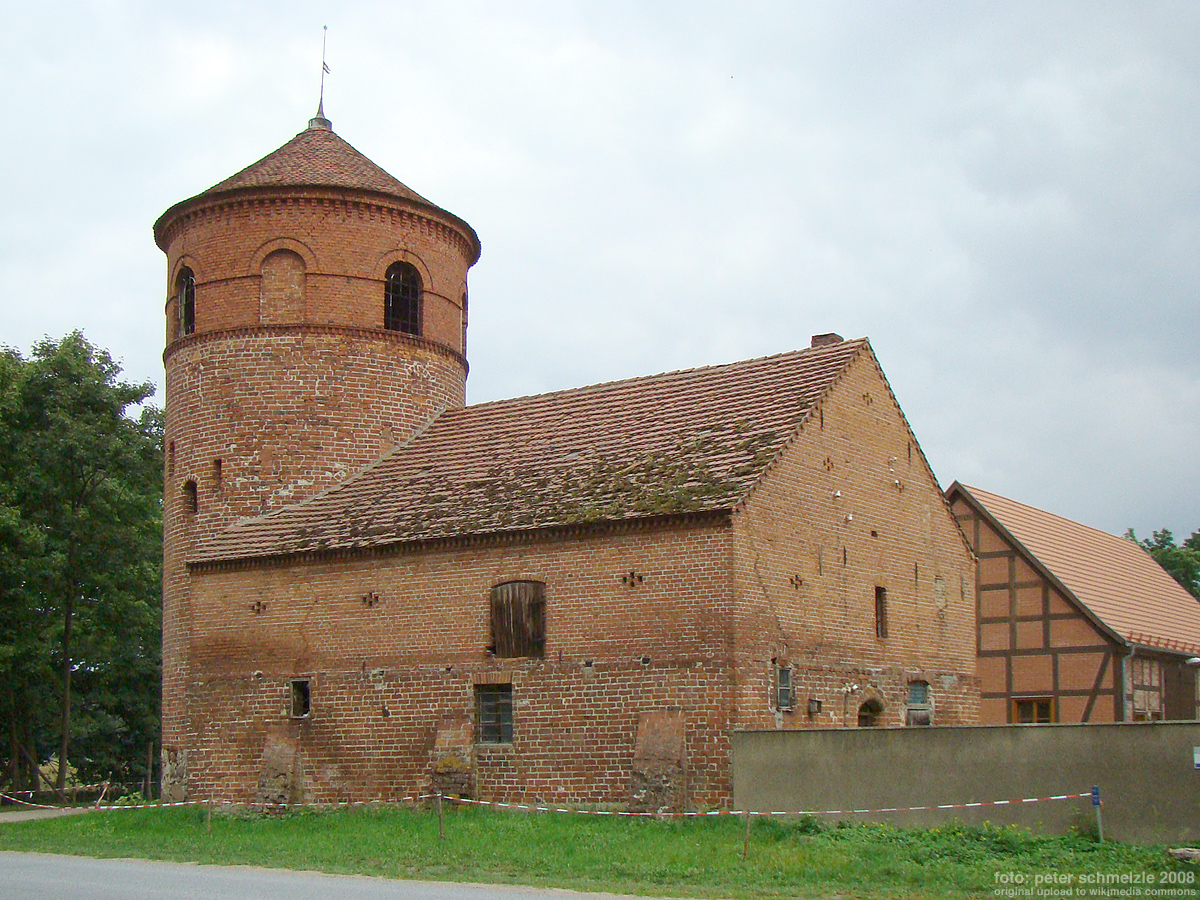
Daberburg
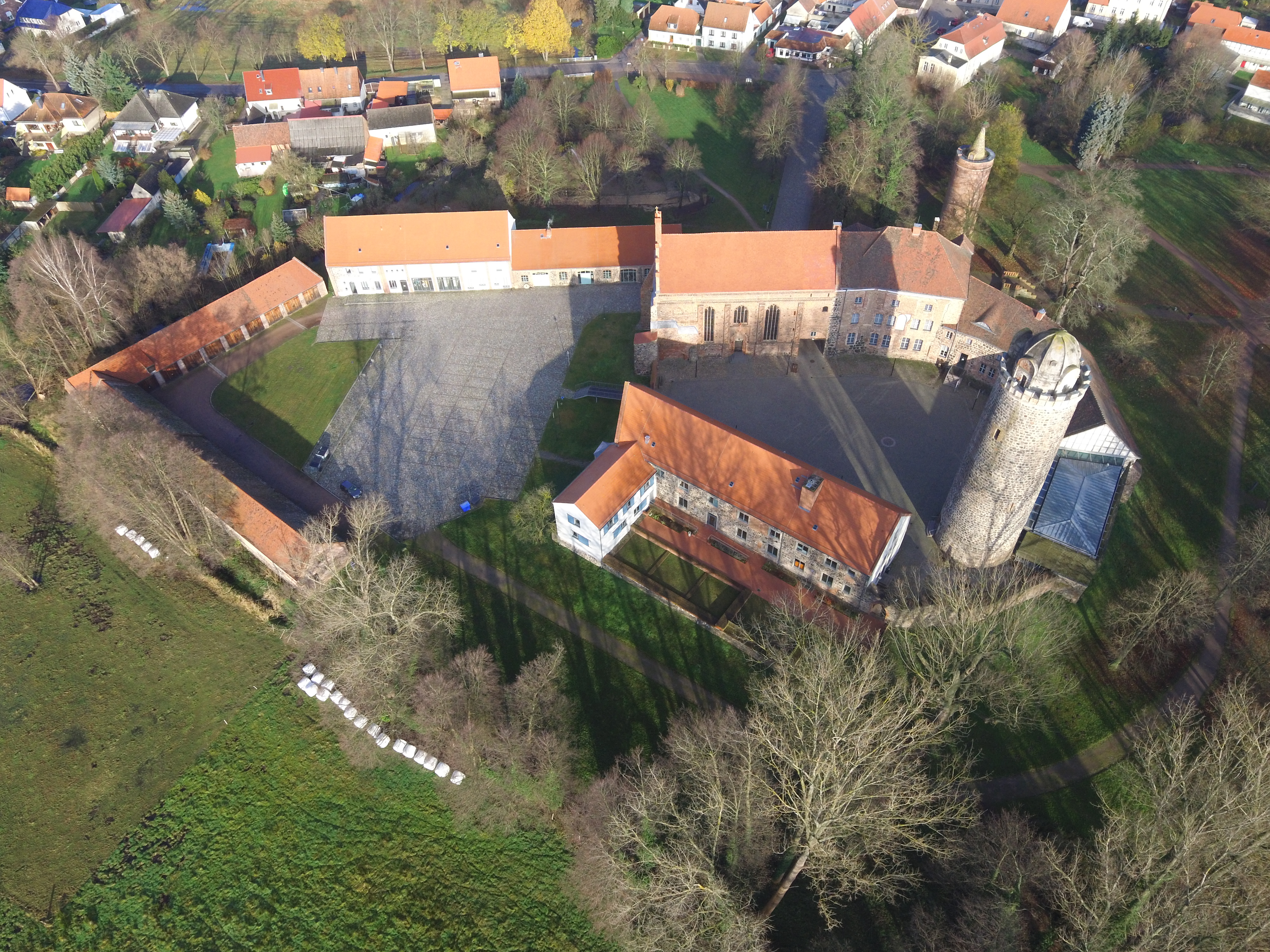
Burg Ziesar

### Schlösser
Der ab dem Spätmittelalter in Europa (Vorbild für Brandenburg: Schloss Hartenfels in Torgau) einsetzende, auf repräsentative Zwecke ausgerichtete Schlossbau hatte eine große Bedeutung für den Landesausbau. Einerseits fungierten die Schlösser als sichtbare Machtstützen im Herrschaftssystem des Landesherren gegenüber den politischen Lokalakteuren, andererseits wirkten die herausgehobenen Baustrukturen wie eine Entwicklungsvorgabe auf ihr Umland ein. Neben der Ausstrahlung der architektonischen Formensprache auf danach errichtete Bauten der Umgebung (Herrenhäuser, Rathäuser, Bürgerhäuser etc.), belebten die Bauprojekte auch das örtliche Bauhandwerk als auch das Baustoffgewerbe. Die Innengestaltung der Schlösser als auch deren Versorgung bedingten das Aufkommen eines diversifizierten Hoflieferantengewerbes als auch das Aufkommen spezieller Manufakturen, zum Beispiel für die Produktion hochwertiger Tapeten, Mobiliare aller Art und einen Kunstmarkt. Diese Verfeinerung der gewerblichen Strukturen vollzog sich zu einer Zeit, in der in Brandenburg ein wirtschaftlich gering differenziertes und bäuerlich geprägtes Wirtschaftsgefüge vorherrschte. Somit war die so geschaffene Nachfrage der Hohenzollern ein bedeutender Anschub für die Hebung der Wohlfahrt des Landes und nicht wie in älteren Publikationen häufig zu lesen, „eine Verschwendung von Geldern auf Kosten der armen Leute“.

Märkische Schlösser bis Ende des 18. Jahrhunderts
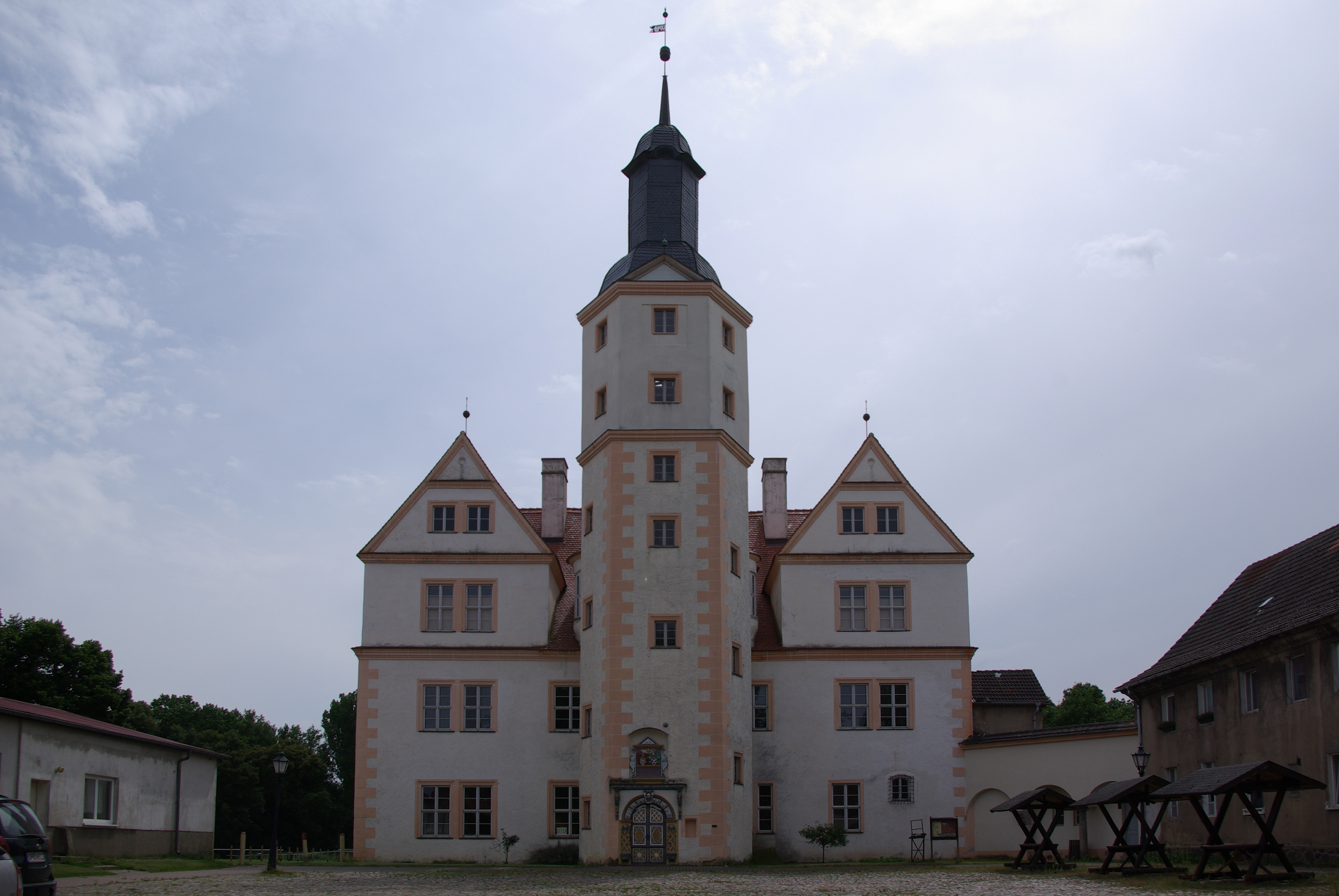
Schloss Demerthin
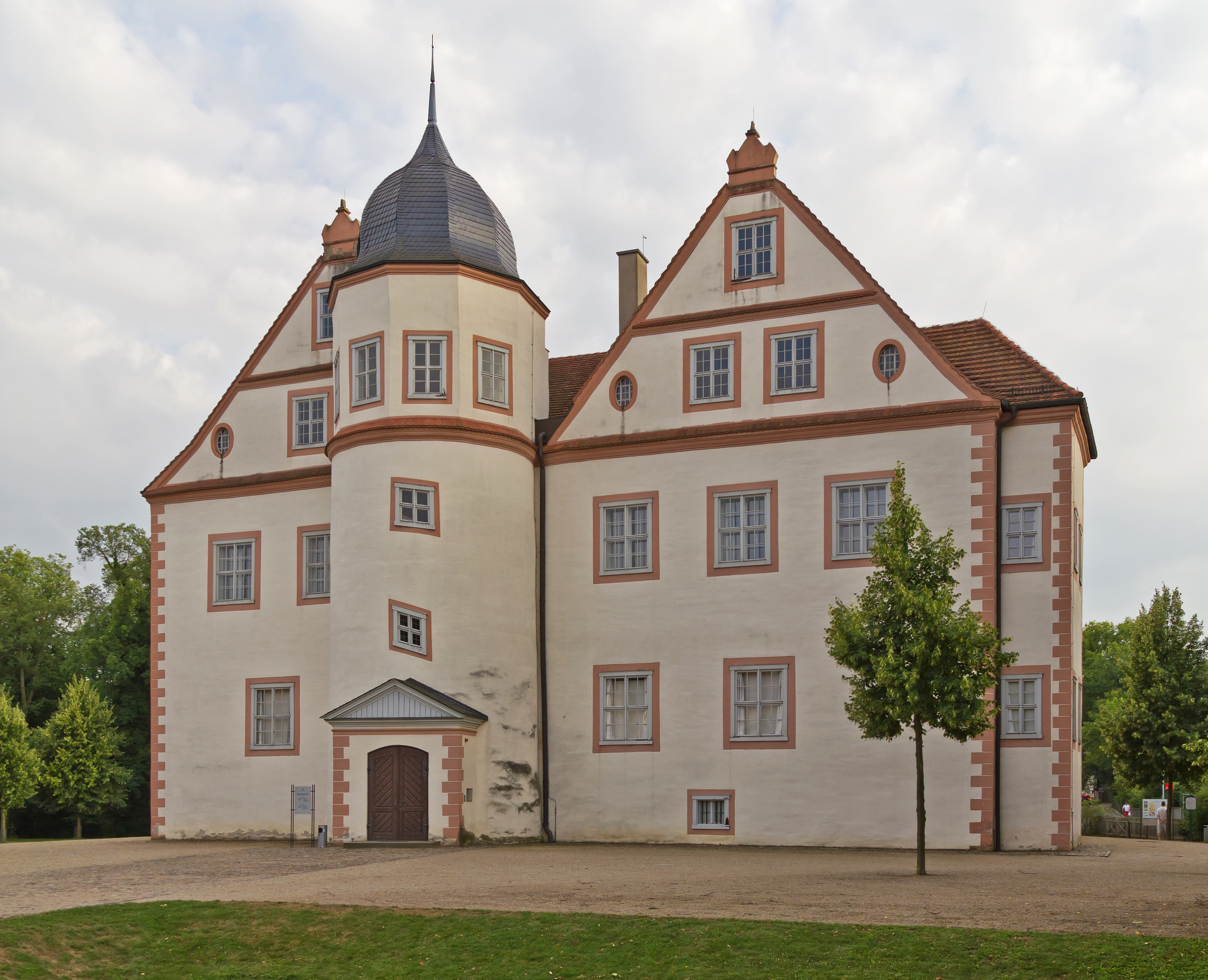
Schloss Königs Wusterhausen
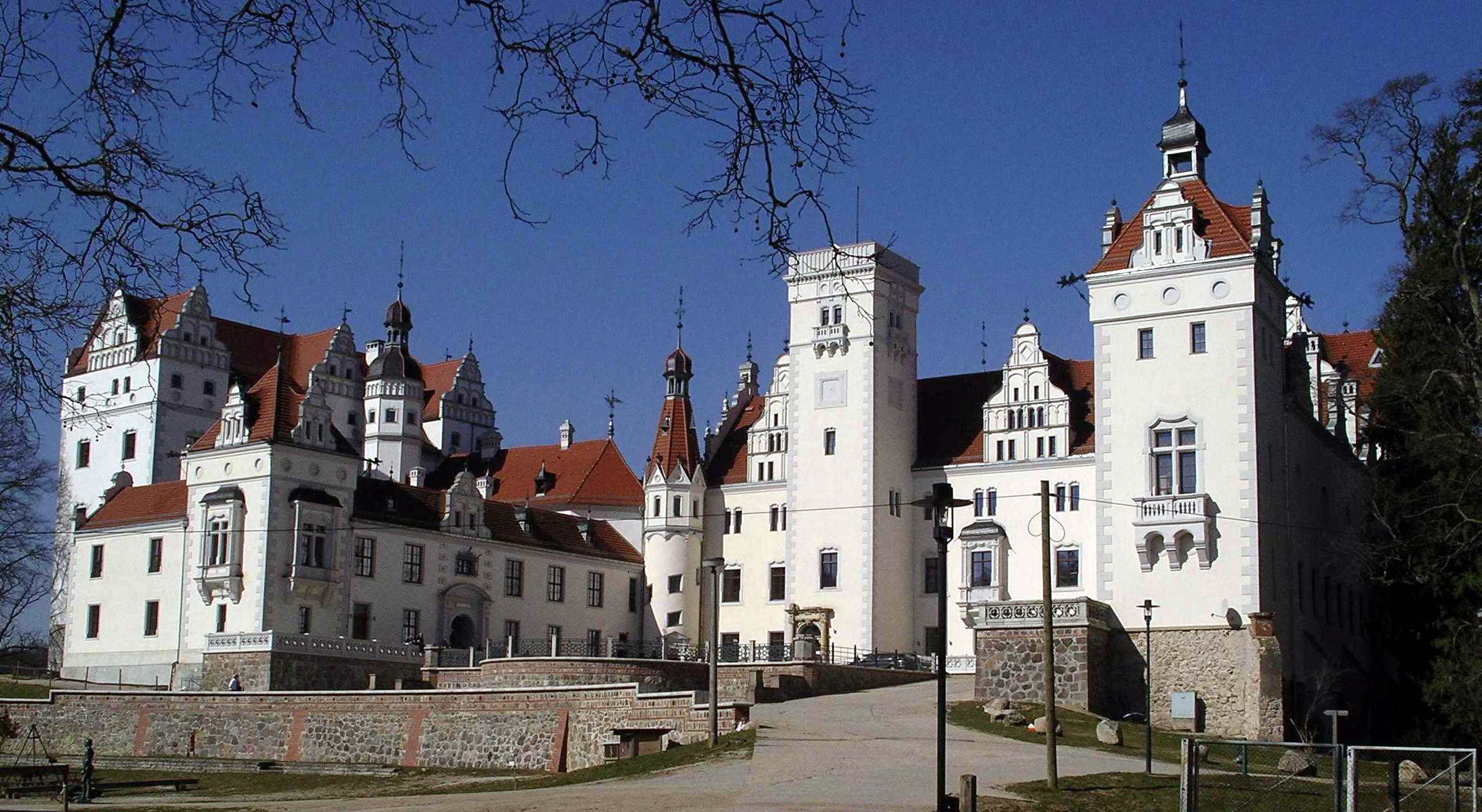
Schloss Boitzenburg
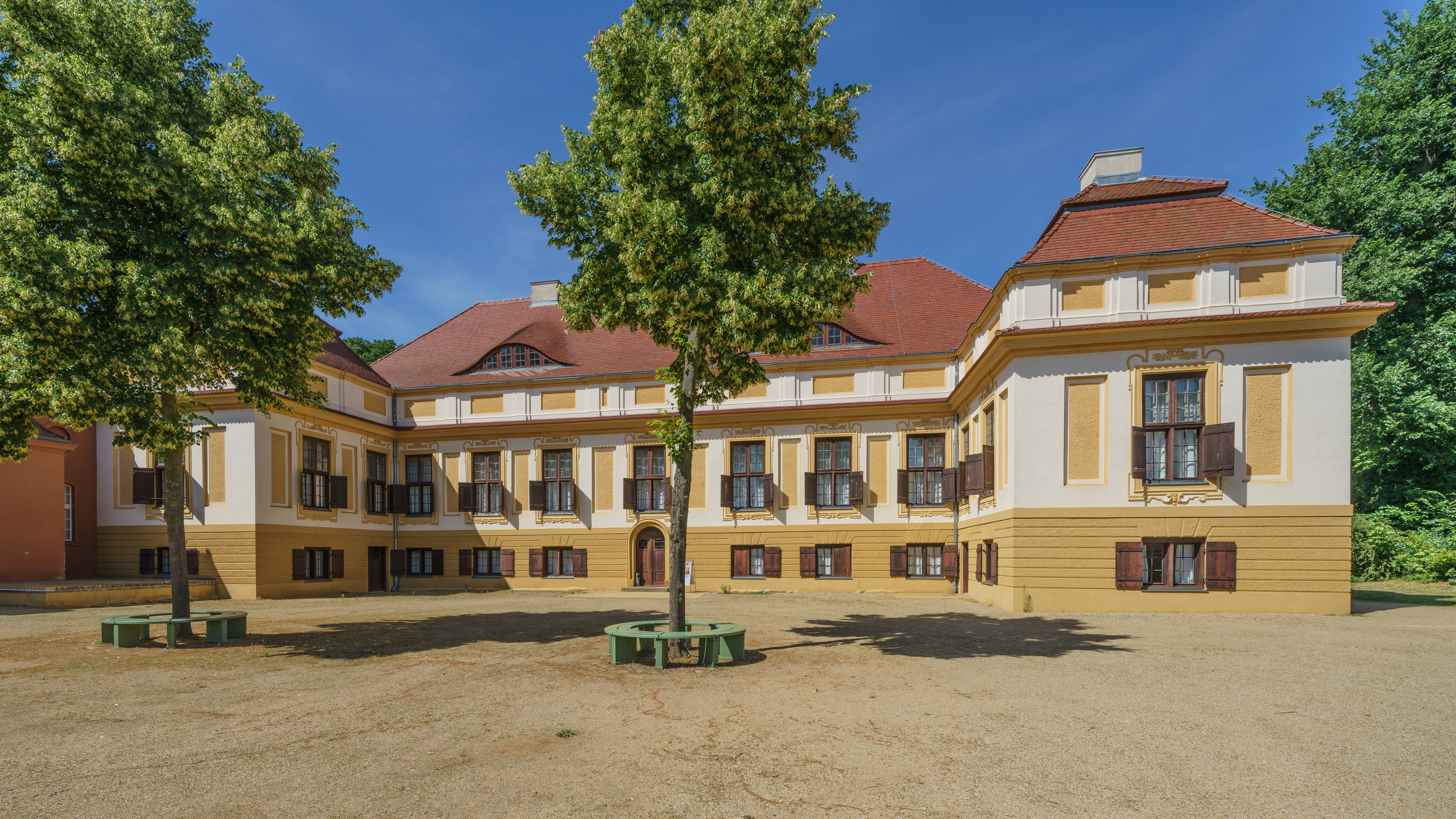
Schloss Caputh
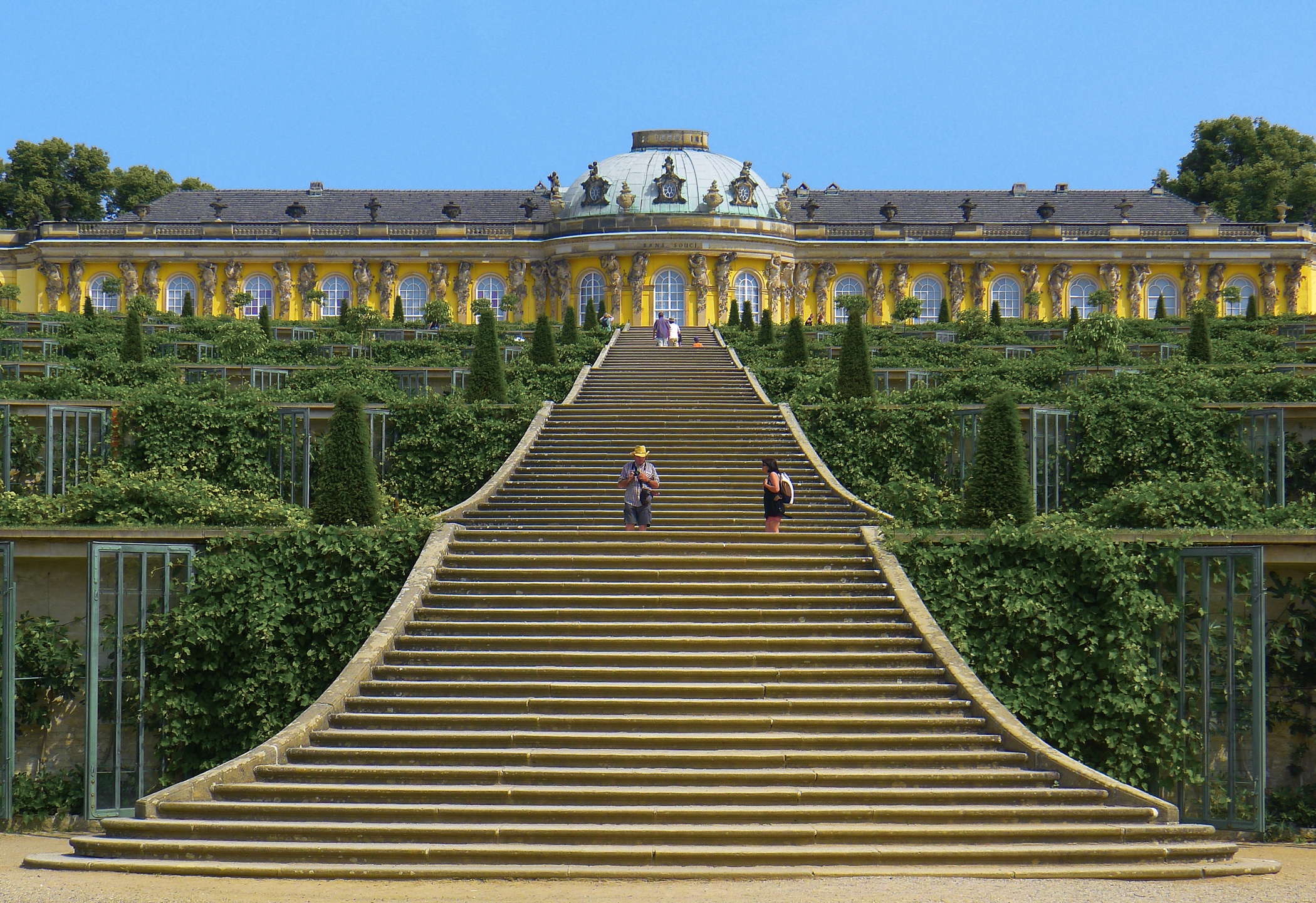
Sanssouci
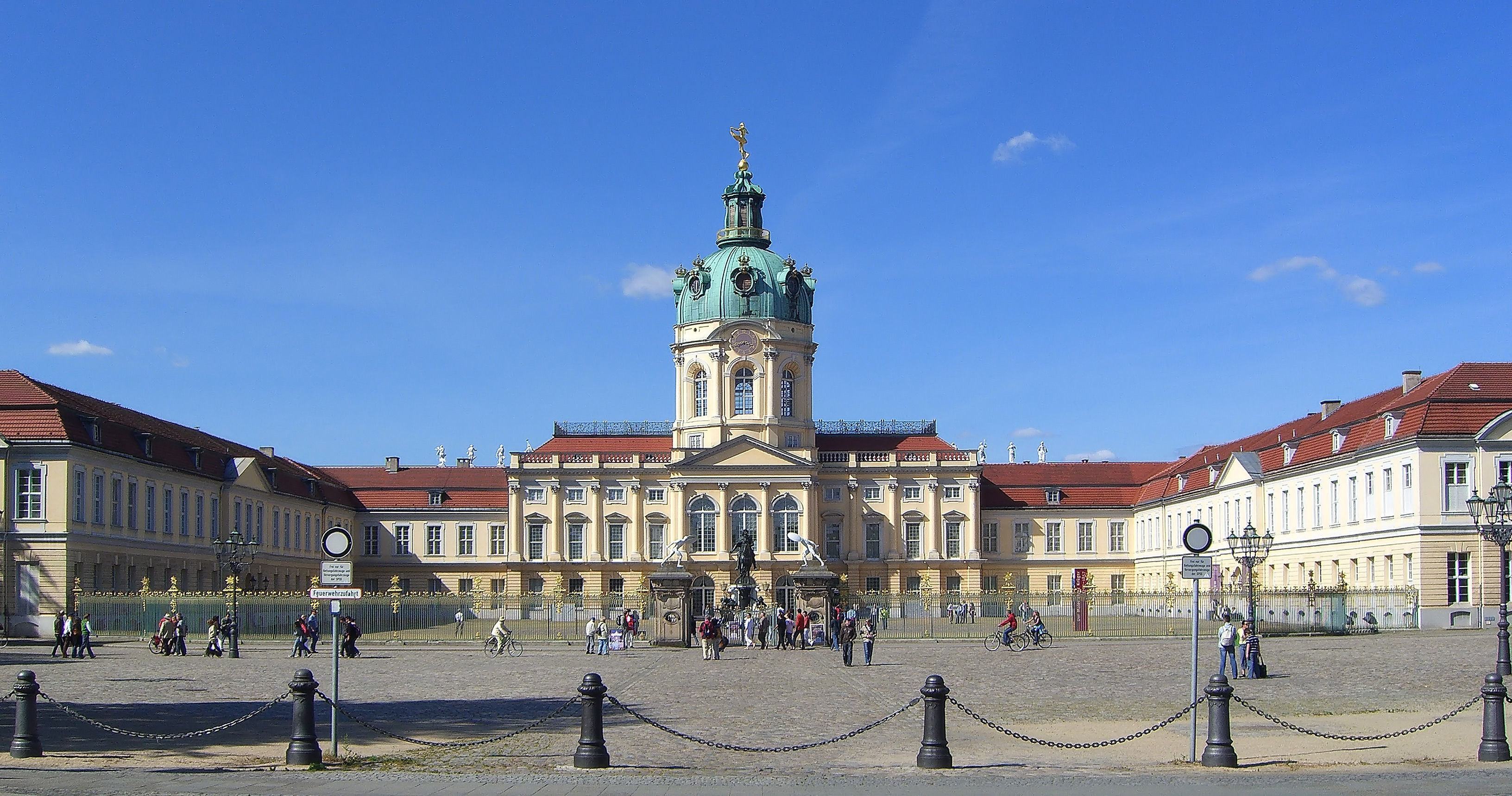
Schloss Charlottenburg
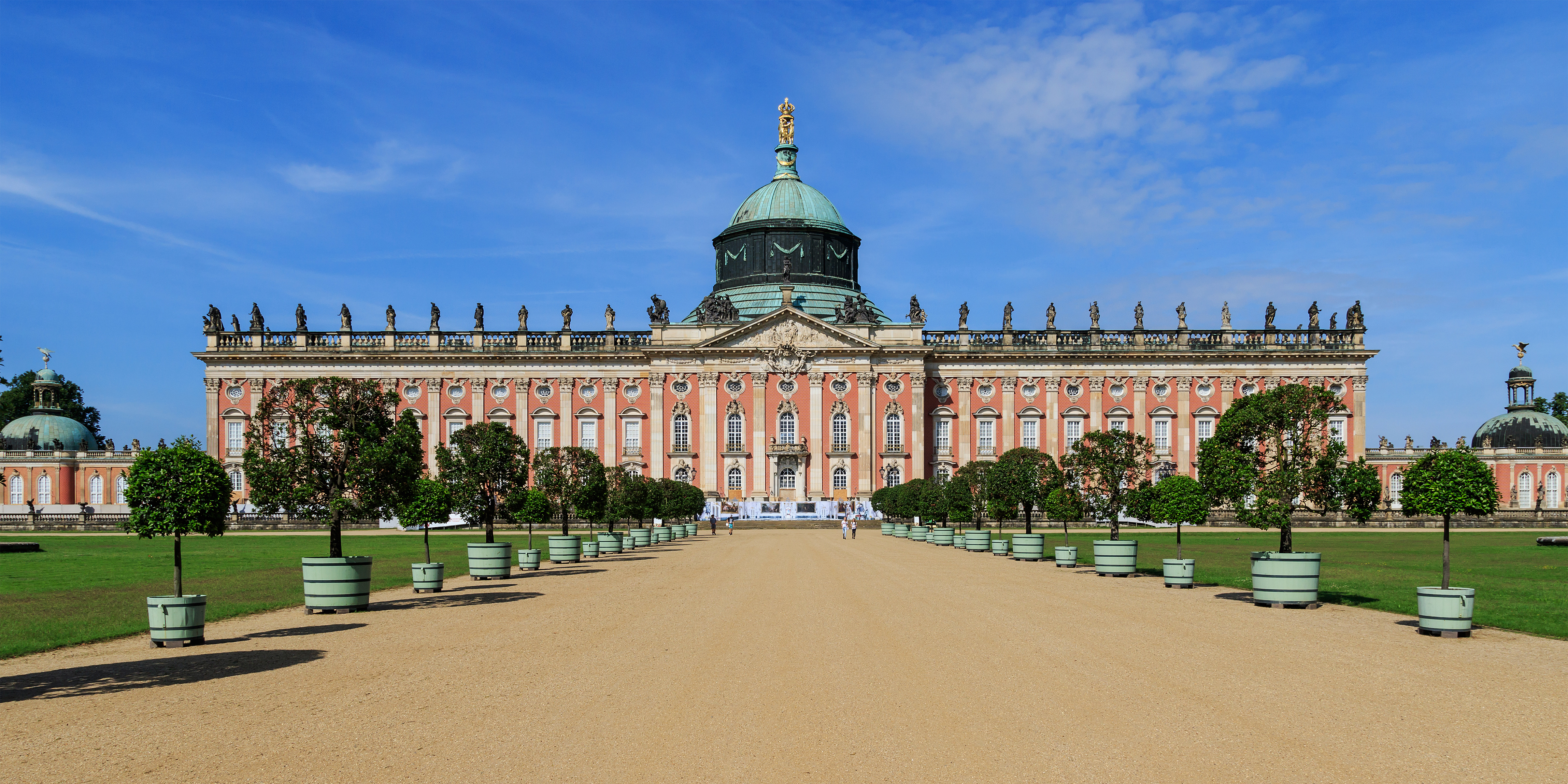
Neues Palais
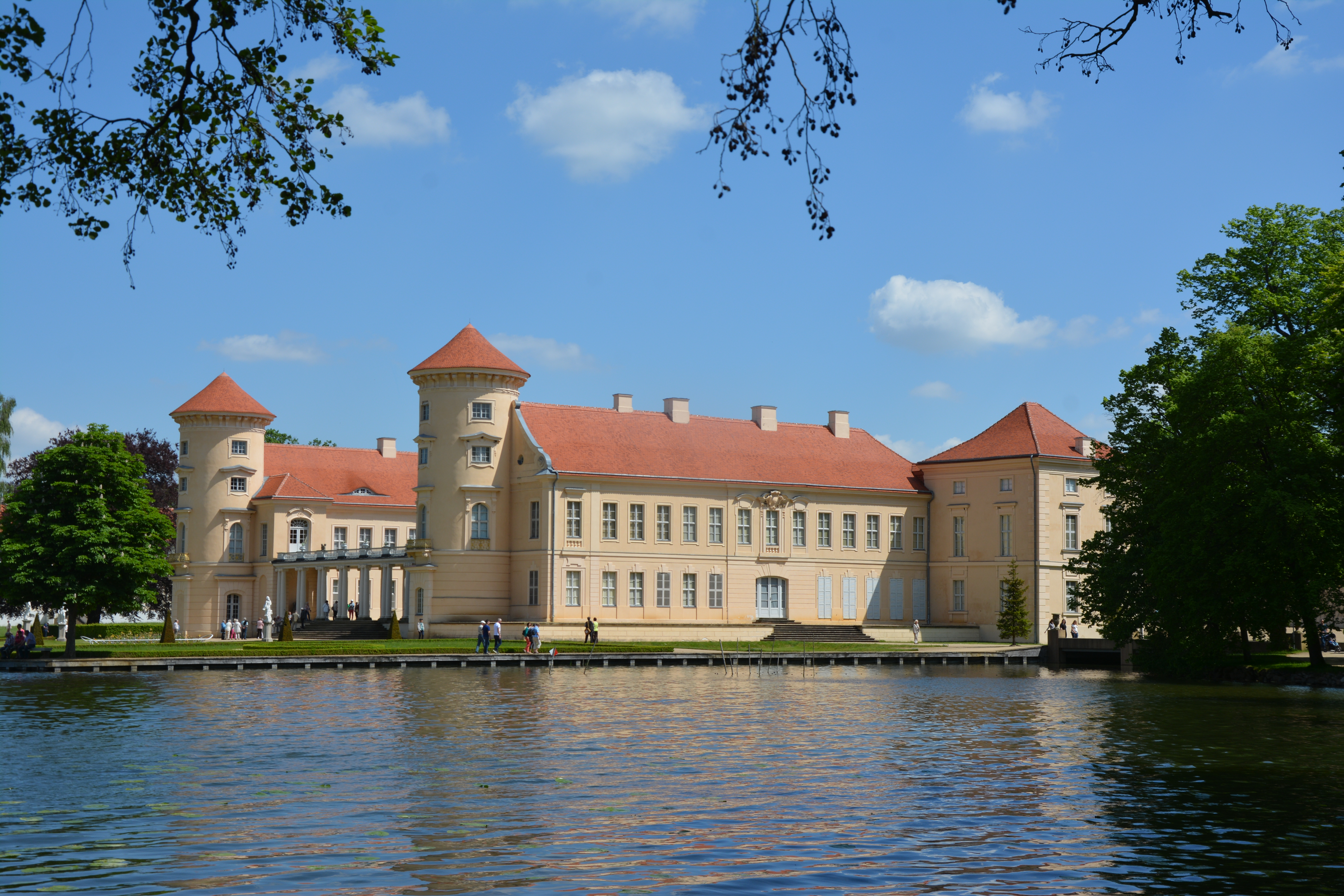
Schloss Rheinsberg

### Herren- und Gutshäuser
Die Inhaber der als Gutshaus, Rittergut oder auch Schloss bezeichneten Herrschaftssitze des Landadels, waren mit besonderen Rechten und Privilegien ausgestattet, hatten Sitz und Stimme in einen der beiden märkischen Landtage links oder rechts der Oder und leiteten einen landwirtschaftlichen Betrieb. Architektonisch reicht die Spanne von ortsüblichen Bauernhausformen bis zu schlossartigen Prunkbauten.

Märkische Herrenhäuser bis Ende des 18. Jahrhunderts
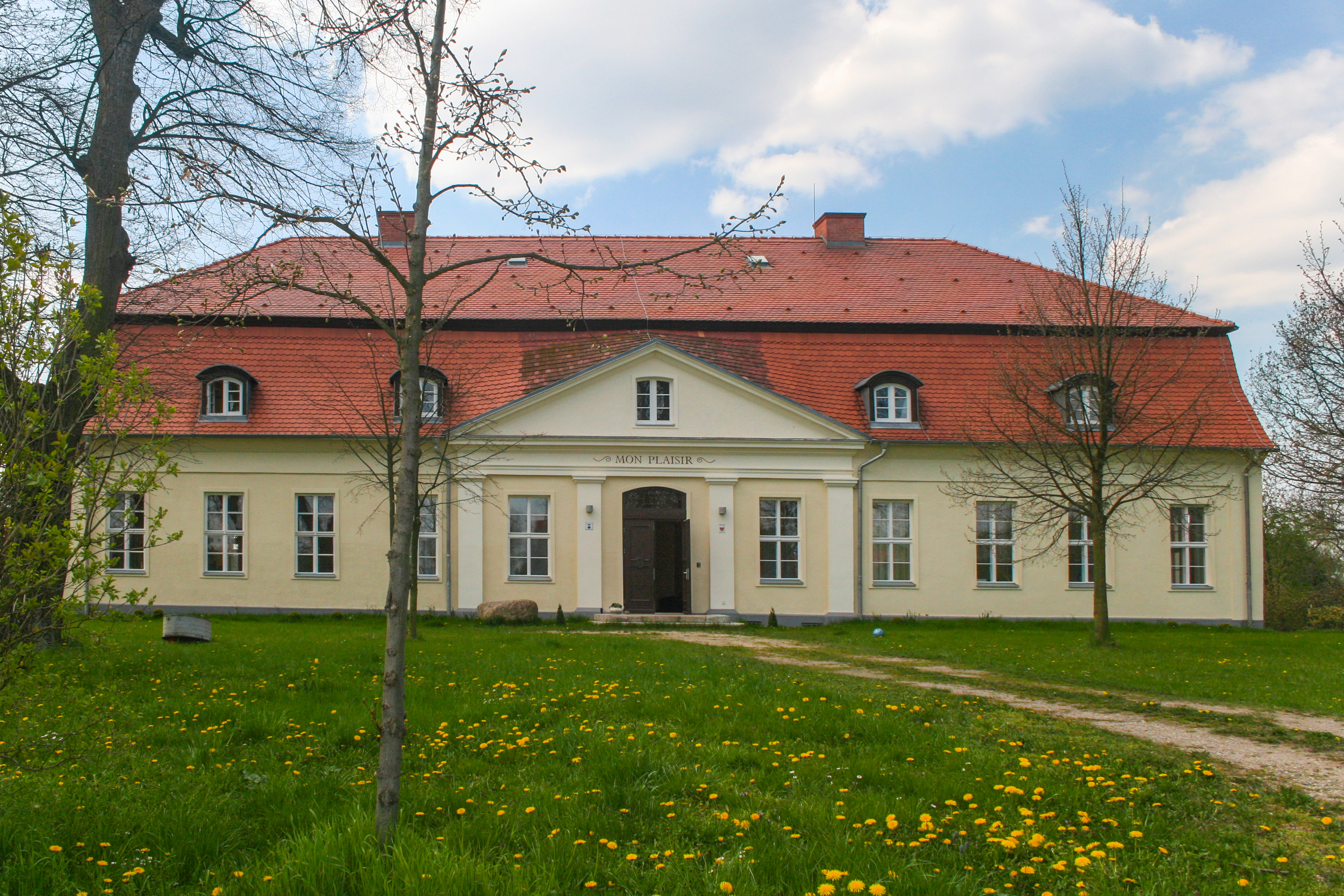
Gutshaus Mon Plaisir, Altkünkendorf in der Uckermark
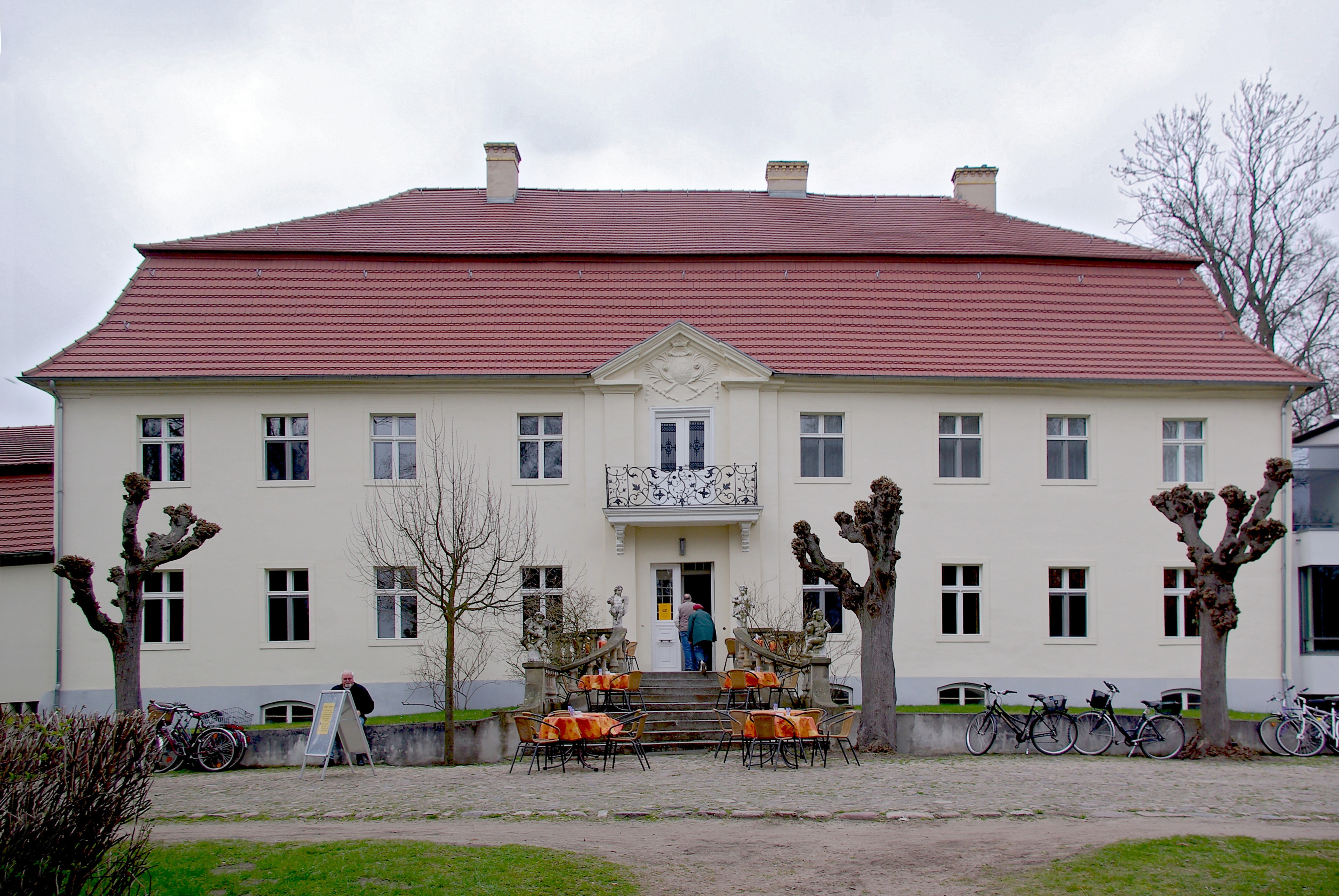
Herrenhaus Blankensee in der Mittelmark
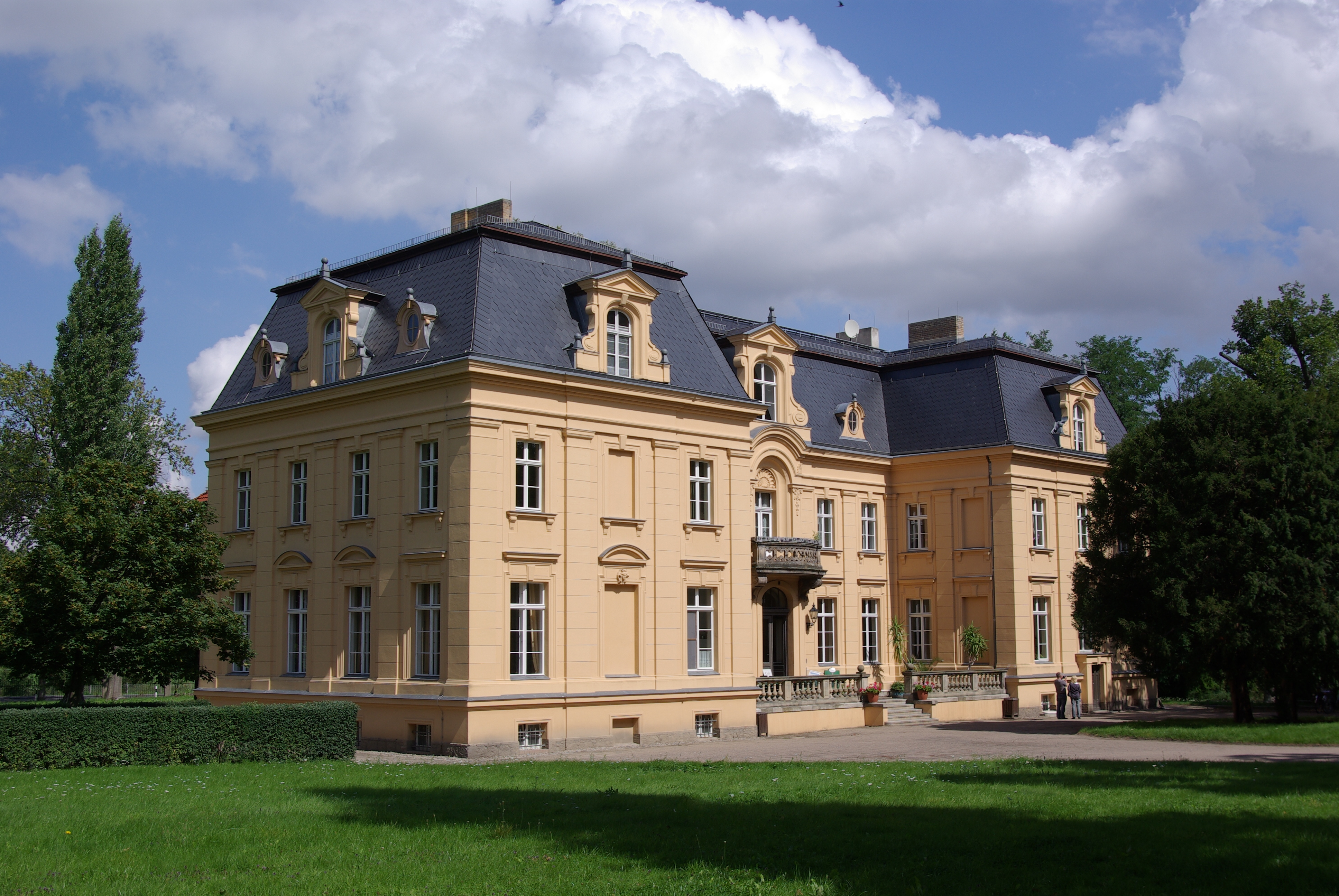
Herrenhaus Altranft
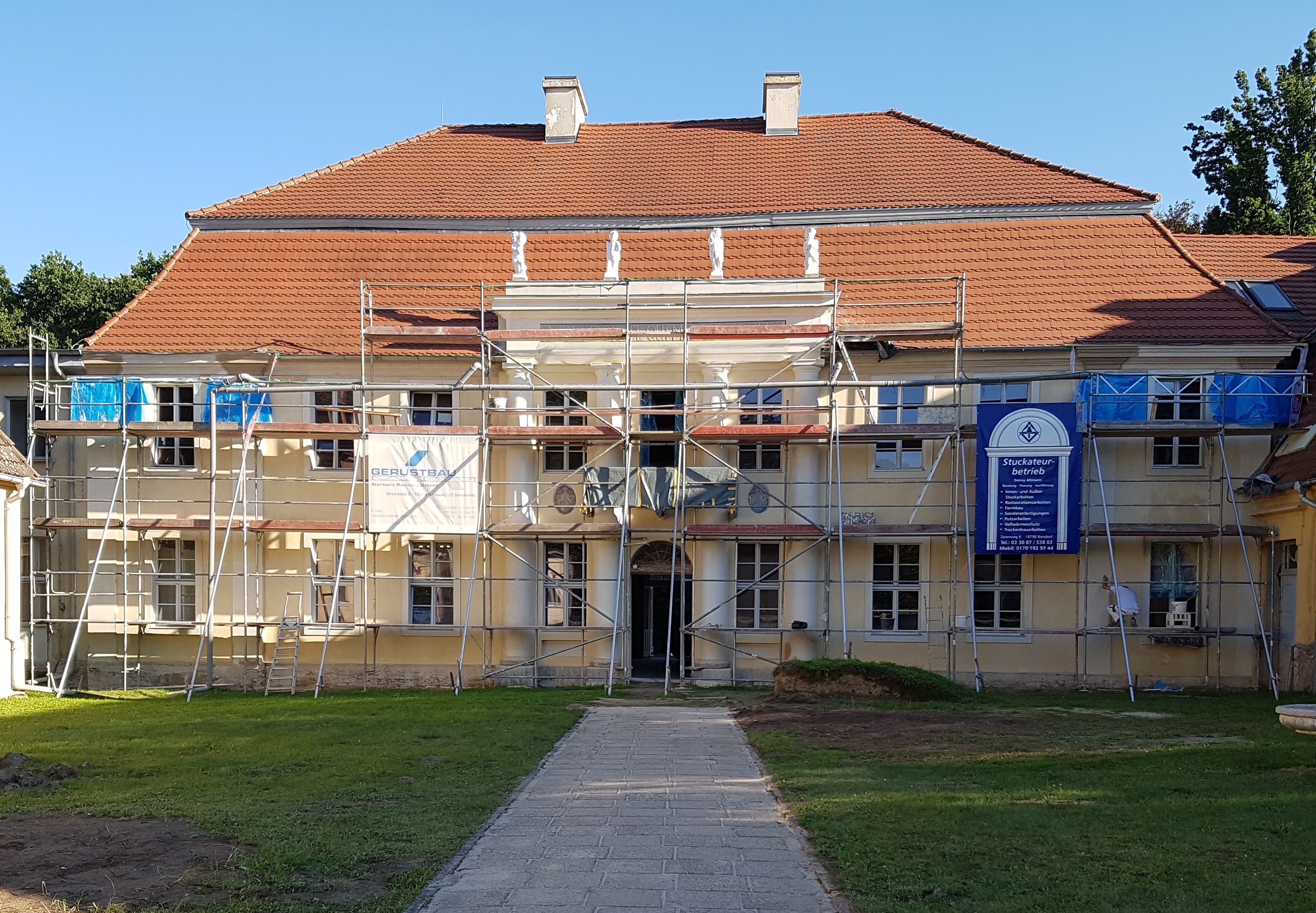
Herrenhaus Dannenwalde
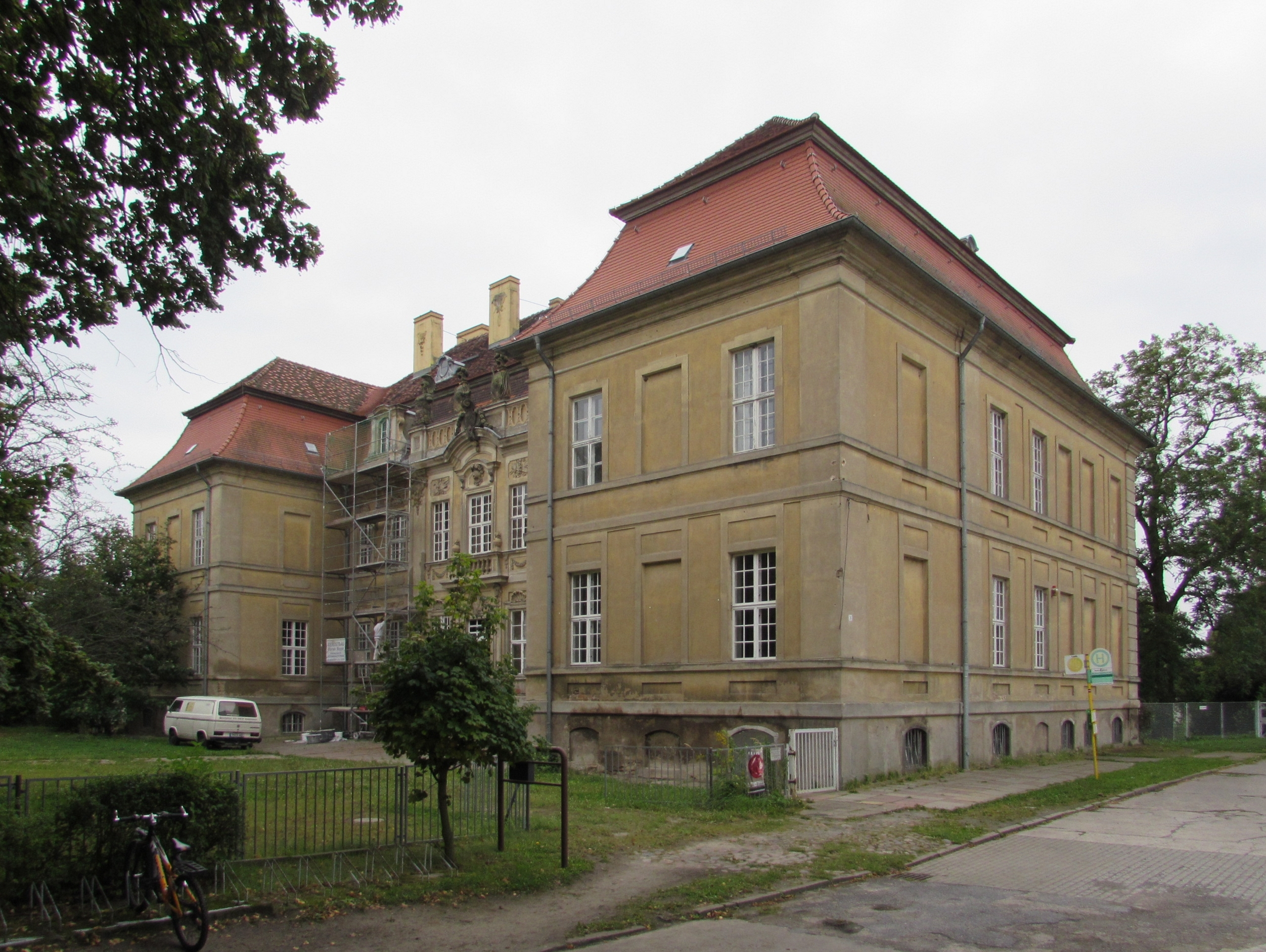
Gutshaus Roskow in der Mittelmark
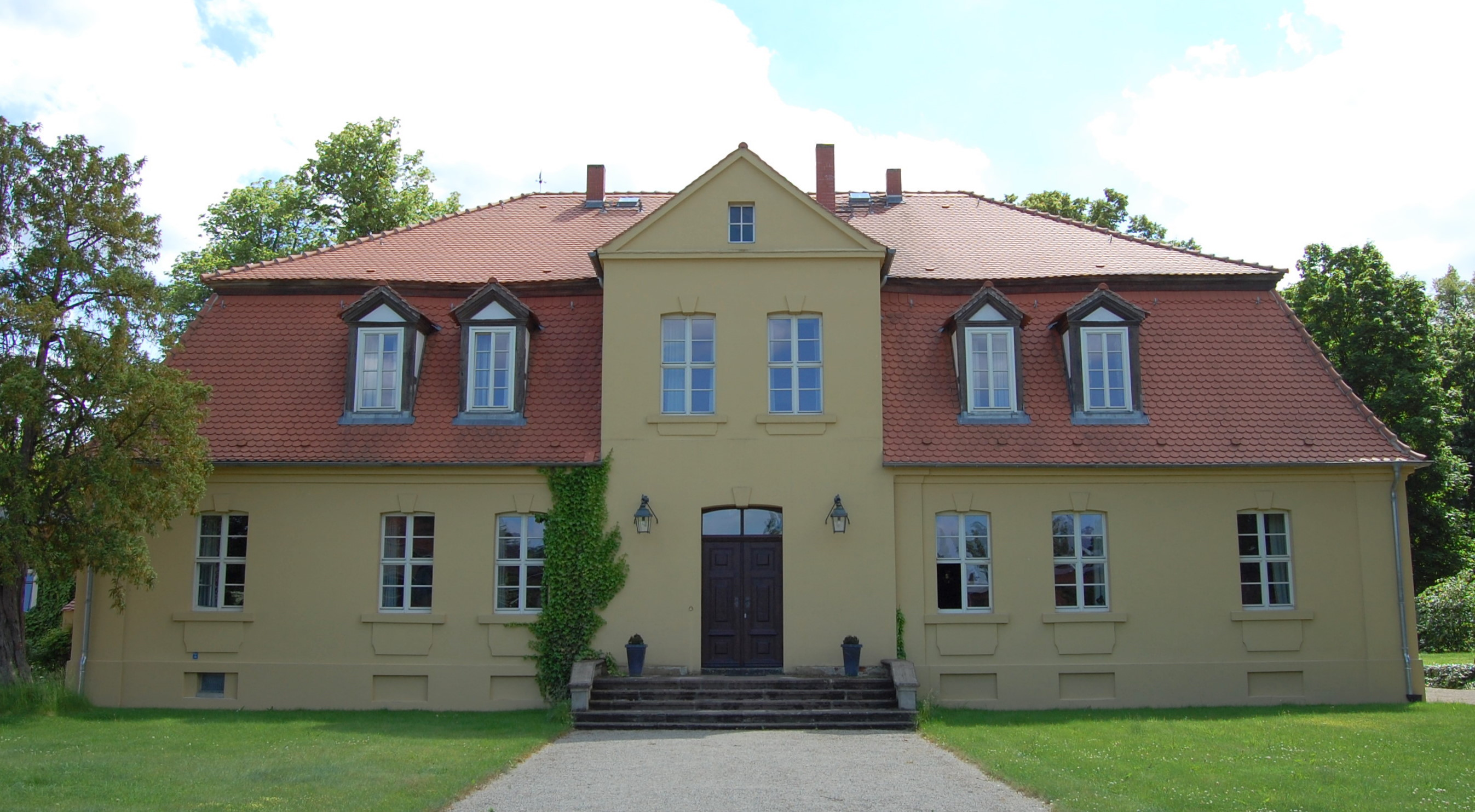
Gutshaus Vollenschier

### Rathäuser
Die in Europa zumeist repräsentativ errichteten Rathäuser des Mittelalters und der Frühen Neuzeit symbolisieren die städtische Selbstverwaltung. In Brandenburg war die städtische Autonomie im Spätmittelalter besonders stark ausgeprägt. Entsprechend finden sich aus dieser Zeit in den größten Zentralen (nicht Berlin, sondern die Altmark, Brandenburg/H. und Frankfurt/.O.) der damaligen Zeit große und repräsentative Bauten. Diese Bauten repräsentierten zugleich das gestiegene bürgerliche Selbstwertgefühl, einer wirtschaftlichen und politischen Gesellschaftsschicht, die in Brandenburg ab dem Spätmittelalter gegenüber Landadel und Landesherren zusehends an Einfluss verlor.
Die erste Erwähnung eines Rathauses in Brandenburg findet sich 1297 im Schöppenbuch der Neustadt Brandenburg. Bereits davor gab es städtische Ratsverfassungen. Oft handelte es sich bei den ersten Rathäusern um relativ kleine Gebäude, ehemalige Kurien oder Bürgerhäuser, die in einer Straßen- oder Platzseite eingebaut waren. In ihrer städtebaulichen Position, ihrem innenarchitektonischen Aufbau und der Vielfalt der Nutzungen entsprechen die Brandenburger Rathäuser weitgehend dem Norddeutschen Rathaustyp, der sich im 13. Jahrhundert wahrscheinlich aus den Gildehäusern der Kaufleute entwickelt hat.
Die Rathäuser dienten auch als Kaufhäuser. Kaufgüter wurden dort auf Raatswagen gewogen. Es gab Versammlungsräume. Auch dienten die Rathäuser als Orte für Feste. Im Keller der Rathäuser gab es mitunter bürgerliche und gemeine Gefängnisse.

Märkische Rathäuser des Mittelalters
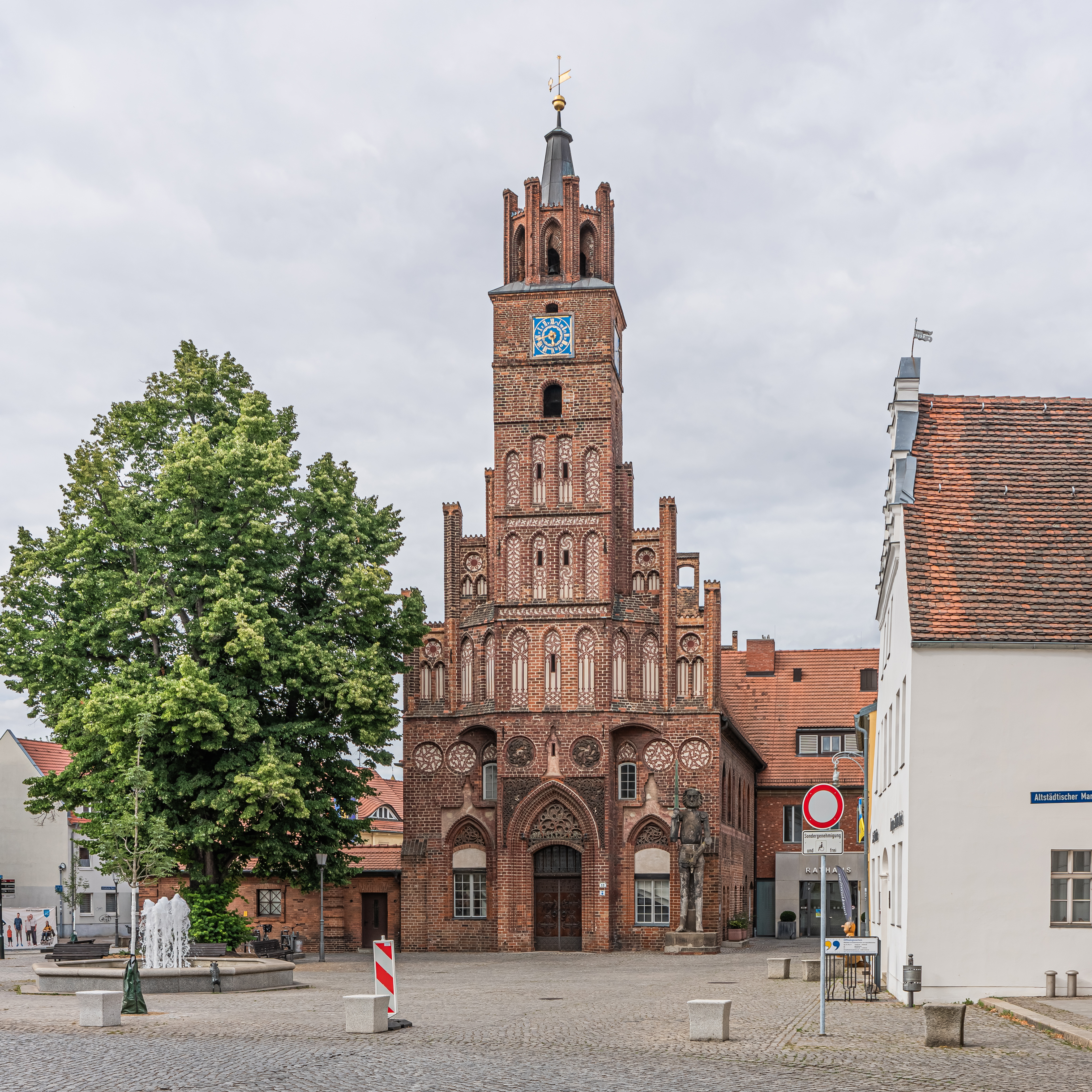
Altstädtisches Rathaus zu Brandenburg an der Havel aus dem Mittelalter
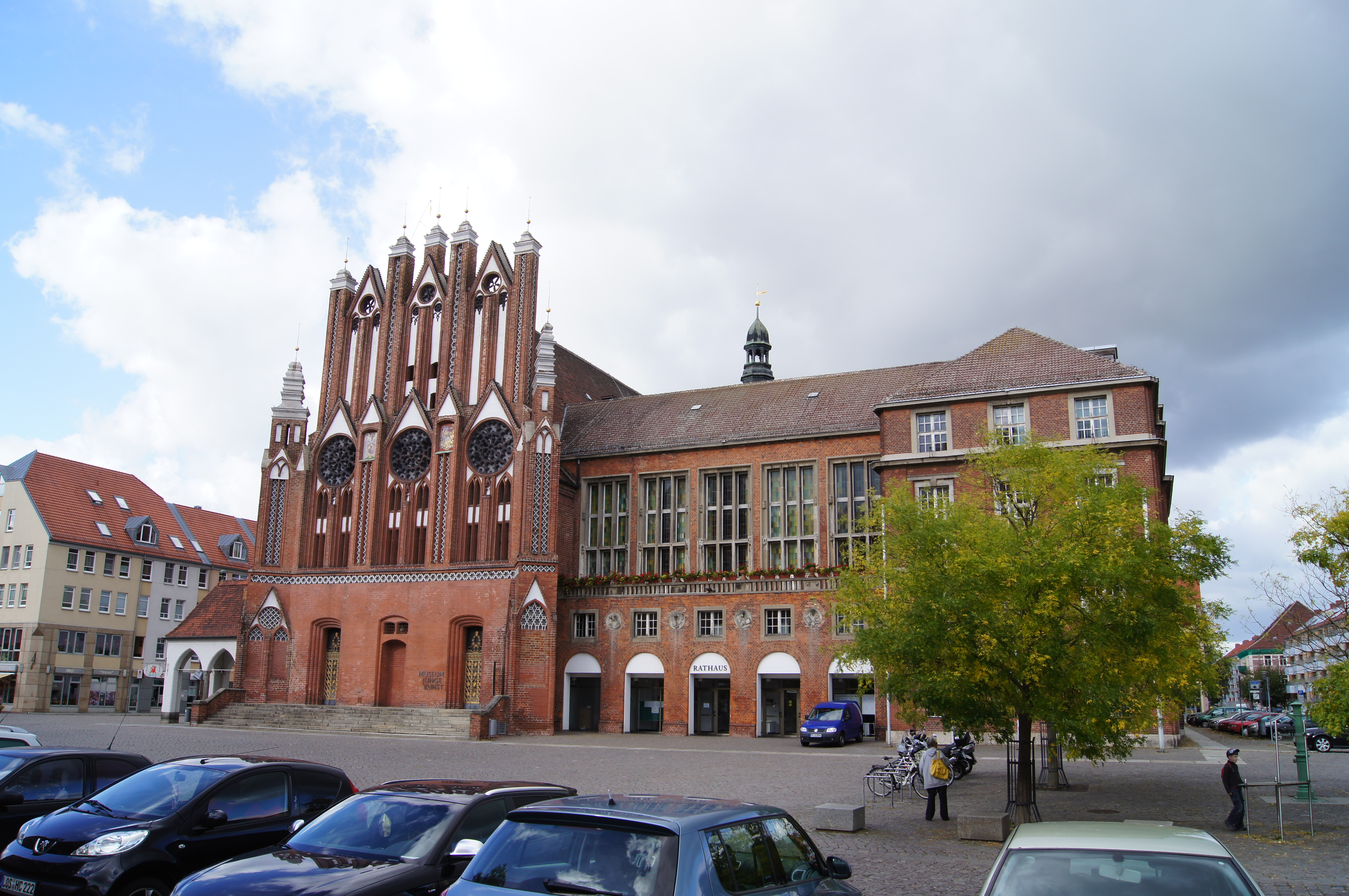
Rathaus Frankfurt (Oder)
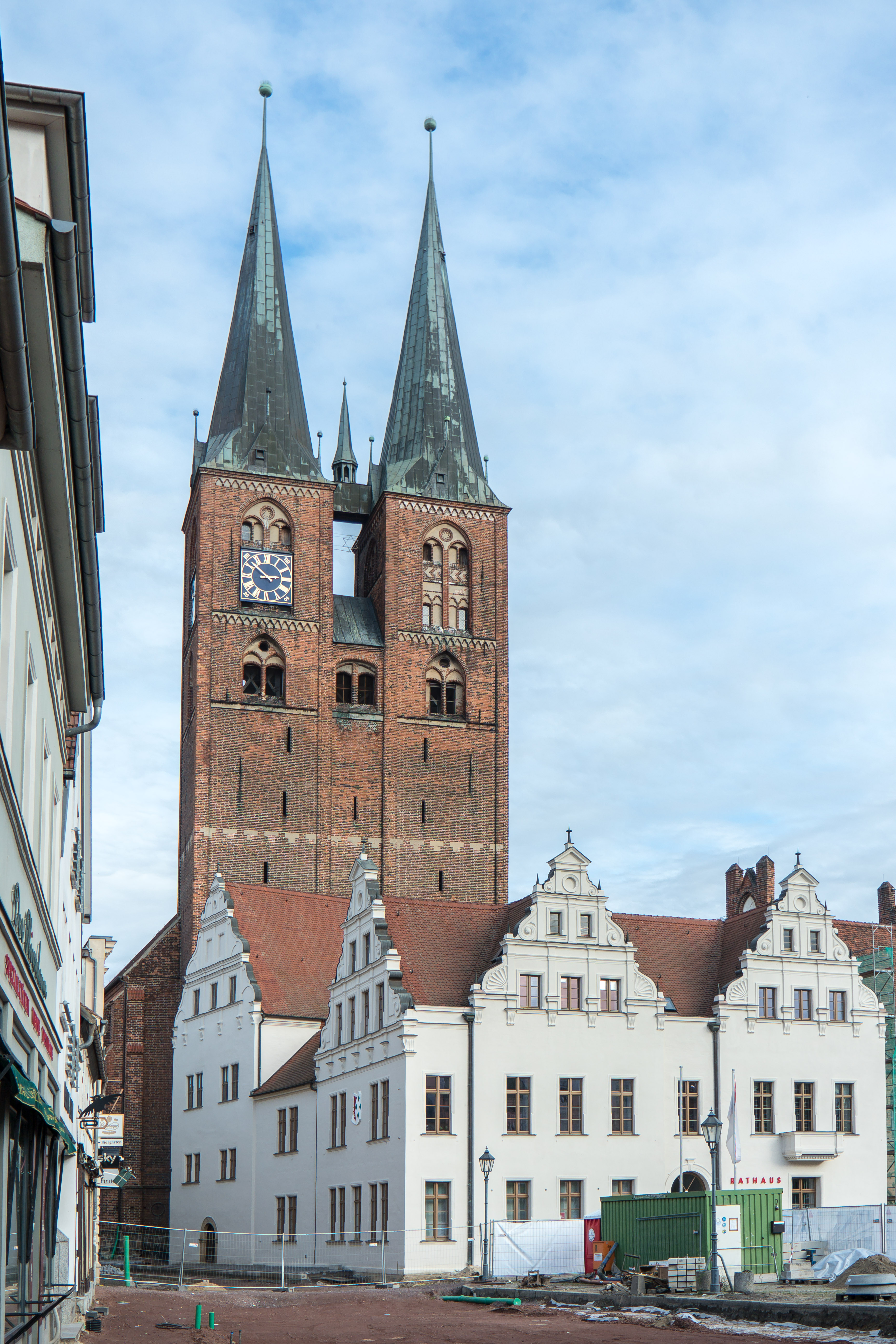
Rathaus Stendal
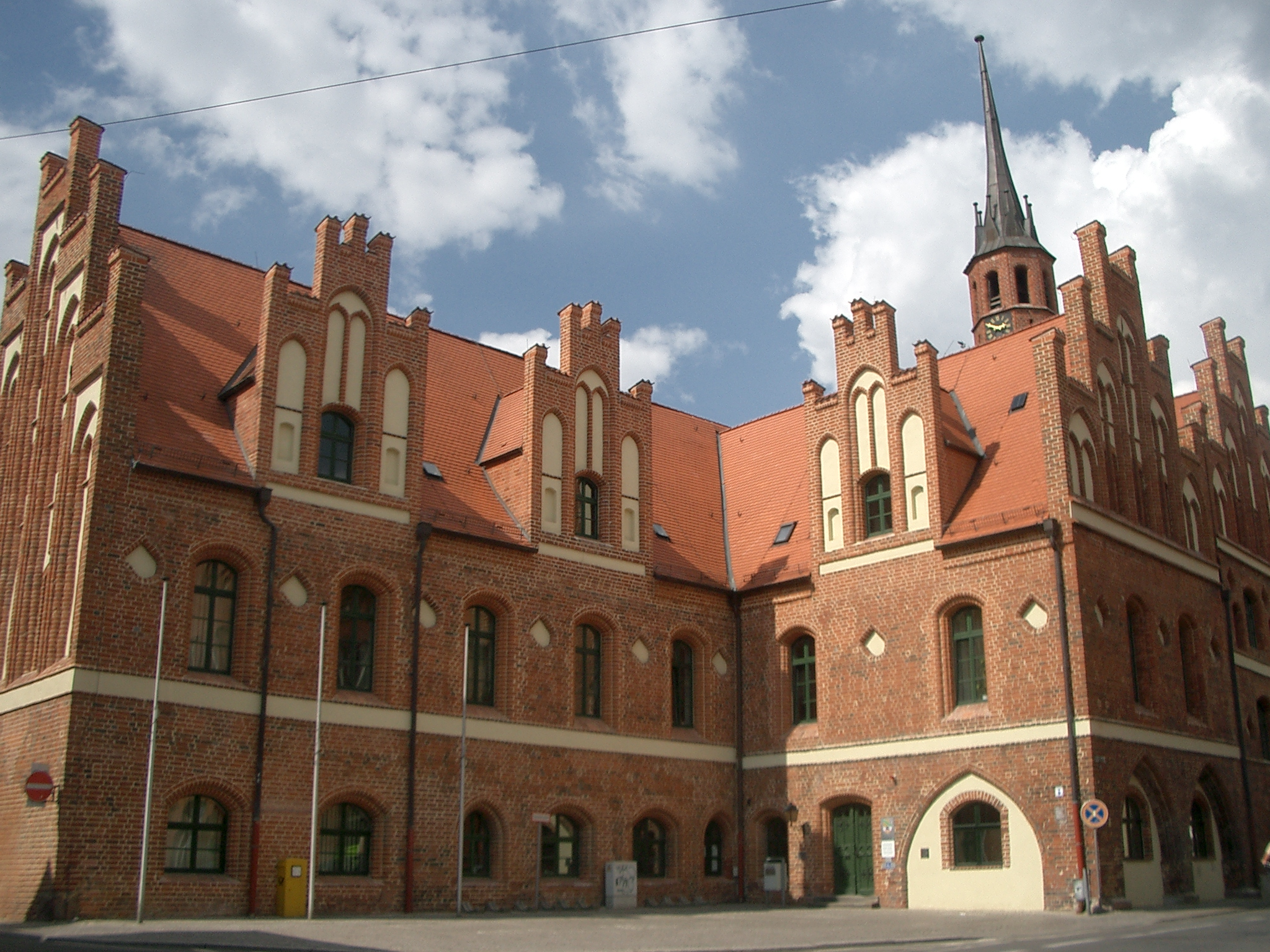
Vormals Altstädtisches Rathaus der altmärkischen Hansestadt Salzwedel, als stadtbürgerlich-repräsentativer Backsteinrohbau im Stil der norddeutschen Renaissance
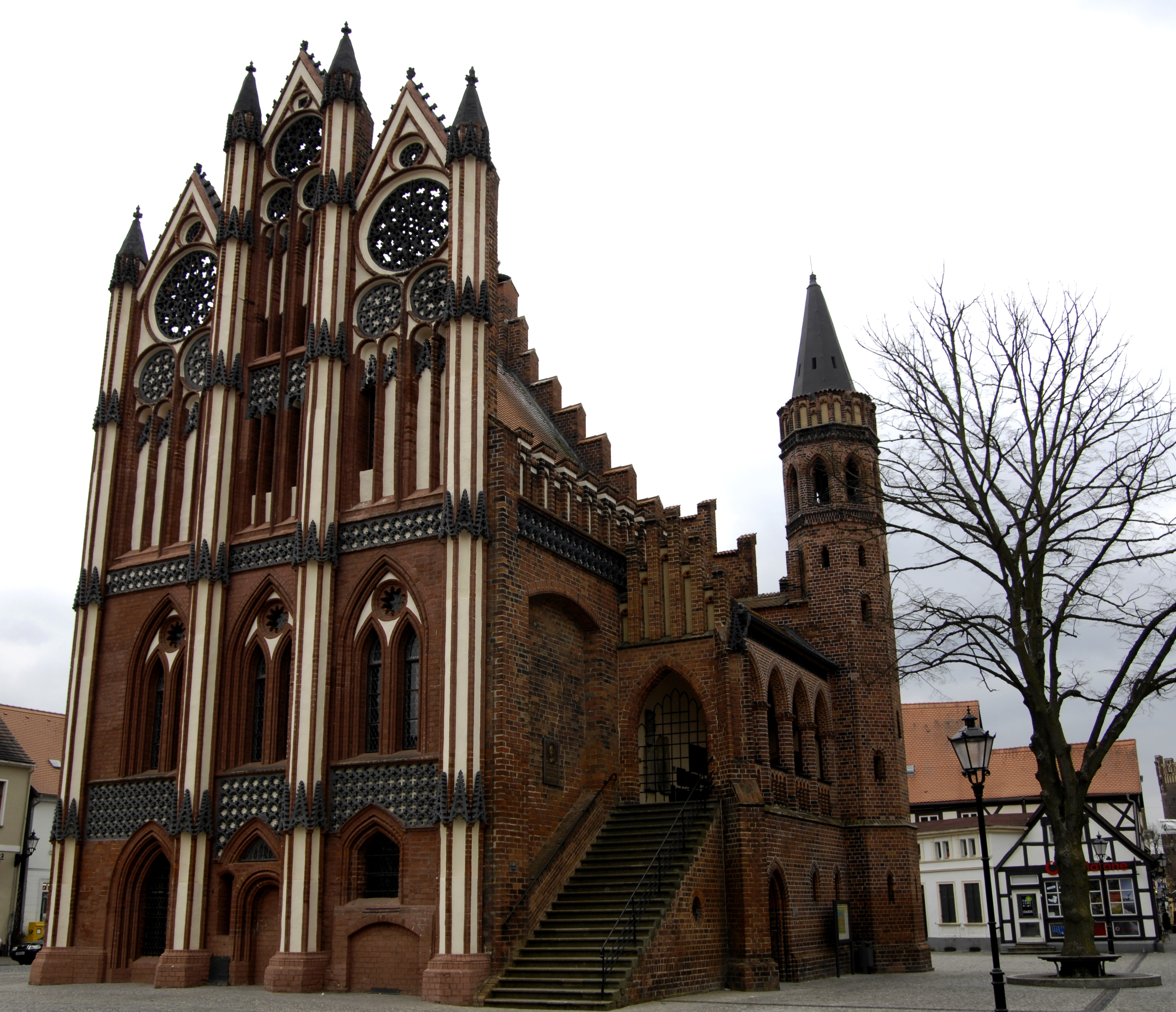
Rathaus Tangermünde, norddeutsche Backsteingotik
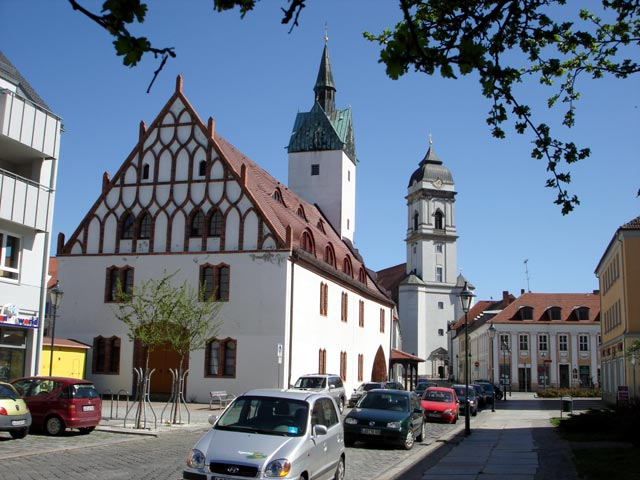
Rathaus Fürstenwalde, spätgotischer Backsteinbau
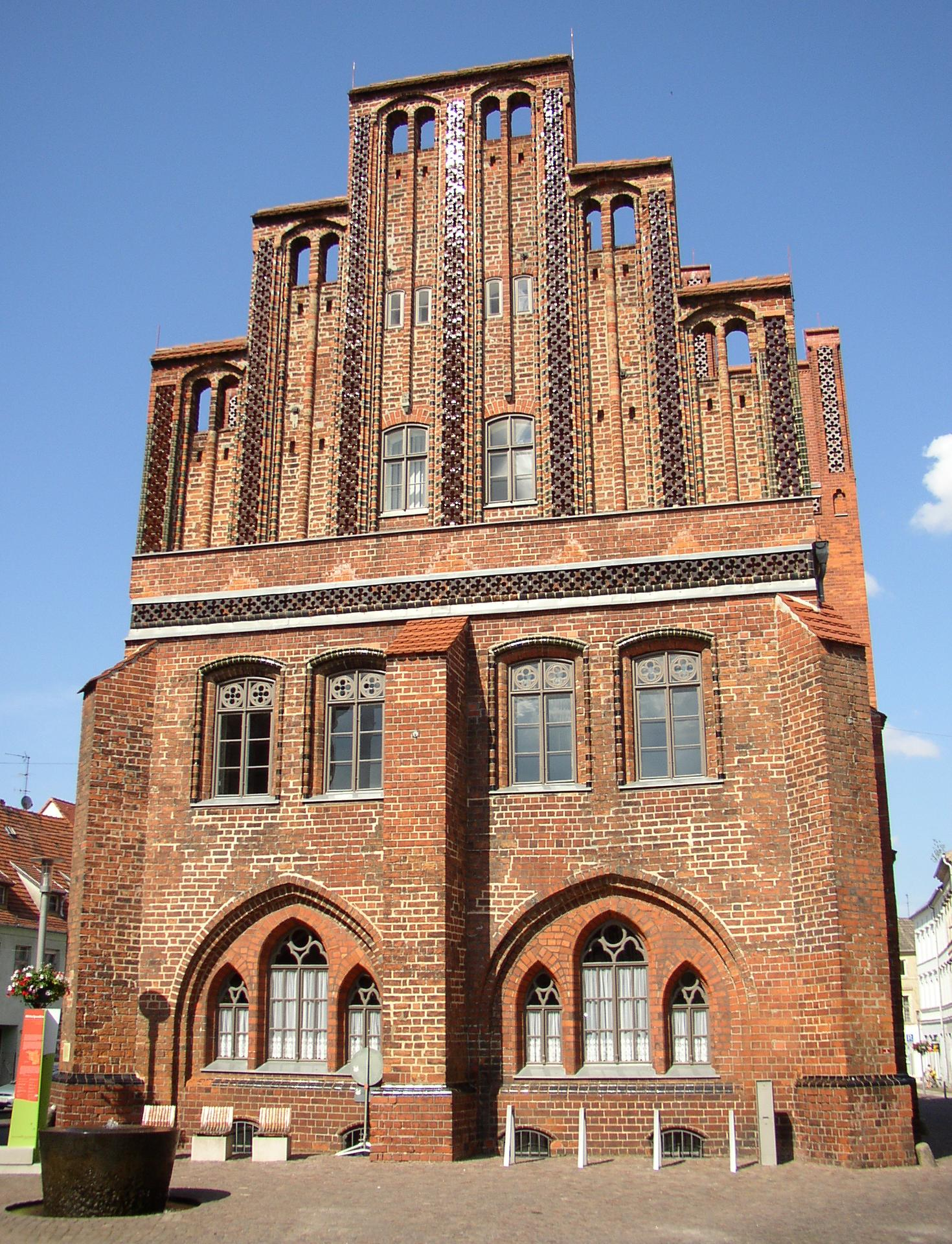
Westseite des Perleberger Rathauses, um 1400–1450
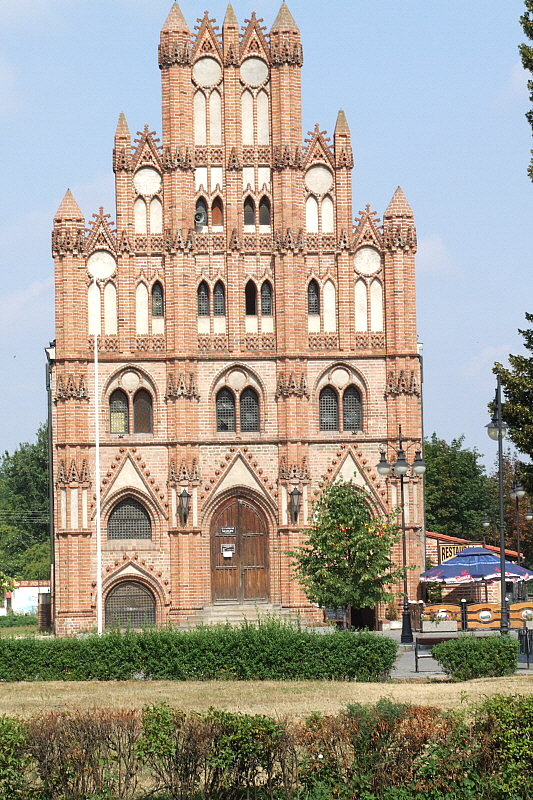
Rathaus Königsberg in der Neumark

### Klöster

Märkische Klöster
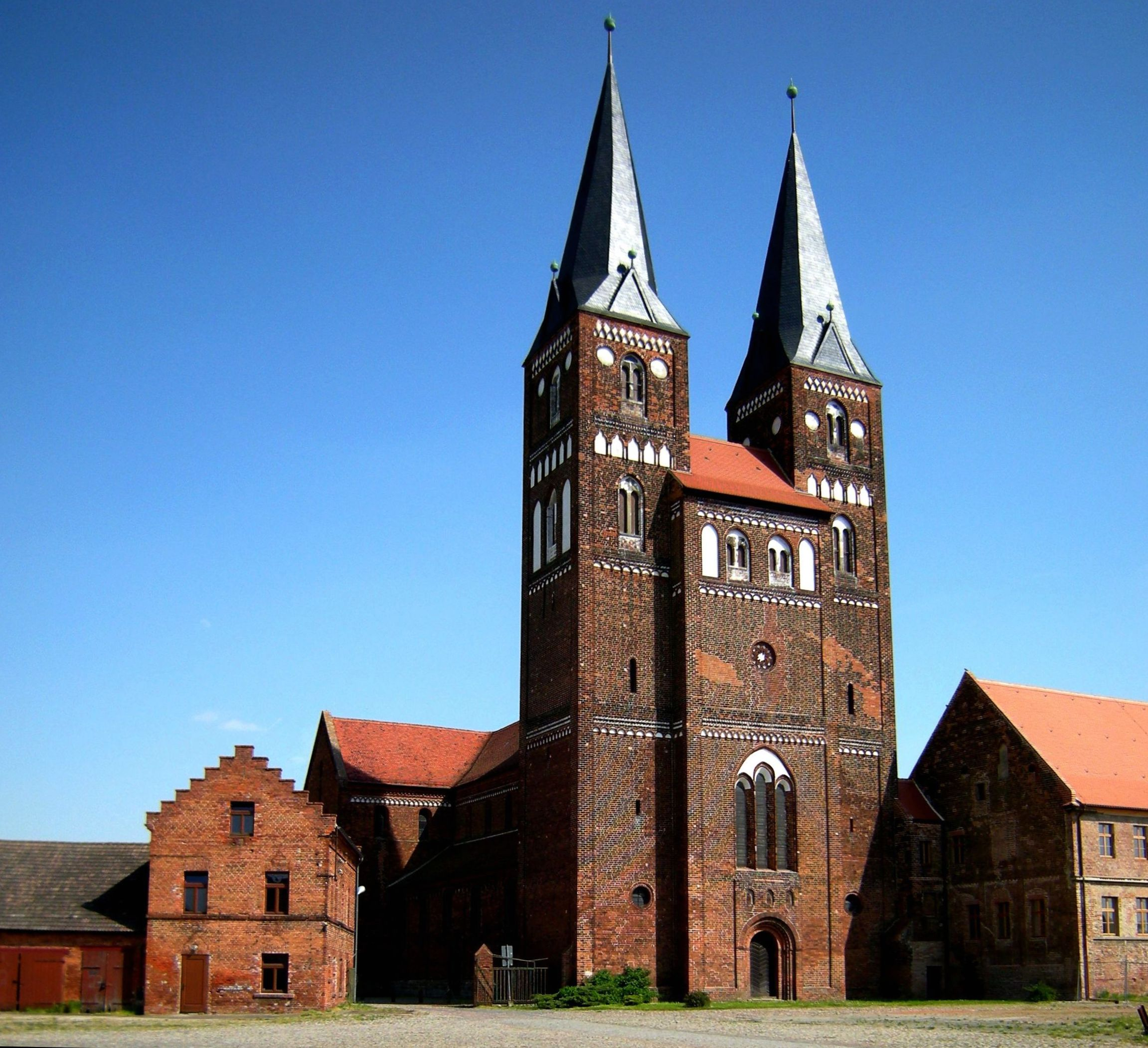
Kloster Jerichow, Altmark
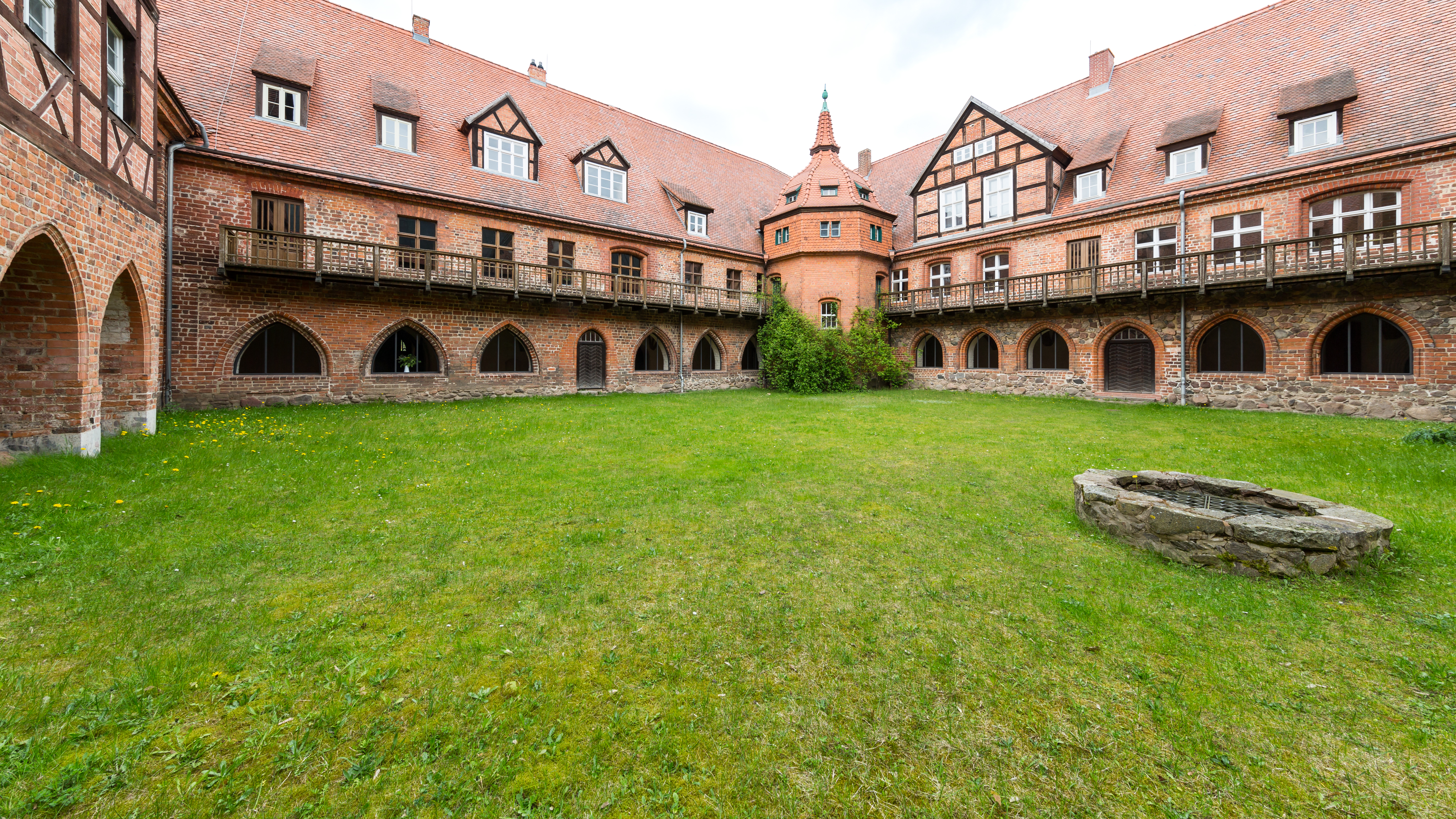
Kloster Stift zum Heiligengrabe
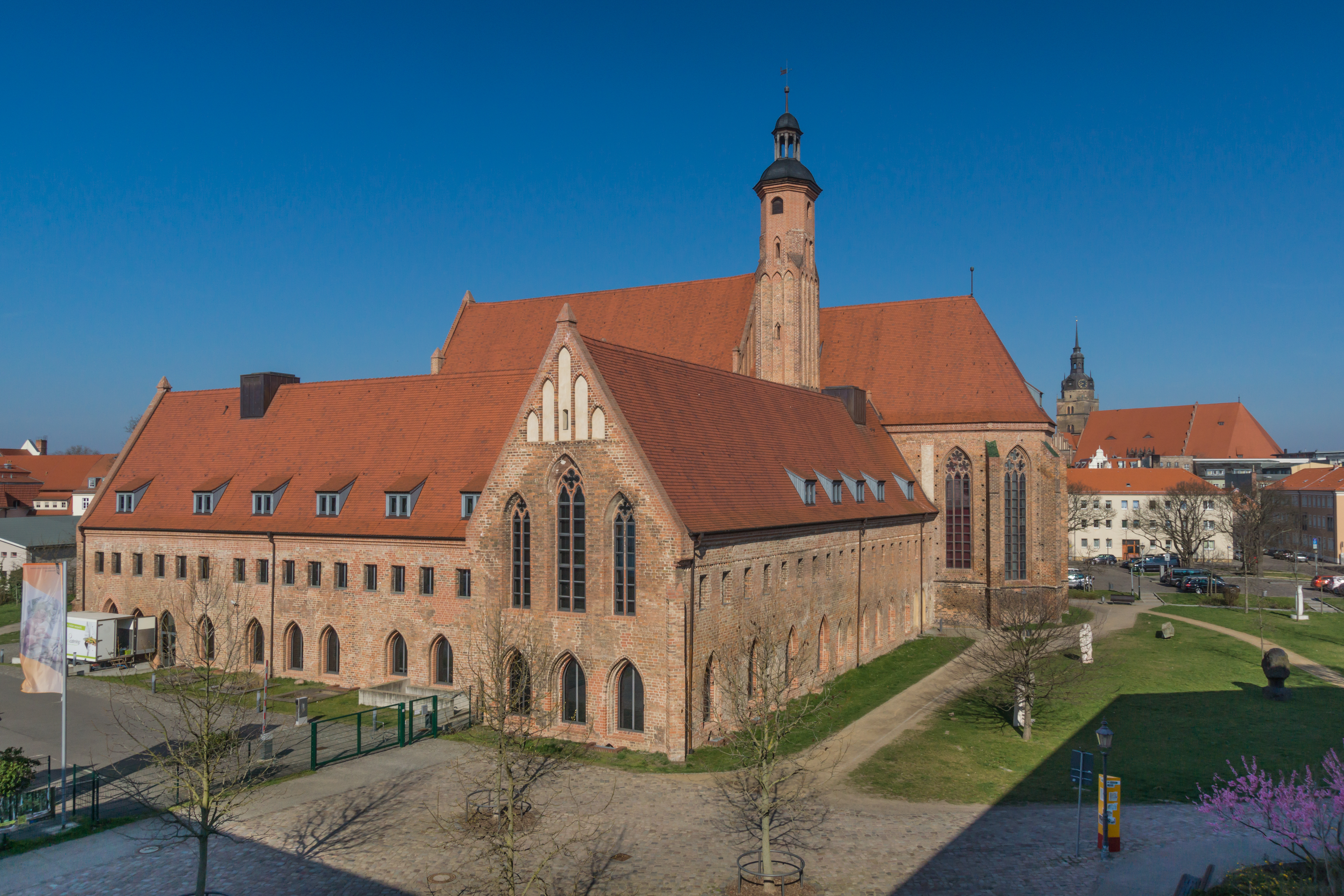
Kloster St. Pauli (Brandenburg an der Havel)
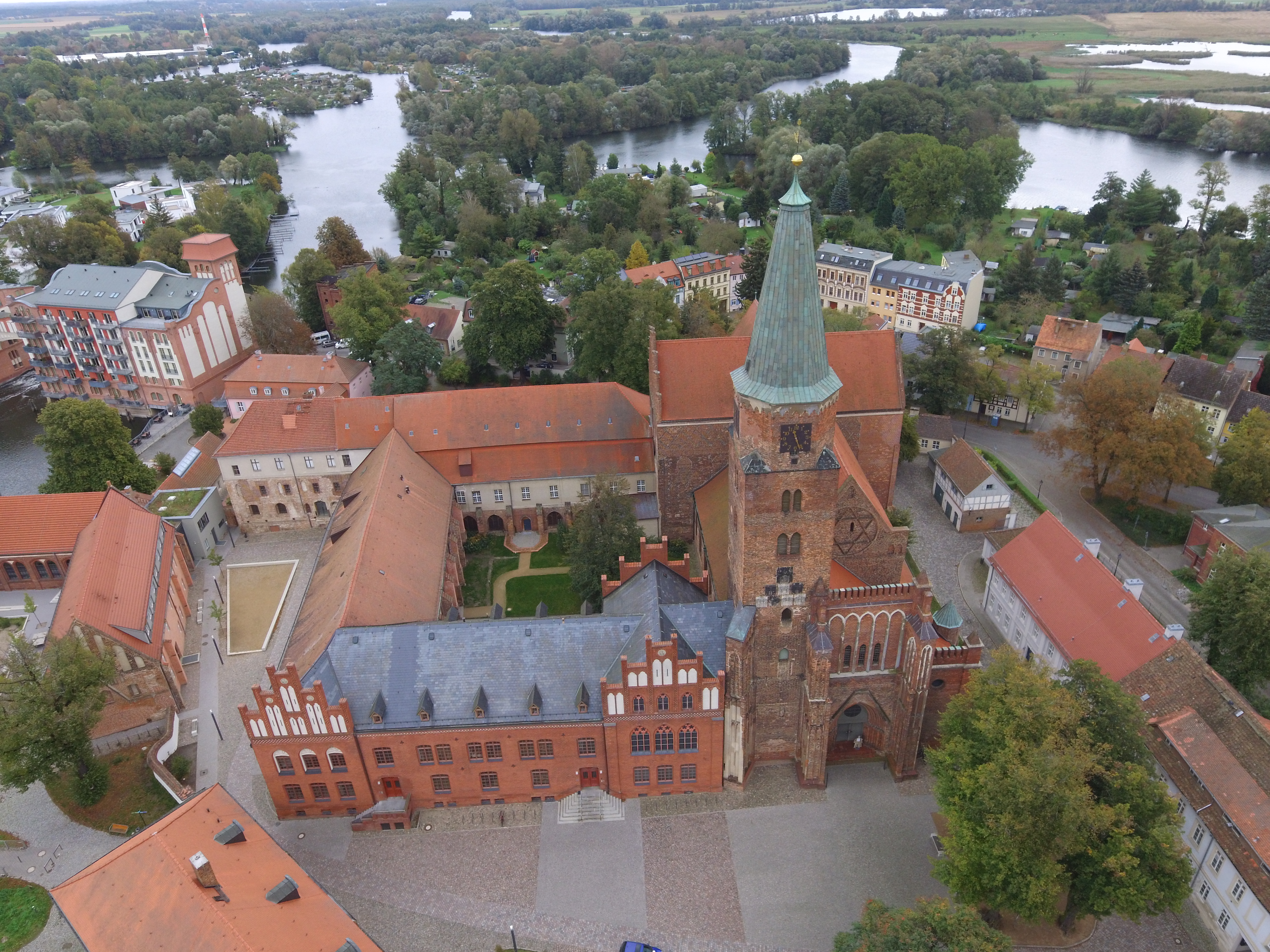
St. Peter und Paul (Brandenburg an der Havel)
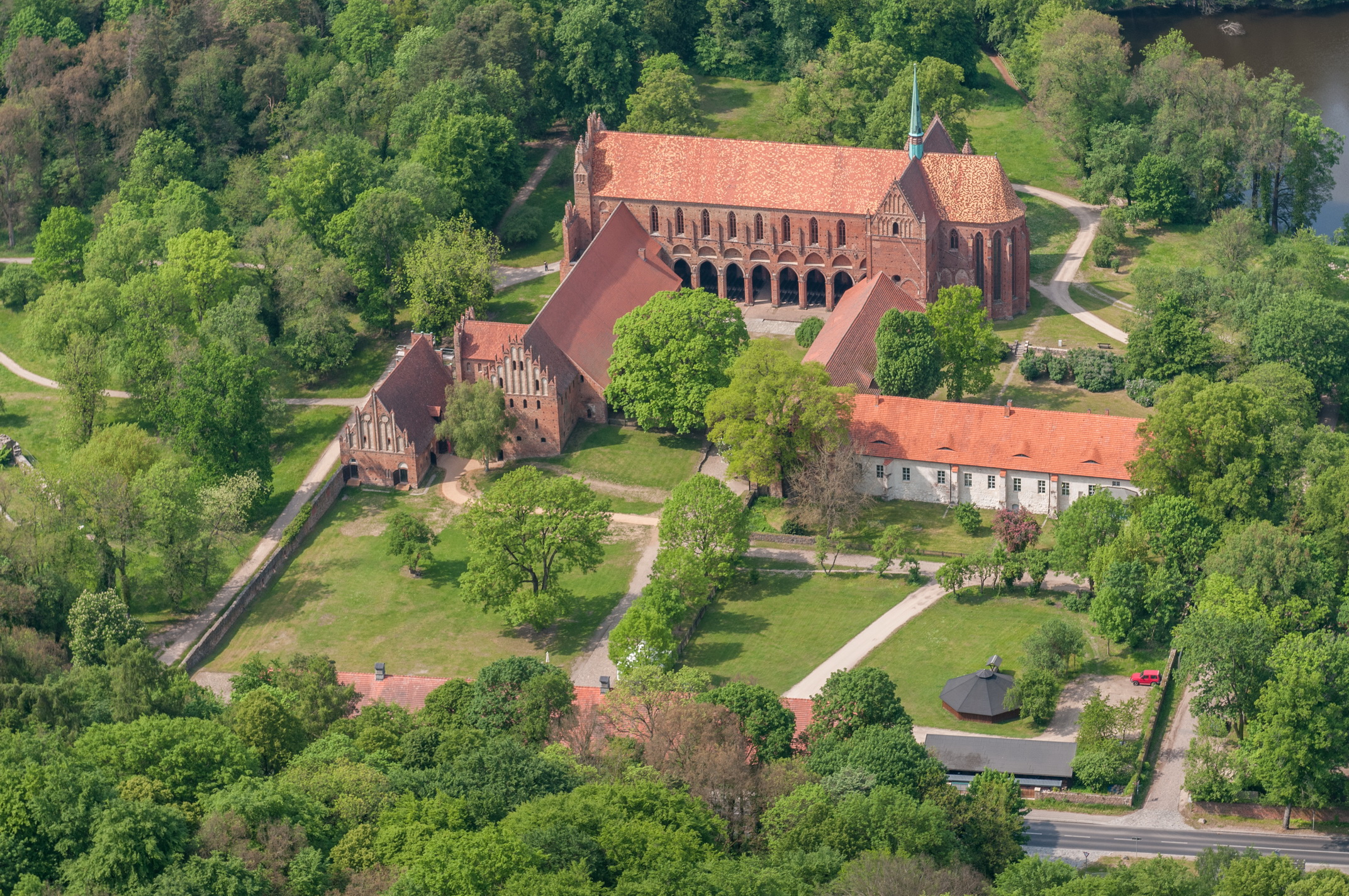
Kloster Chorin
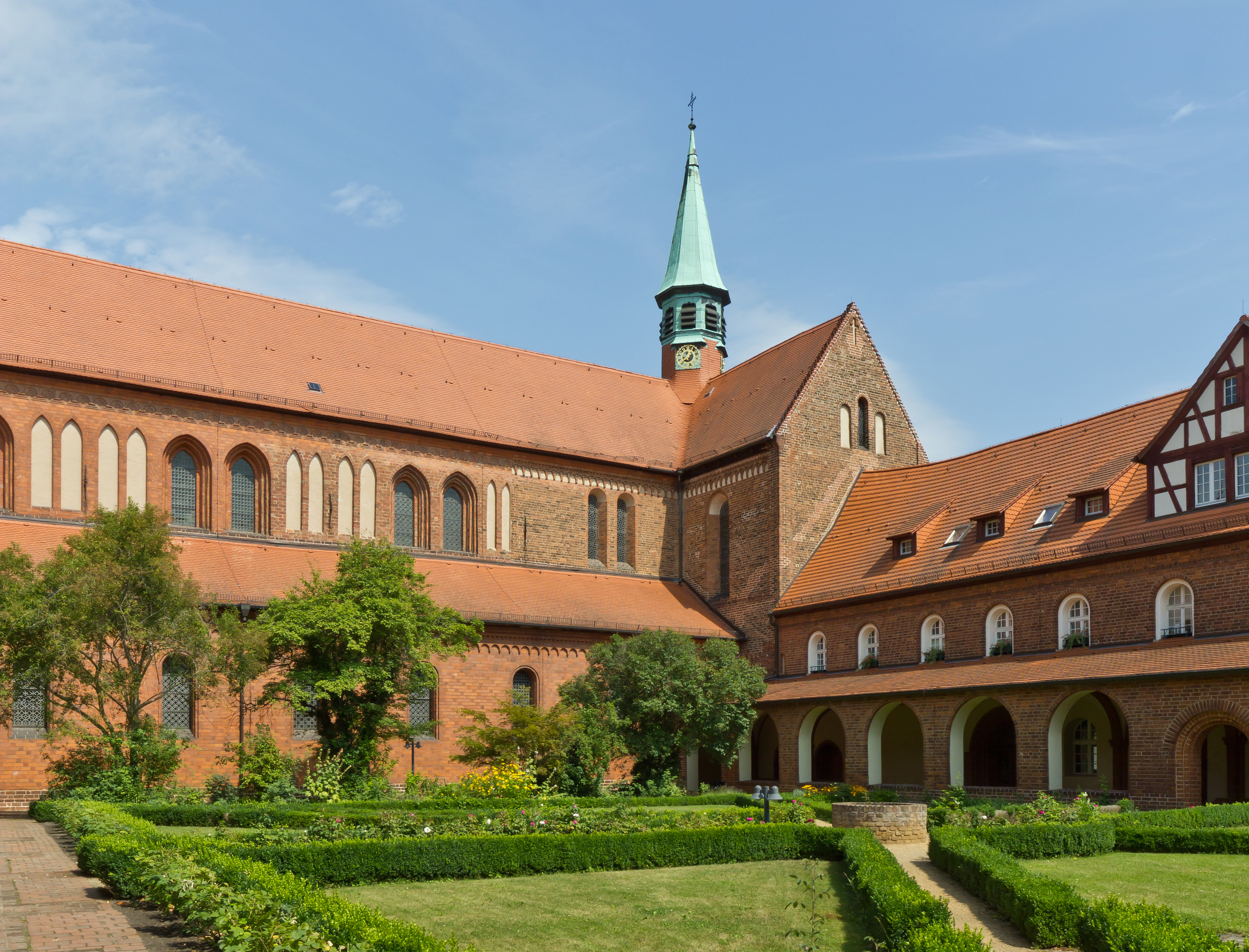
Kloster Lehnin
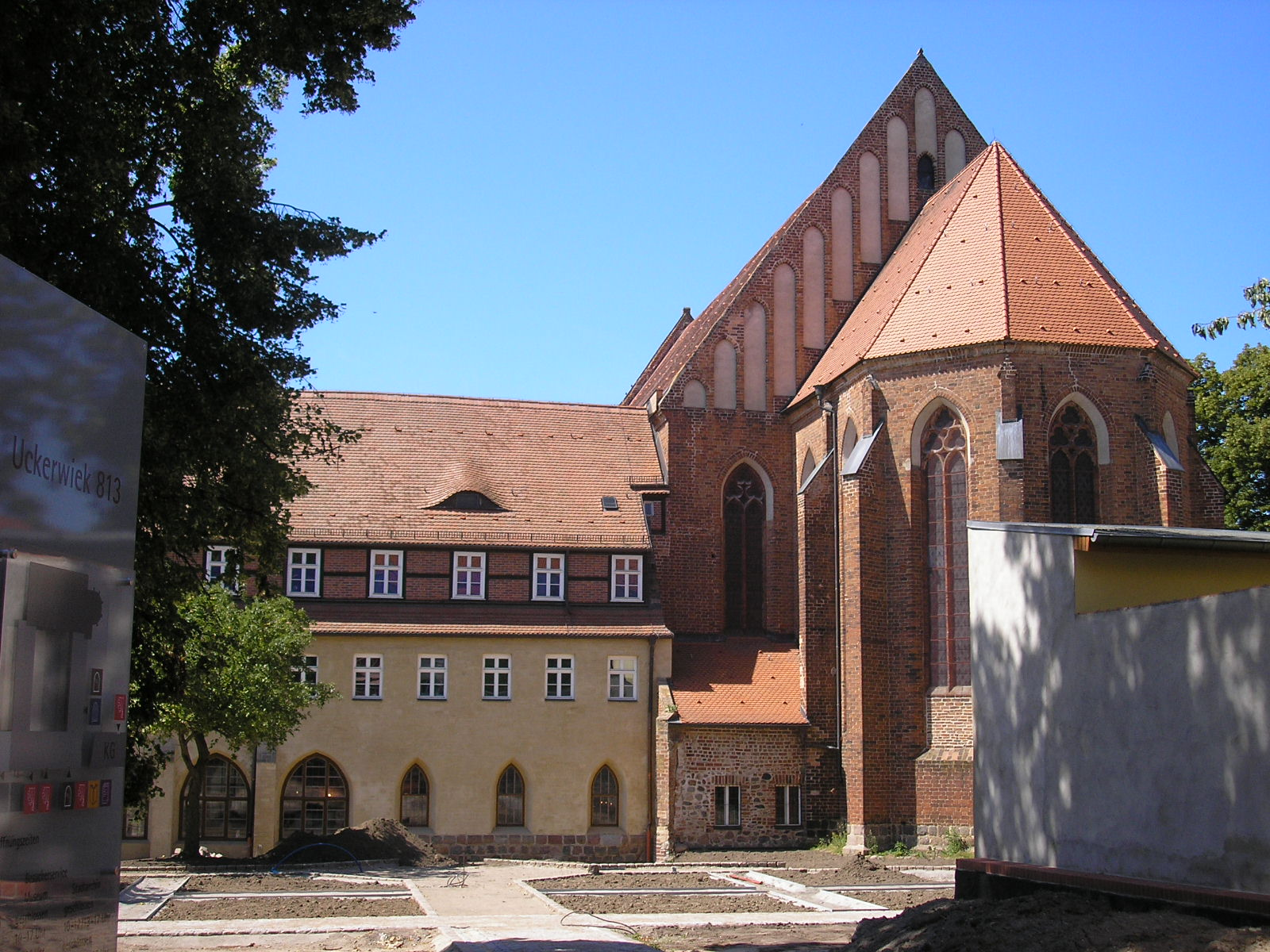
Dominikanerkloster Prenzlau

### Feldsteinkirchen
Brandenburg weist eine außergewöhnliche Dichte von Dorfkirchen auf, deren wesentliche Teile aus dem späten Hochmittelalter und dem Spätmittelalter stammen. Es handelt sich um meist einfache, wenig strukturierte Feldsteinkirchen ohne großen Bauschmuck. Die meisten wurden in späteren Zeiten mehr oder weniger stark verändert, umgebaut oder nach Zerstörungen wieder aufgebaut. Trotzdem haben viele der Brandenburger Dorfkirchen ihren mittelalterlichen Charakter noch weitgehend behalten. Die mittelalterlichen Dorfkirchen in Brandenburg haben einfache und klaren Formen, eine oft sehr sorgfältige Ausführung des Mauerwerks und wirken wuchtig. Dekorelemente sind spärlich vorhanden und auch die Schmuckportale sind karg ornamentiert. Es kommen nur wenige Ornamentsteine vor.

Märkische Feldsteinkirchen des Mittelalters
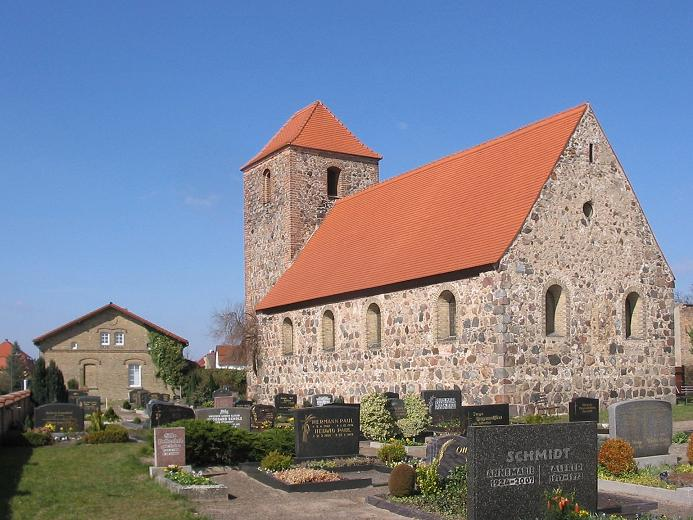
Dorfkirche Ahrensdorf (Ludwigsfelde)
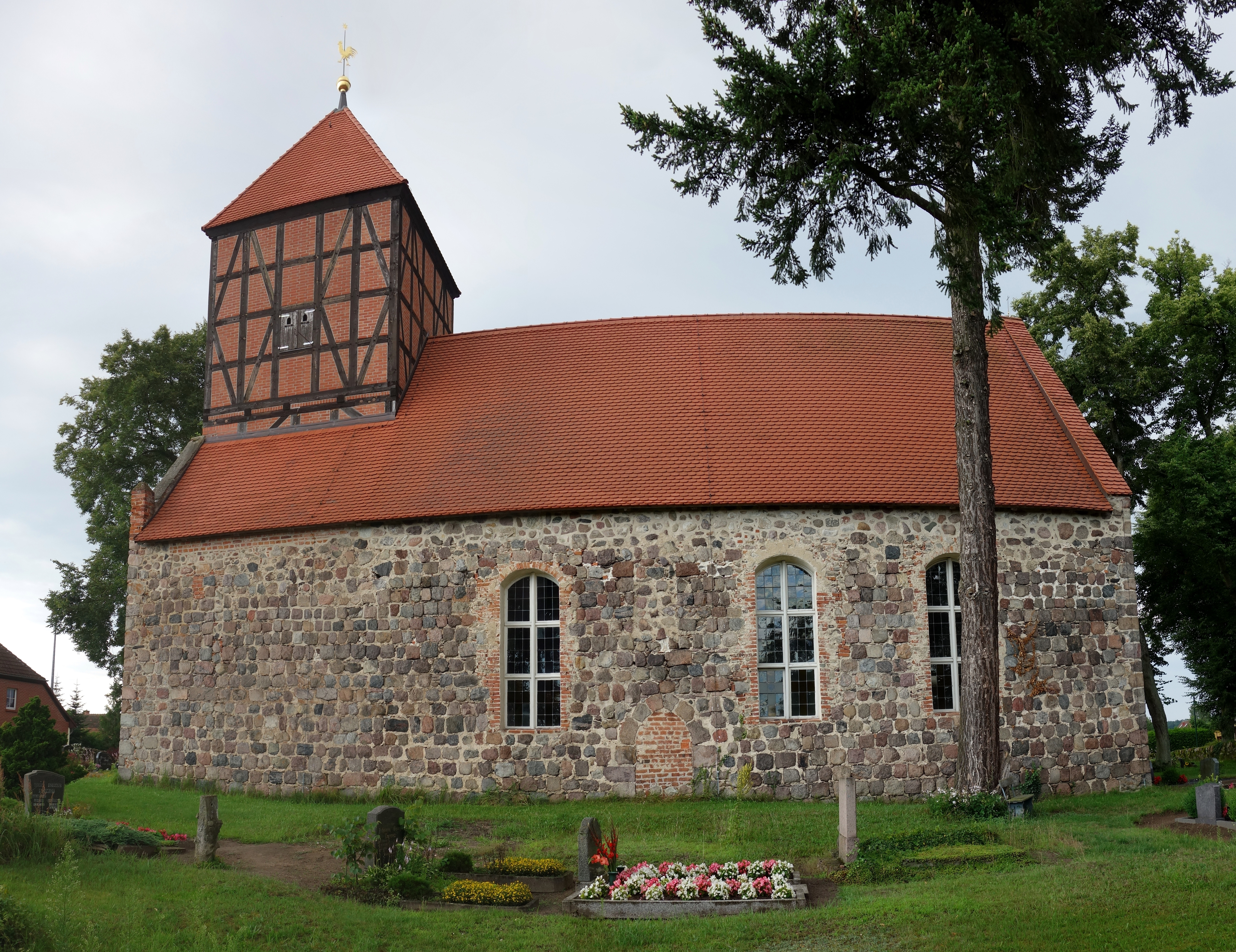
St. Peter-und-Paul-Kirche (Gandenitz), Gandenitz, Uckermark
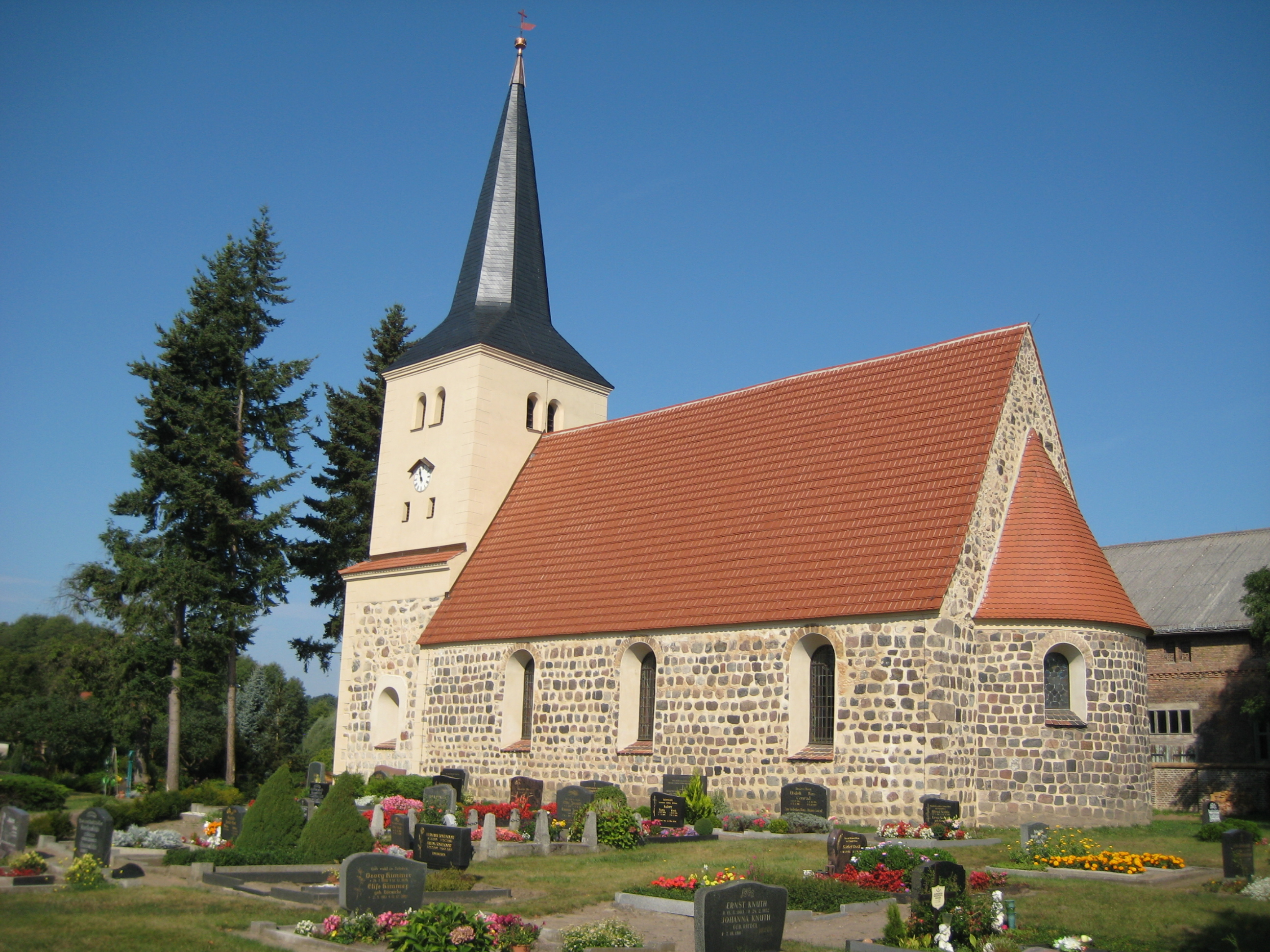
Dorfkirche Siethen
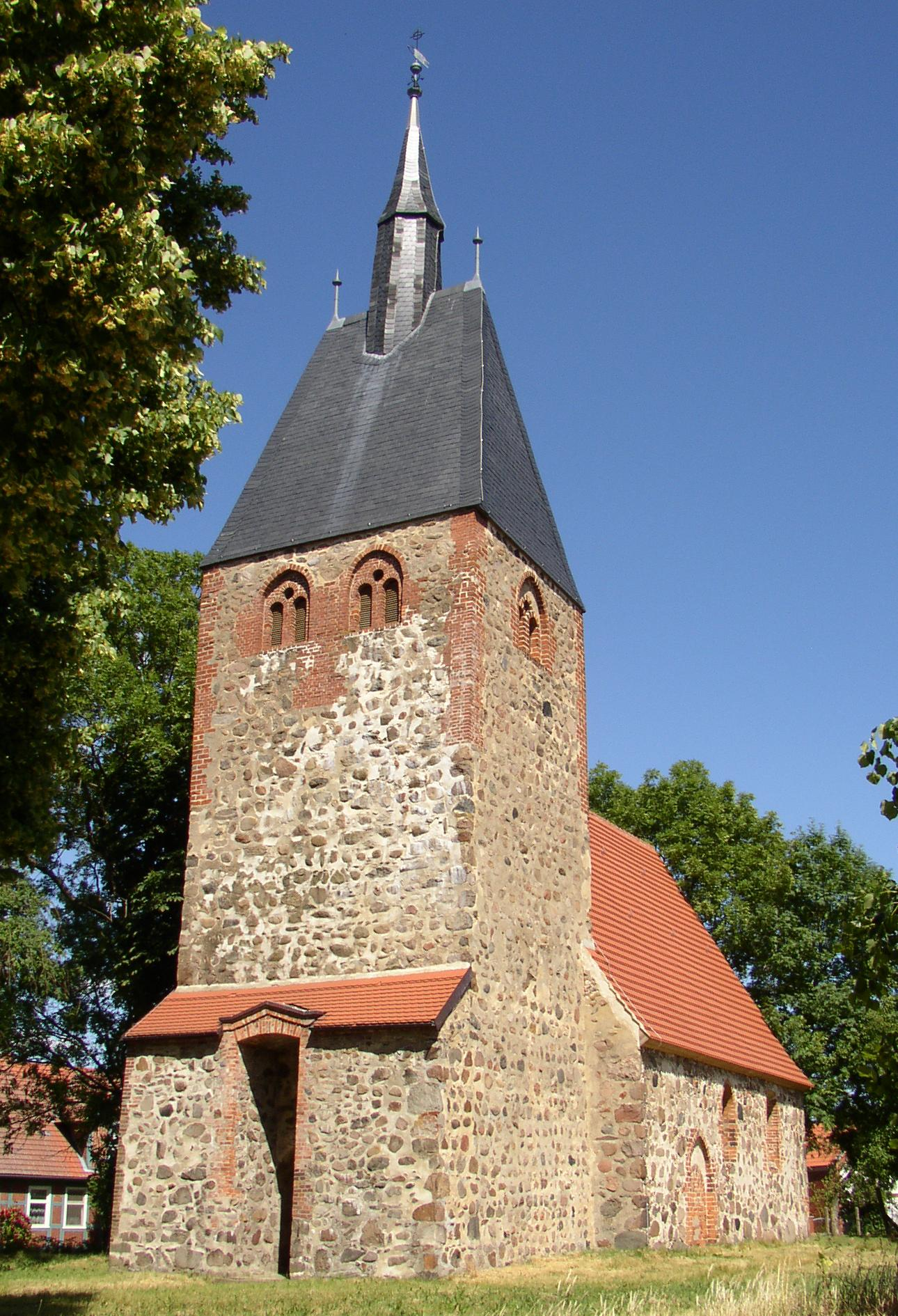
Dorfkirche Sarnow, Prignitz
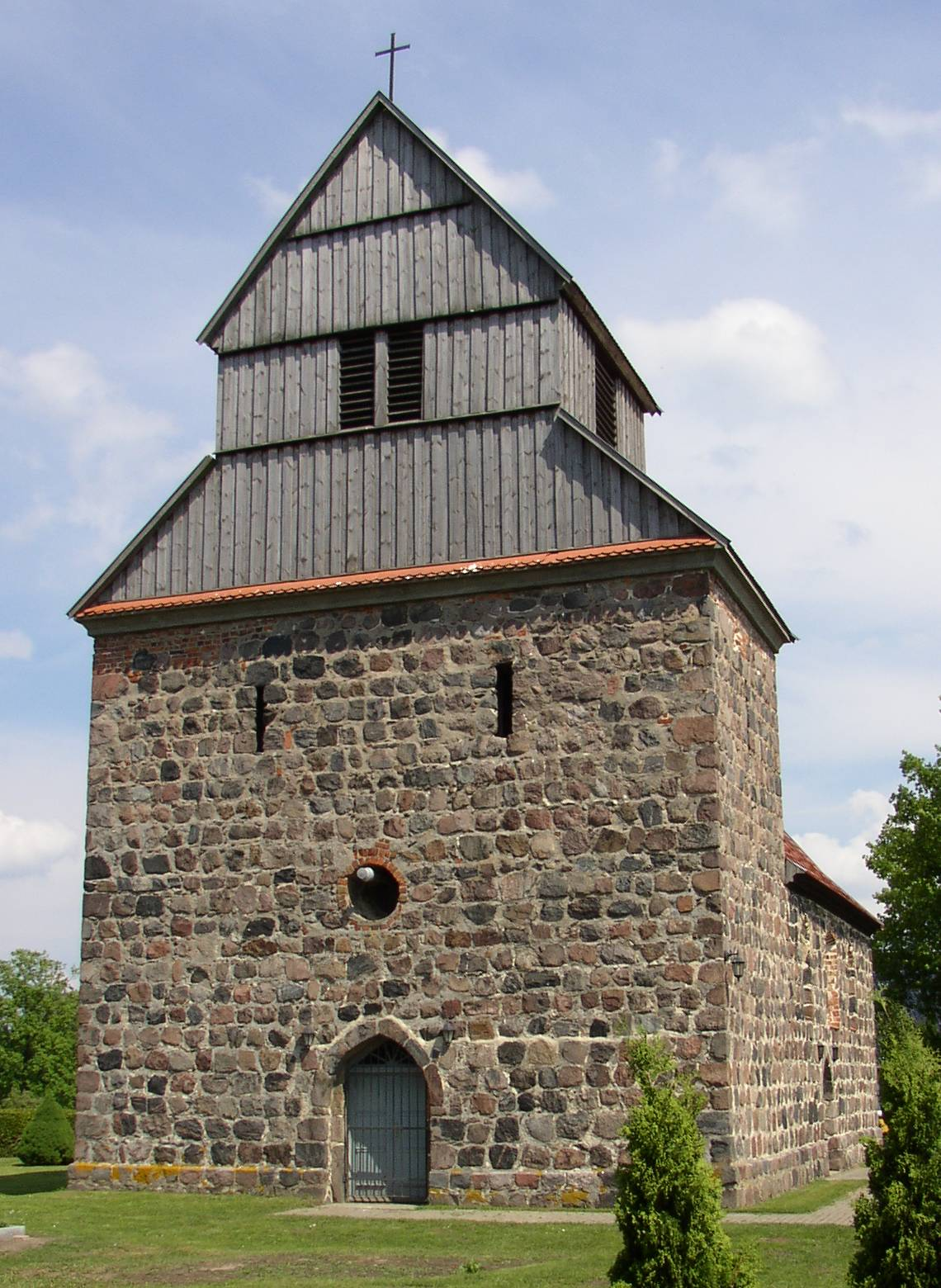
Dorfkirche Stöffin, Stöffin
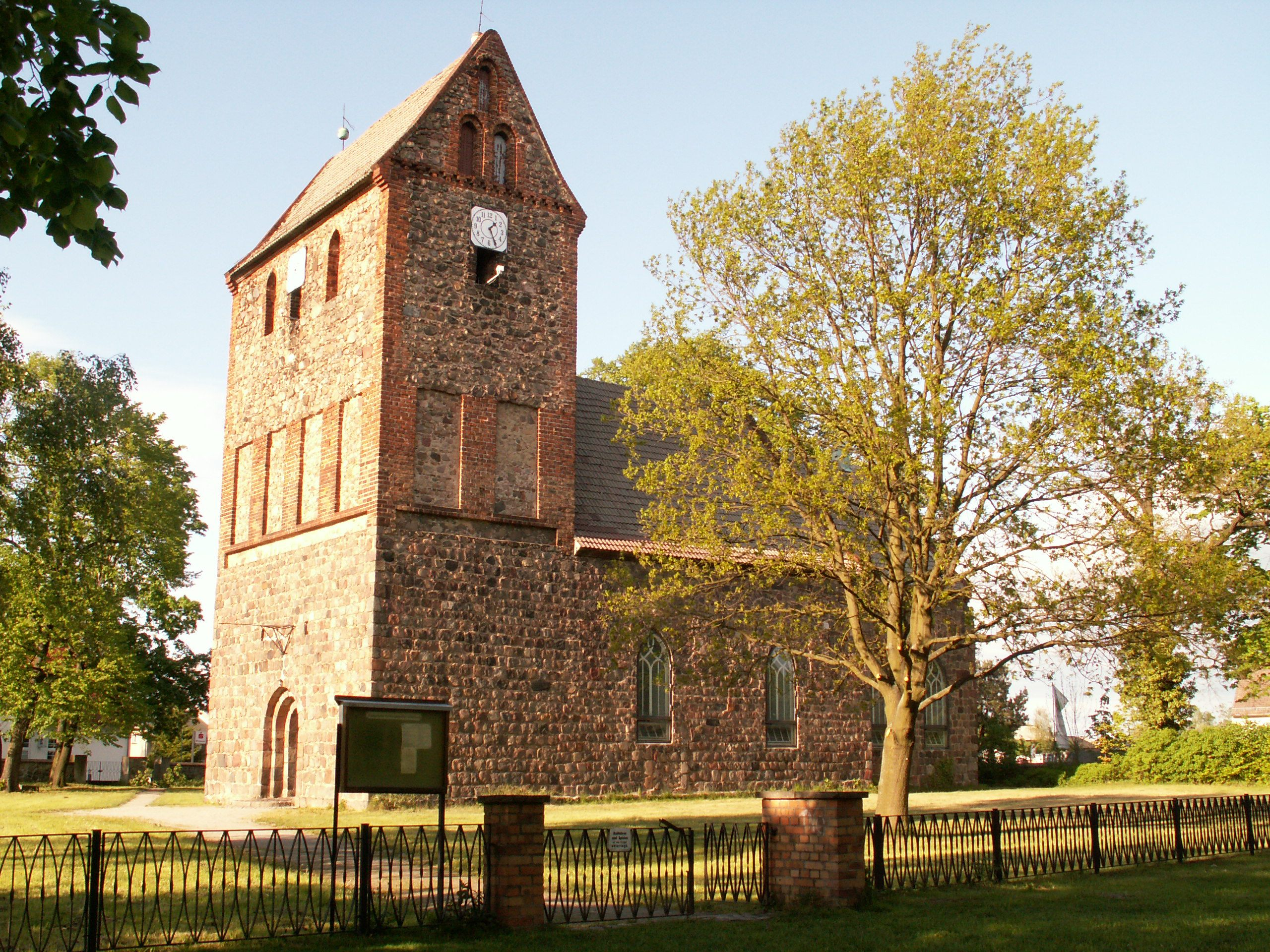
Dorfkirche von Lindenberg, Gemeinde Ahrensfelde
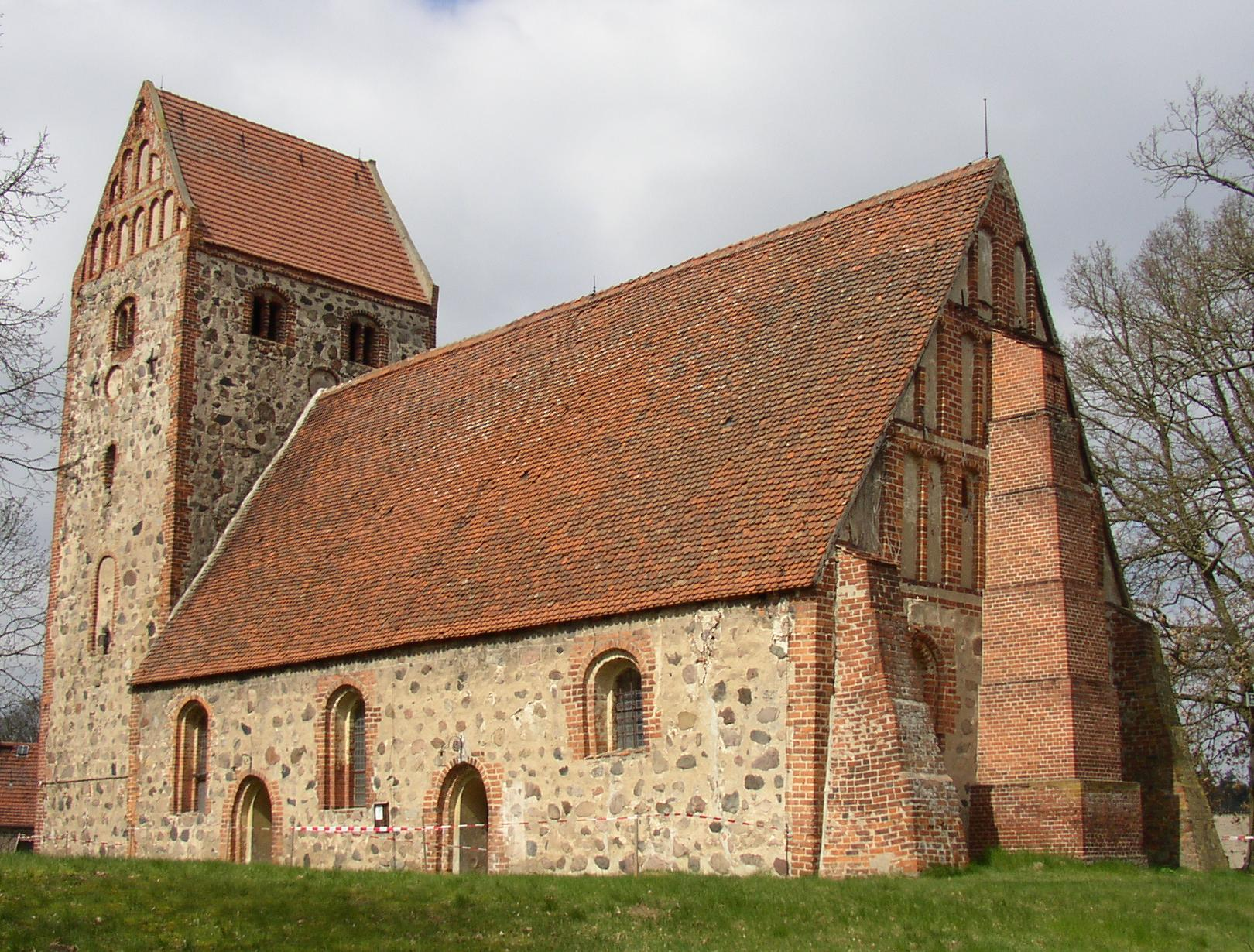
Dorfkirche Königsberg, Königsberg (Heiligengrabe)

### Ackerbürgerhäuser
Die ursprünglich in Brandenburg flächendeckend verbreitete Bauform war der Fachwerkbau, erst um die Mitte des 19. Jahrhunderts hat sich der durchgehende Wandel zum Massivbau vollzogen. Die städtischen Fachwerkhäuser des frühen bis späten 18. Jahrhunderts wurden meist nach den zeittypischen Stadtbränden jener Zeit in typisierten Formen errichtet. Dazu wurden einfachste Materialien, ohne jedes Schmuckwerk, ohne Spur von Baukunst verwendet. Sie prägen das Ortsbild vieler märkischer Stadt- und Dorflandschaften bislang, wenn auch ihr Bestand zahlenmäßig zurückgeht. In Rheinsberg existieren von den nach dem Stadtbrand von 1740 errichteten Typenhäusern nur noch zehn Gebäude. Einerseits ist das Baumaterial nach über 200 Jahren an der Belastungsgrenze. Die Typenhäuser dieser Zeit haben aber auch diverse Nutzungsmängel aufzuweisen. Sie haben häufig zu kleine Räume (ein Drittel machen Kammern unter 8 m² aus), die Deckenhöhe ist zu niedrig (im Obergeschoss teilweise unter 1,90 m) und in den Innenräumen ist es zu dunkel.

Märkische Ackerbürgerhäuser vor 1800
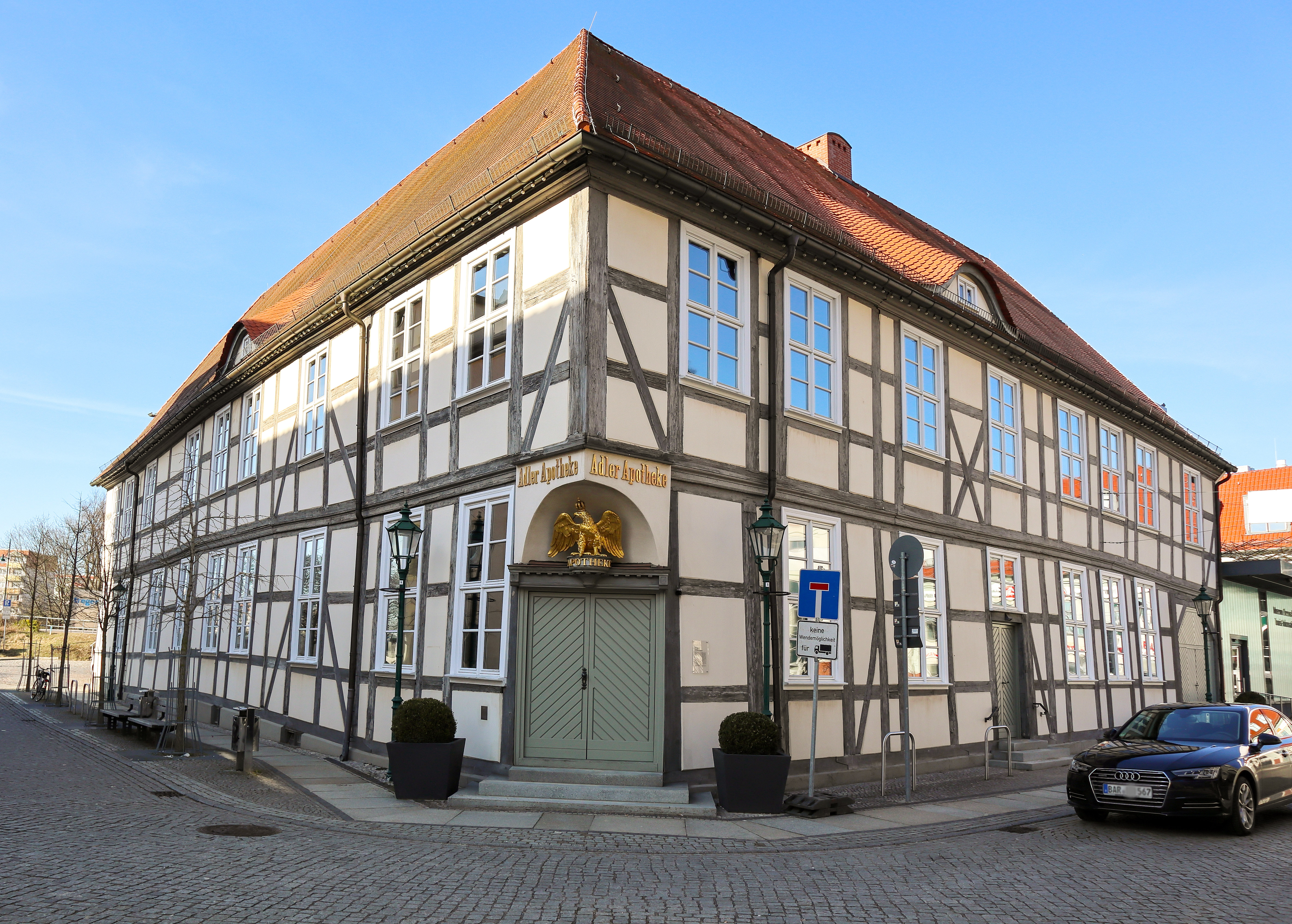
Ältestes Fachwerkhaus der Stadt Eberswalde aus dem 17. Jahrhundert, „Adlerapotheke“
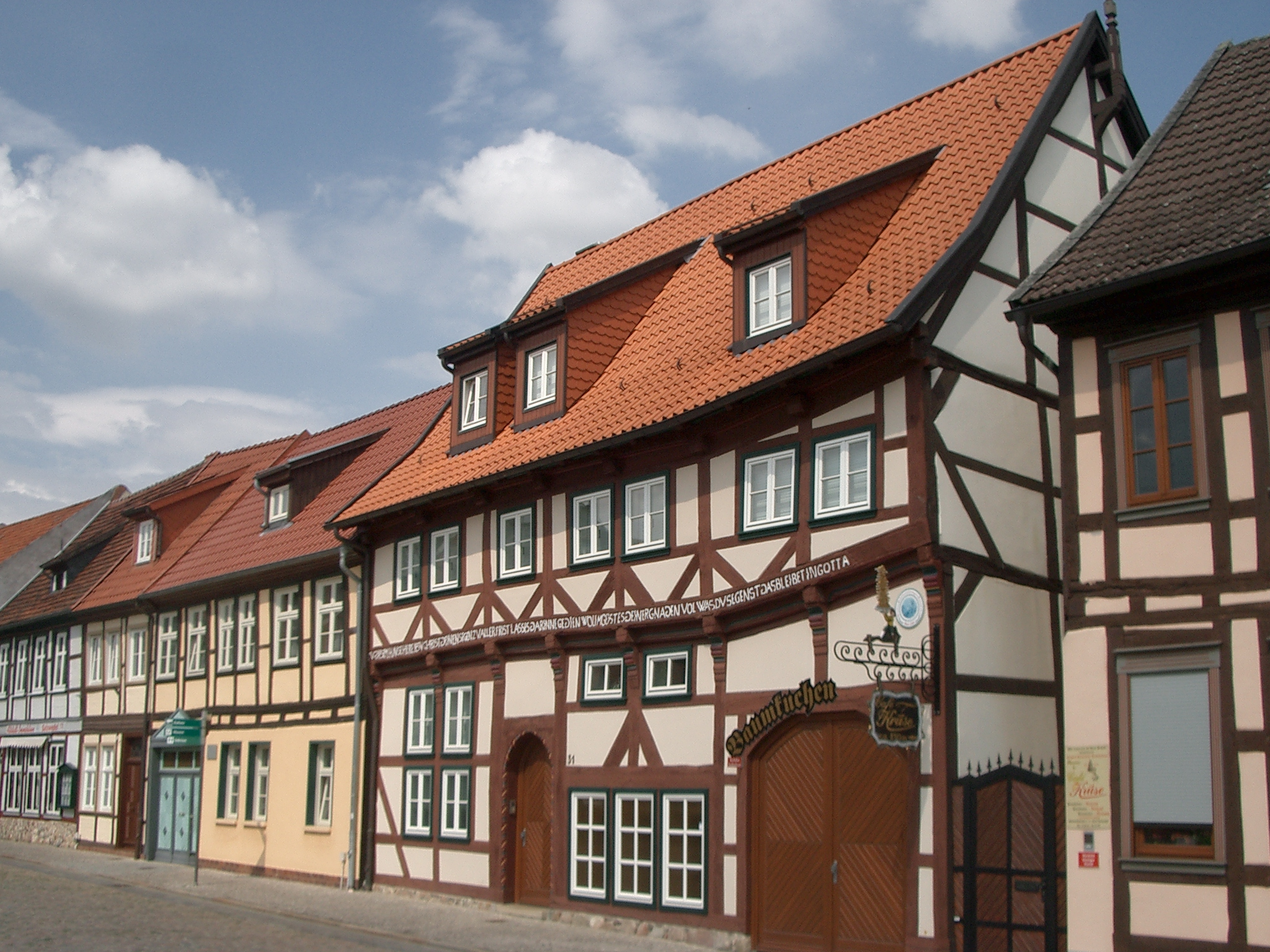
Fachwerkhäuser Salzwedel
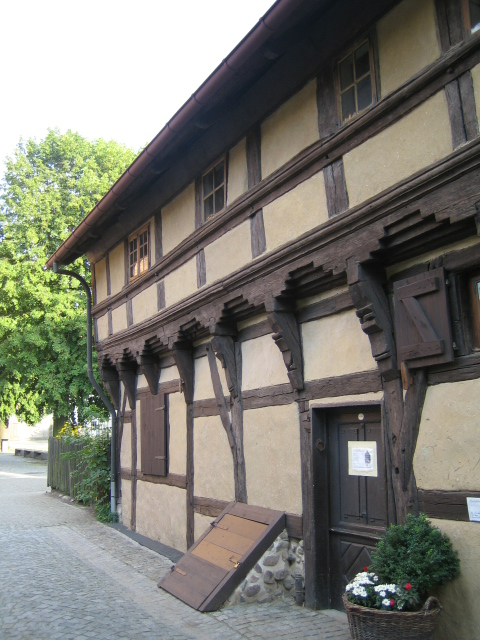
Haus von 1482 aus Beeskow
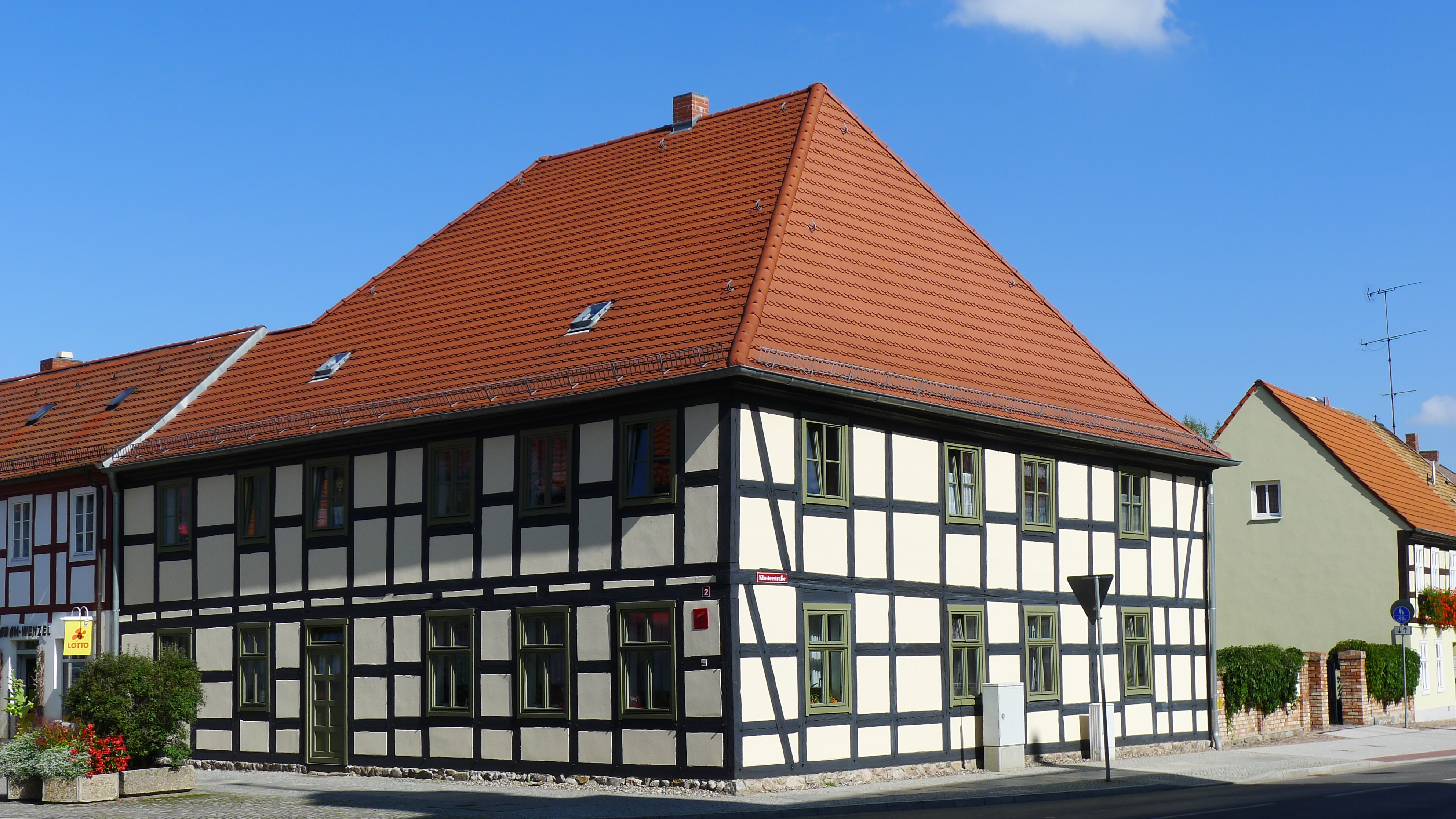
Wohnhaus von 1690 in Angermünde
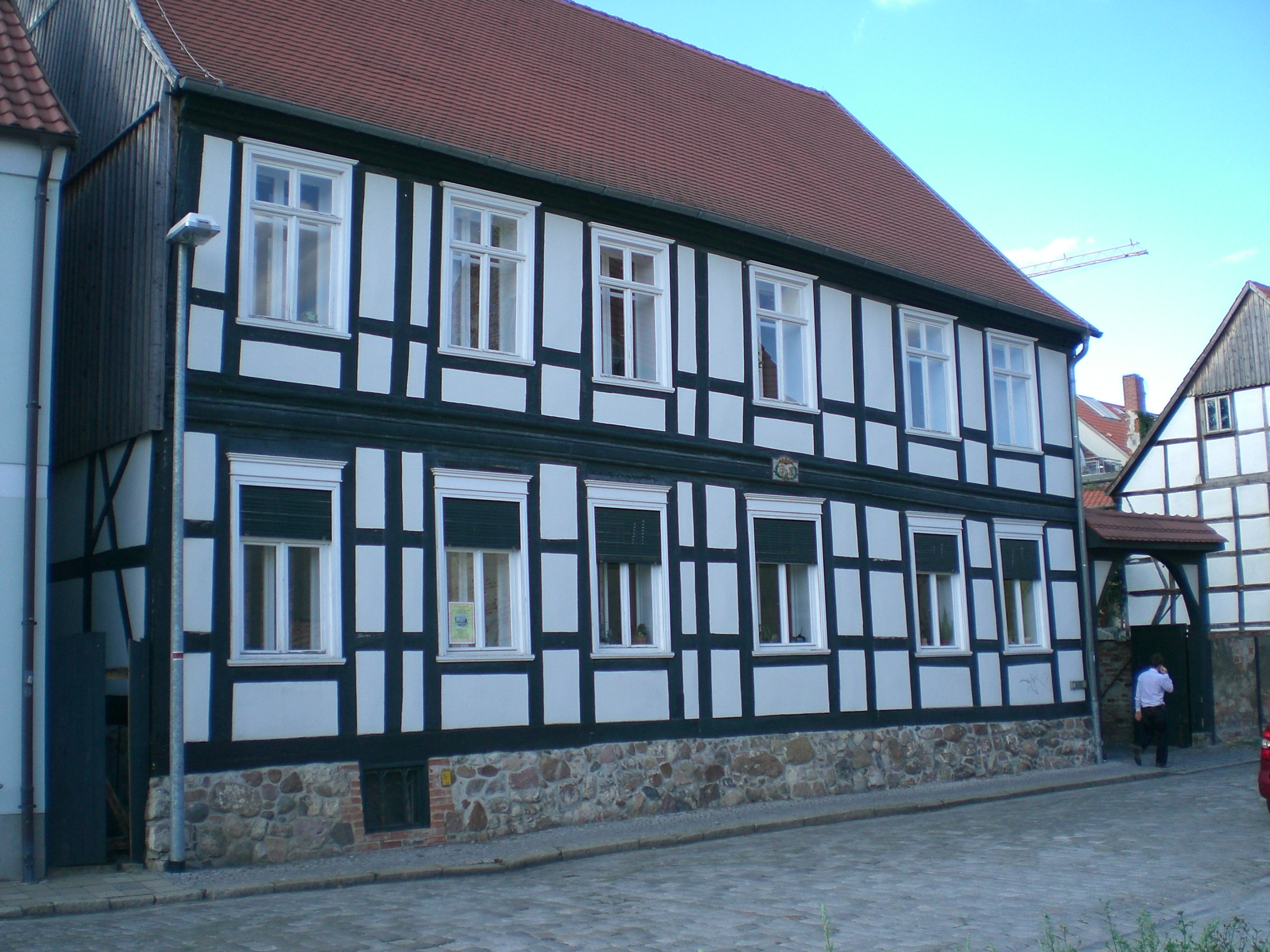
Stendal Fachwerkhaus Anfang 18. Jh.
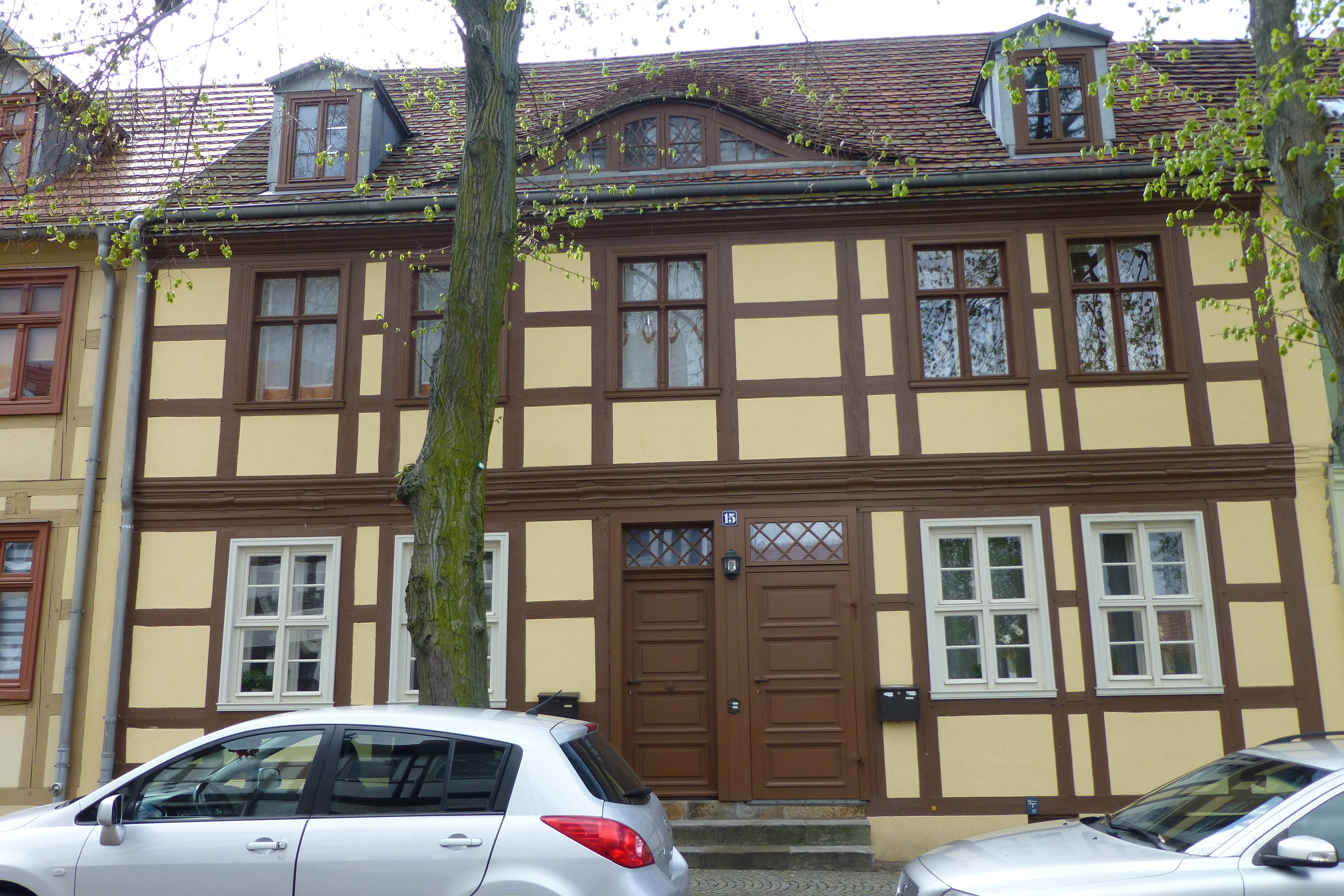
Fachwerkhaus in Nauen
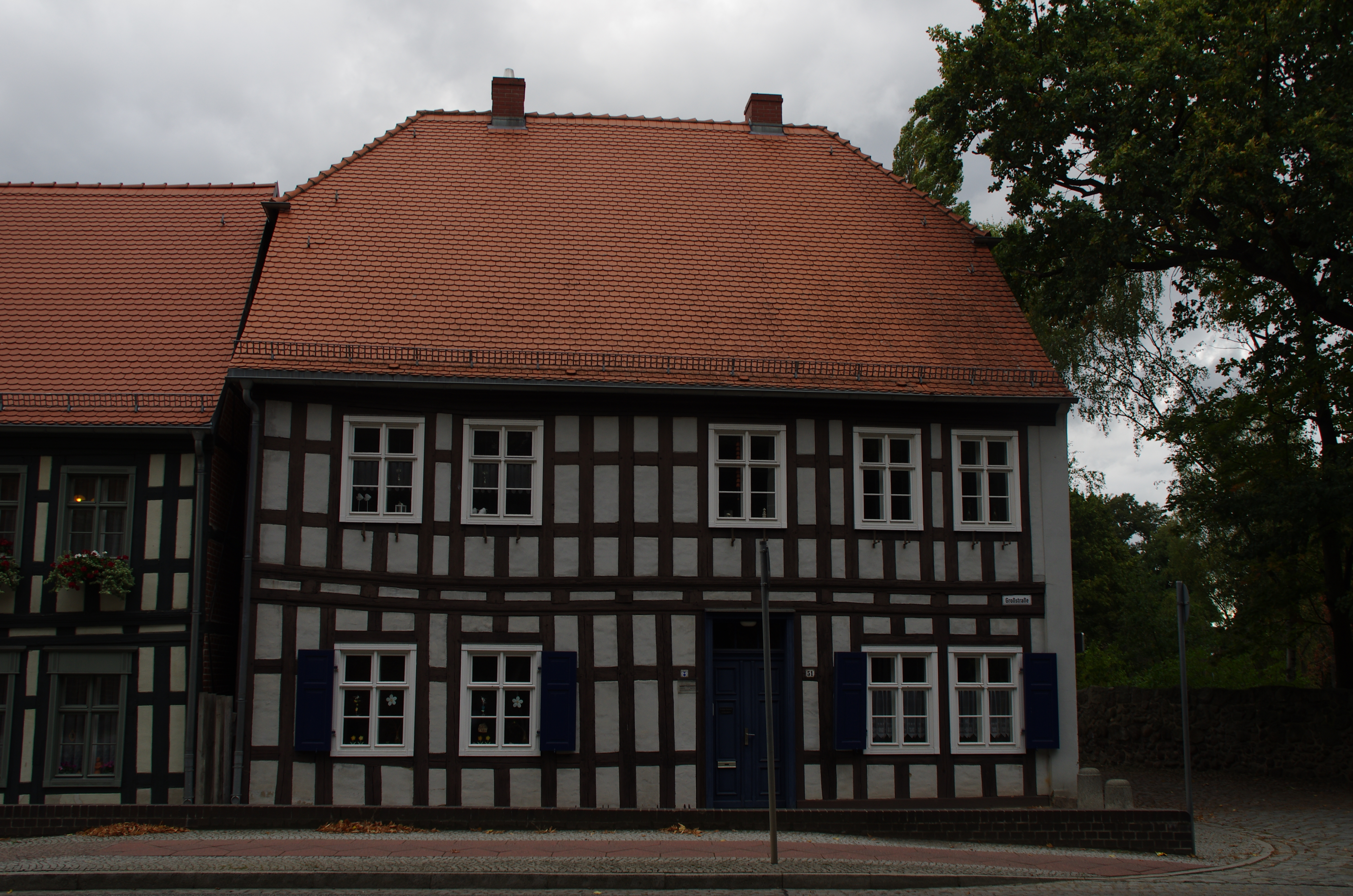
Fachwerkhaus in Treuenbrietzen

### Kolonistenhäuser und Mittelflurhäuser
Da die friderizianischen Kolonien meist für eine bestimmte, sozial einheitlich strukturierte Berufsgruppe errichtet wurden, kamen auch einheitliche Haustypen zum Einsatz, im nichtbäuerlichen Bereich aus ökonomischen Gründen oft Doppelhäuser. Teilweise wurde die Bauart der Häuser den heimatlichen Traditionen der Siedler angepasst (Holländerhäuser). Vor der friderizianischen Kolonisation seit 1753 war das märkische Mittelflurhaus einer der am häufigsten anzutreffenden Haustypen. Es steht immer mit dem Giebel zur Straße und hatte sich aus dem niederdeutschen Hallenhaus entwickelt. Ursprünglich war es ein Wohnstallhaus. Später entfernten die Bauern die Stallzone, die ein eigenes Gebäude erhielt. Oftmals erhielten die Frontgiebel eine Vorlaube. Dieser Vorbau wurde anfangs als Speicher genutzt (daher regional als „Spiekerhaus“ bezeichnet), später erfolgte meist eine Umnutzung zu Wohnraum. Mitunter wurden einzelne Dörfer gänzlich von solchen Giebellaubenhäusern geprägt.
Märkische Mittelflurhäuser sind entwicklungsgeschichtlich aus dem niederdeutschen Bauernhaus hervorgegangen. Das große Hallenhaus wurde verkleinert, die ursprünglich mit Fuhrwerken befahrbare Diele auf die Größe eines Flurs reduziert; sie behielt aber ihre Lage in der Mitte (unter dem First) des Hauses bei.

Märkische Kolonistenhäuser und Mittelflurhäuser vor 1800
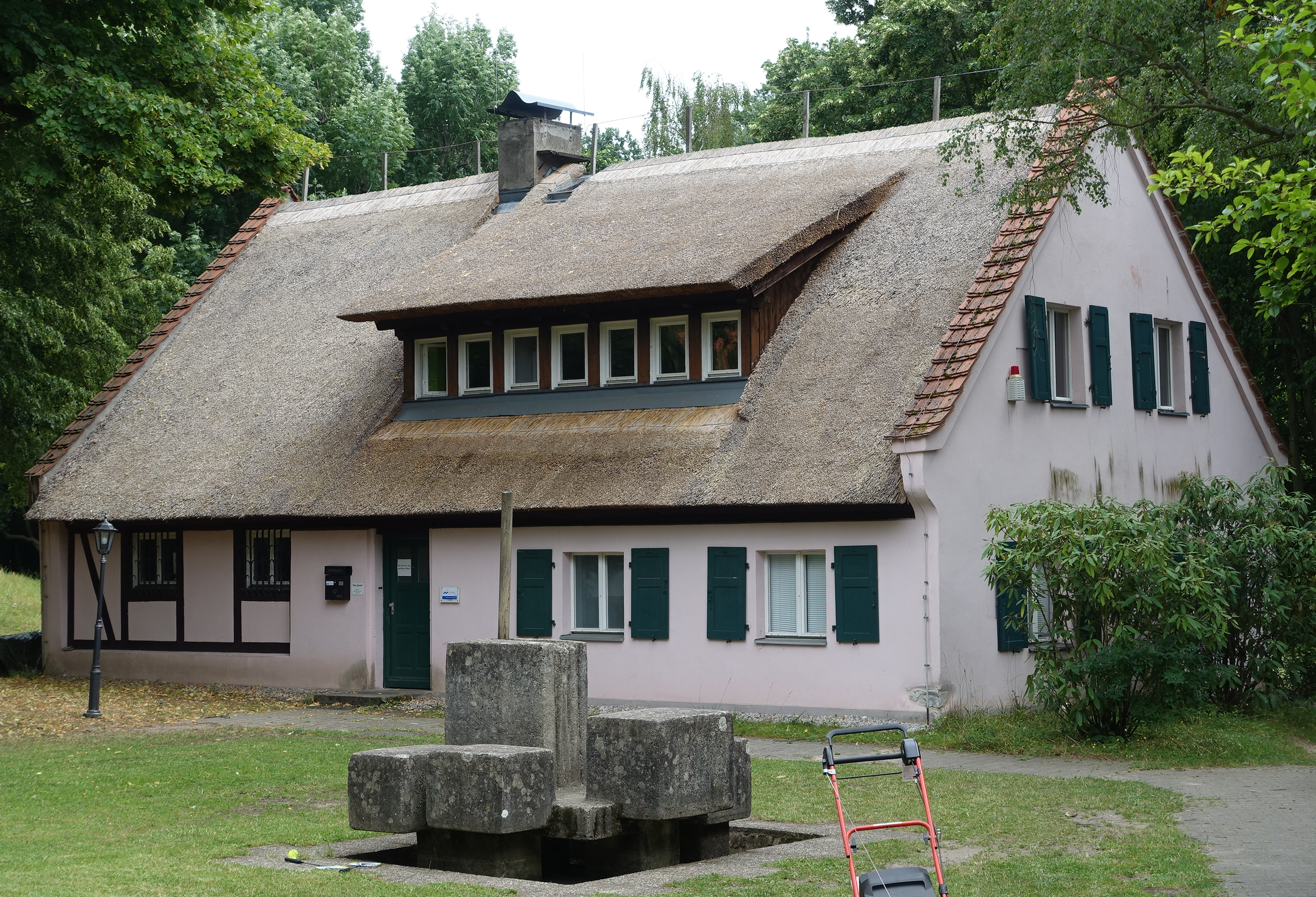
Kolonistenhaus in Berlin-Nikolassee, 1772 erbaut
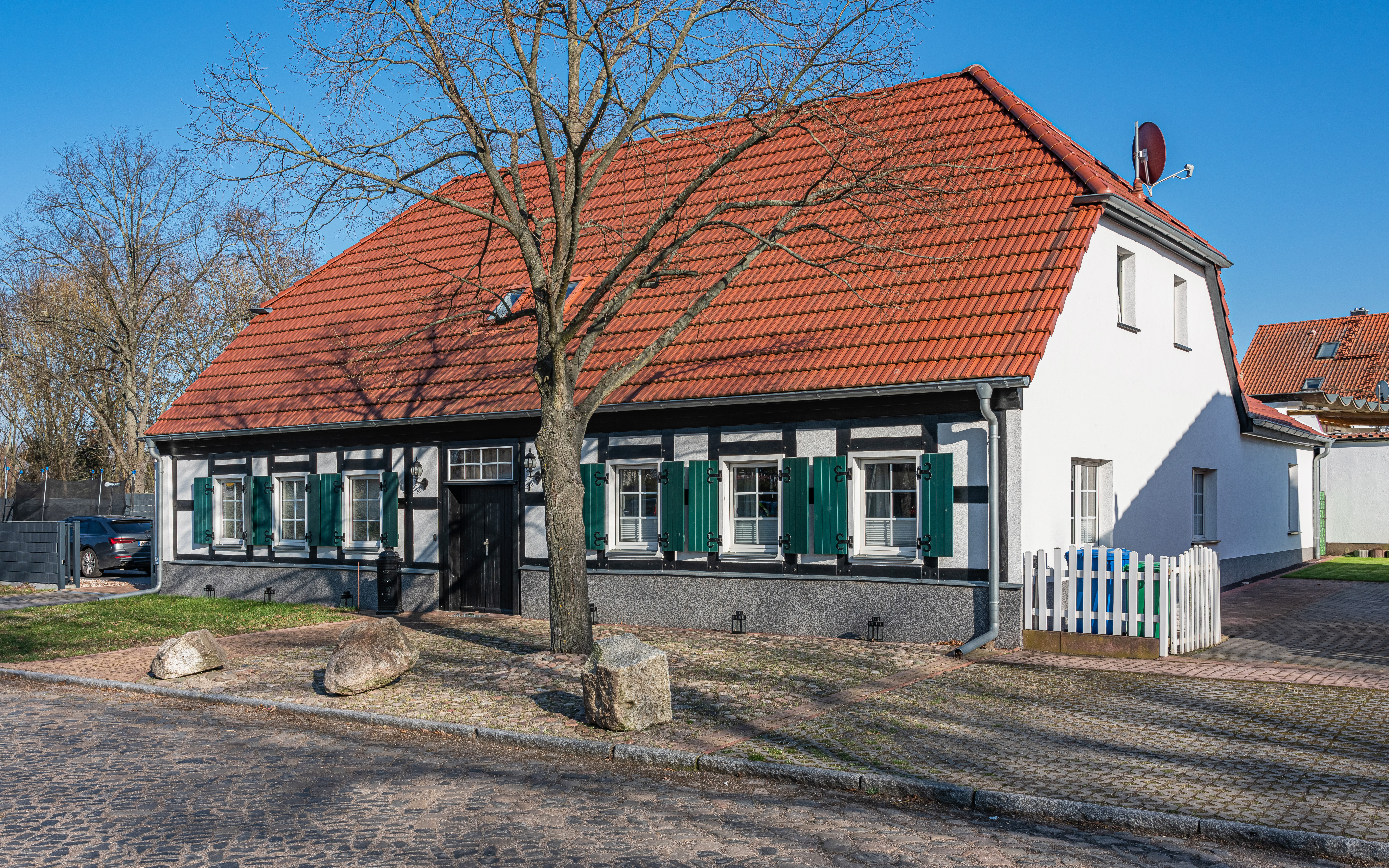
Im Gründungsjahr der Kolonie Ludwigsfelde 1753 erbaut
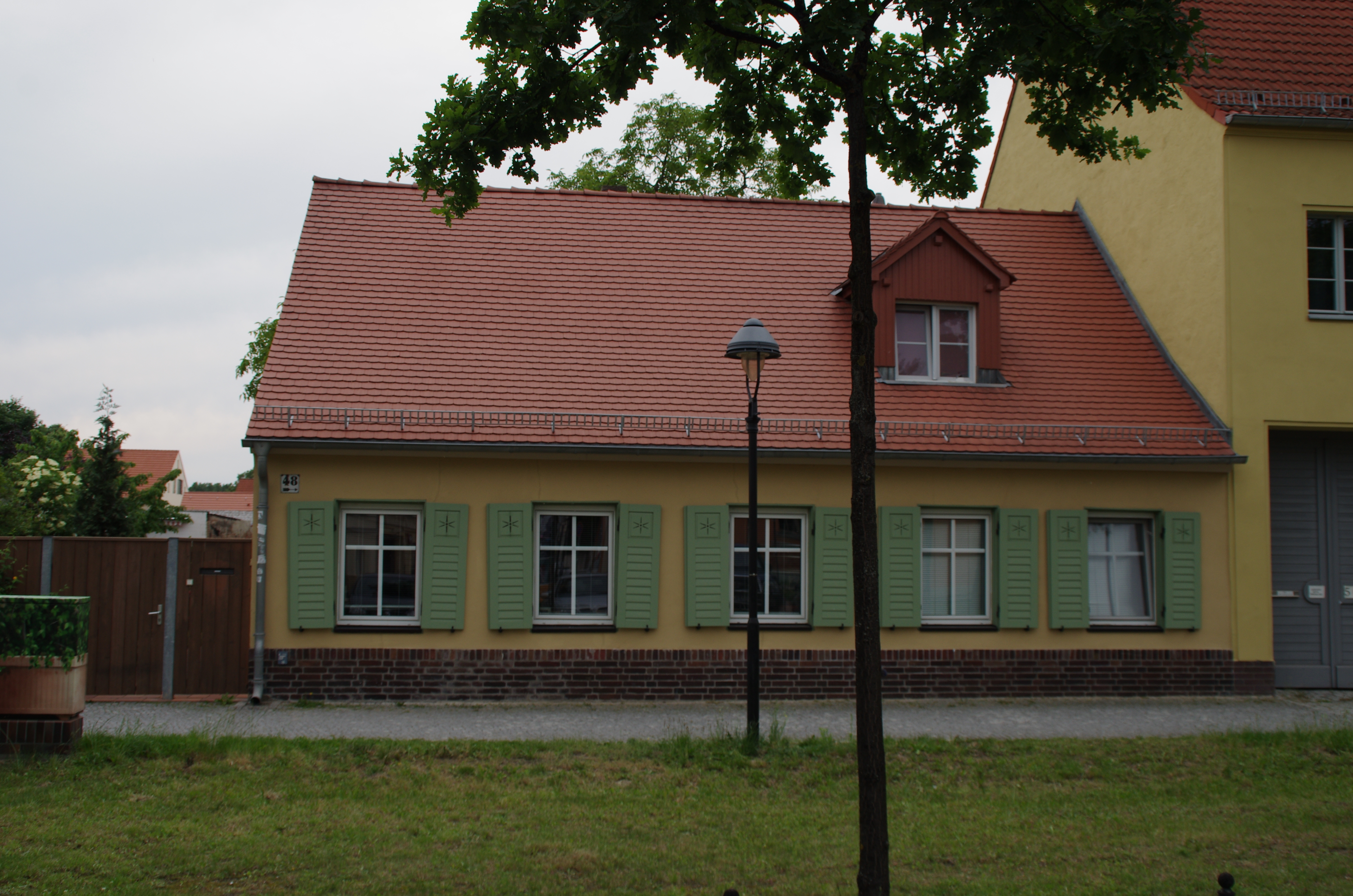
Typisches Kolonistenhaus der Weberkolonie in Nowawes
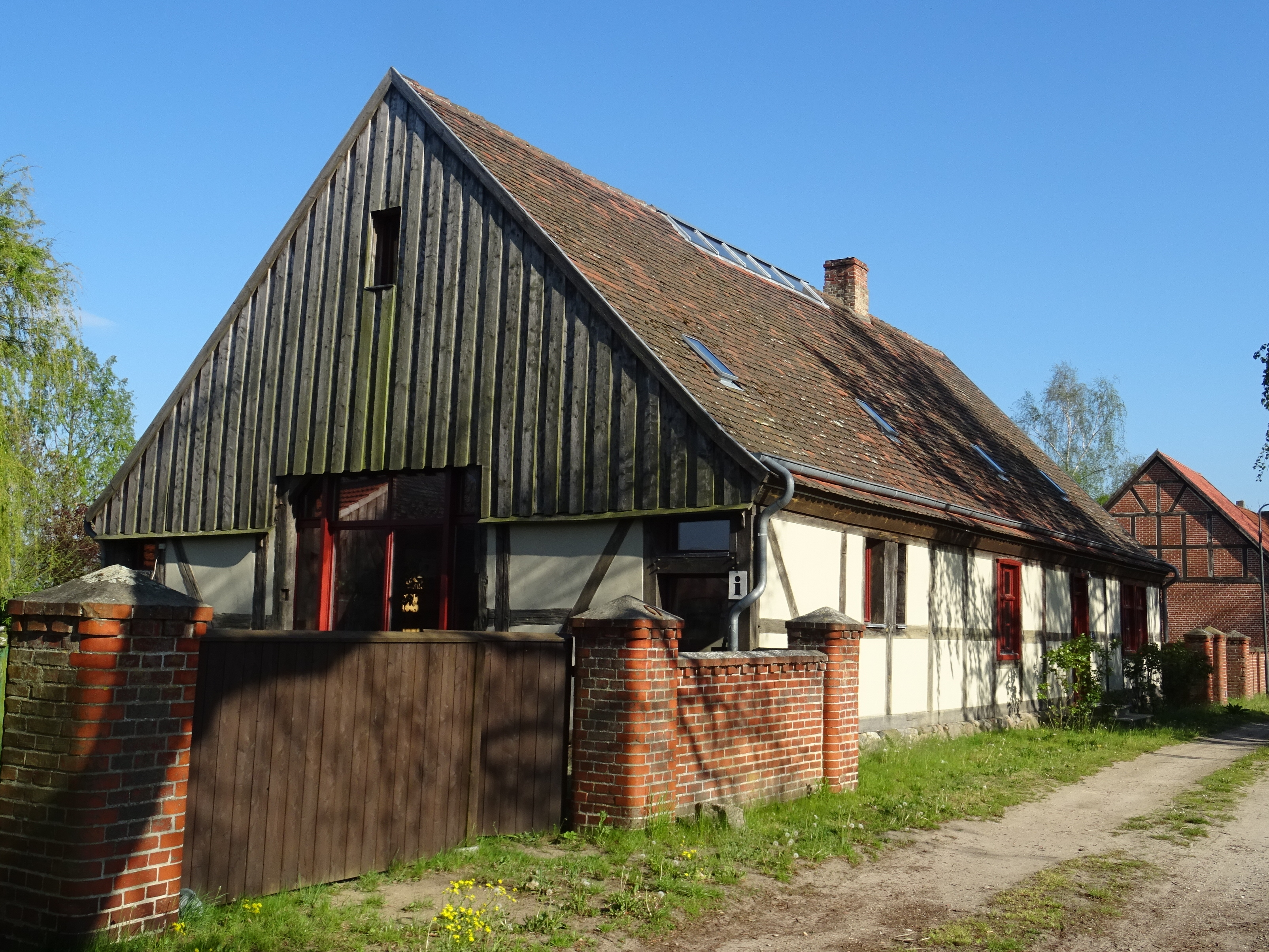
Das eingeschossige Kolonistenhaus mit Satteldach wurde zwischen 1779 und 1782 errichtet. Neuwerder, Gollenberg (Havelland)
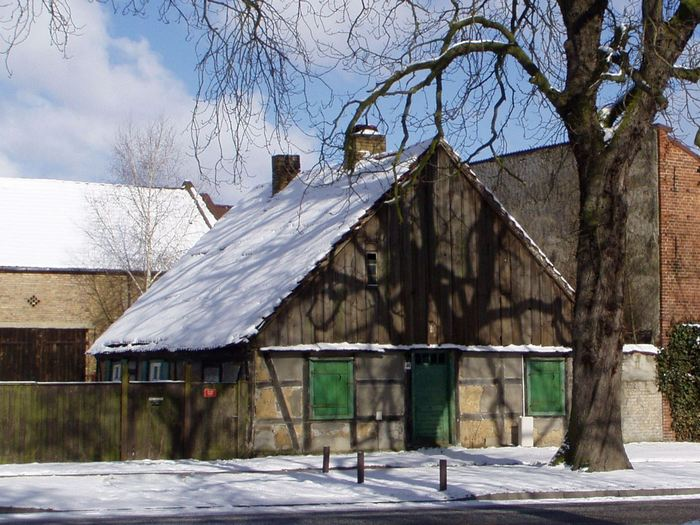
Märkisches Mittelflurhaus in Bötzow
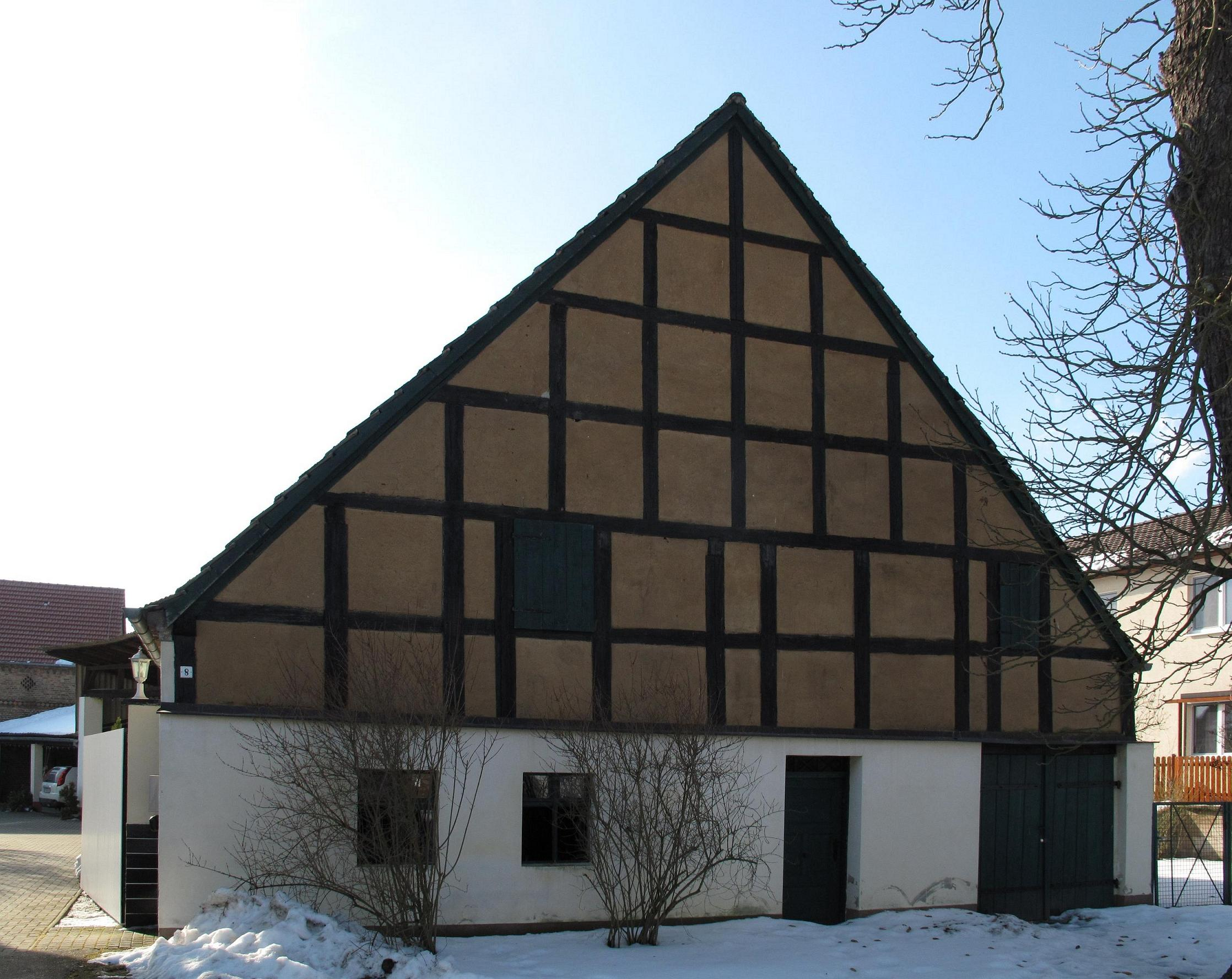
Mittelflurhaus in Kerzendorf
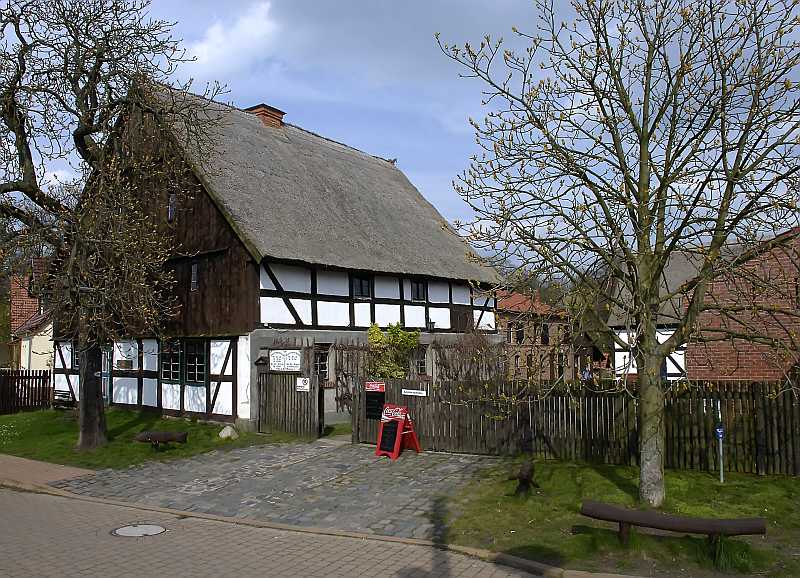
Mittelflurhaus in Blankensee
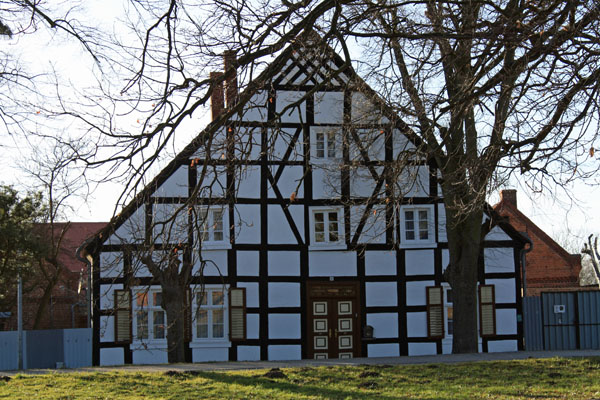
Mittelflurhaus in Altwriezen

### Mühlen
Seit dem Jahr 1000 kamen in Mitteleuropa Wassermühlen auf, bevor ab 1400 Windmühlen dazutraten. Die Windmühle wurde dem Mühlenbann und -zwang unterworfen, so dass nun nicht mehr die Nutzung der Antriebskraft, sondern die Eigenschaft der Mühle als Monopolgewerbe der Getreideverarbeitung im Mittelpunkt stand. Mühlen hatten auch als Schneide-, Öl-, Grütz- oder Papiermühlen große wirtschaftliche Bedeutung in der frühneuzeitlichen Gewerbewirtschaft der Mark.
Die Verdoppelung der Bevölkerung im Laufe des 18. Jahrhunderts ging mit einer Verdoppelung der Mühlenanzahl einher, so das um 1800 durchschnittlich jedes zweite Dorf in Brandenburg über eine Mühle verfügte. Für 1801 wurden 902 Müller statistisch erfasst, die 1065 Landwasser- und Landwindmühlen betrieben haben. Zusätzlich betrieben die Städte 330 Städtische Mühlen, die das gelieferte Getreide für die städtische Versorgung verarbeiteten.

Märkische Mühlen (vor 1800)
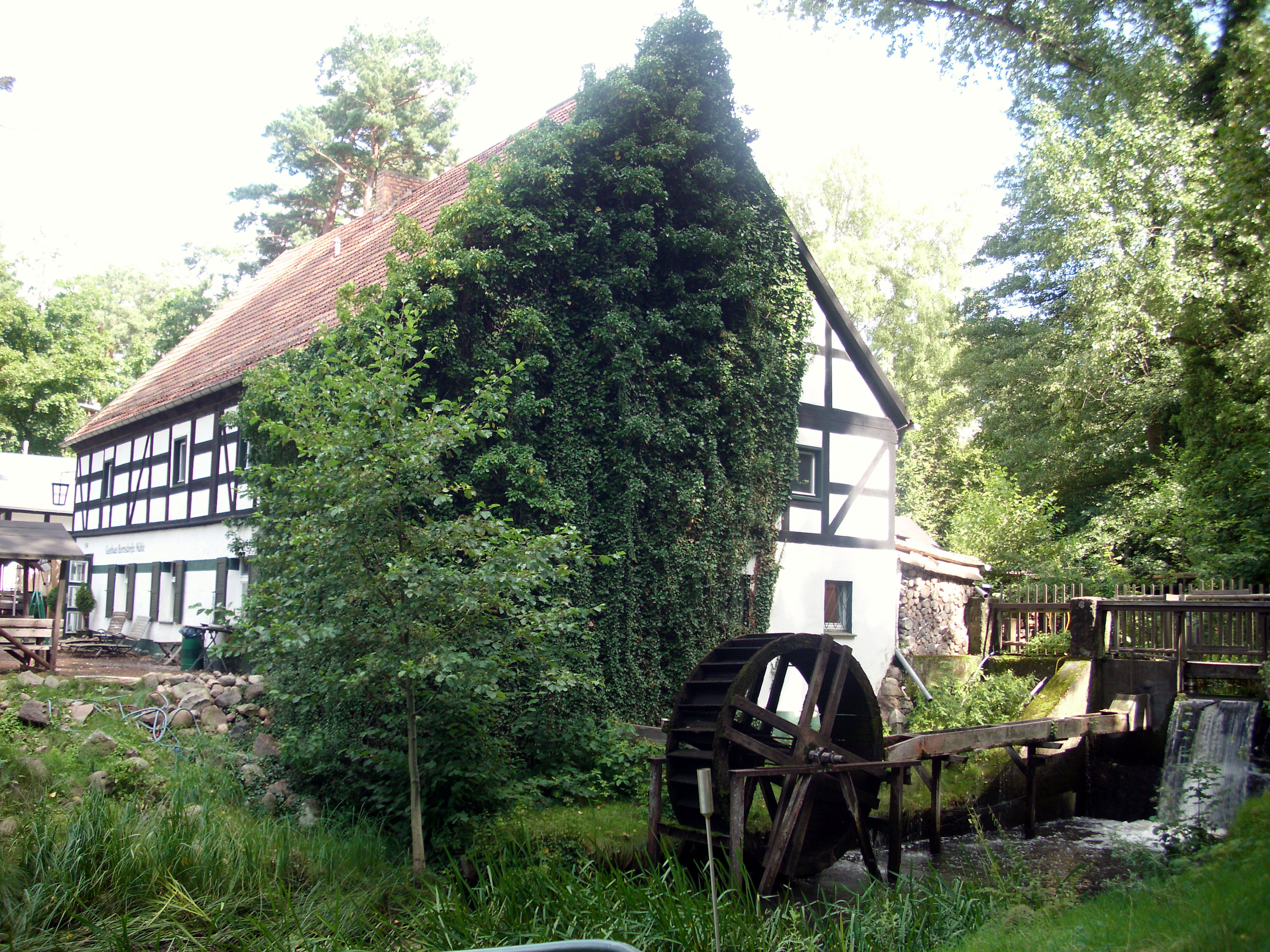
Bremsdorfer Mühle, bei Bremsdorf, Schlaubetal
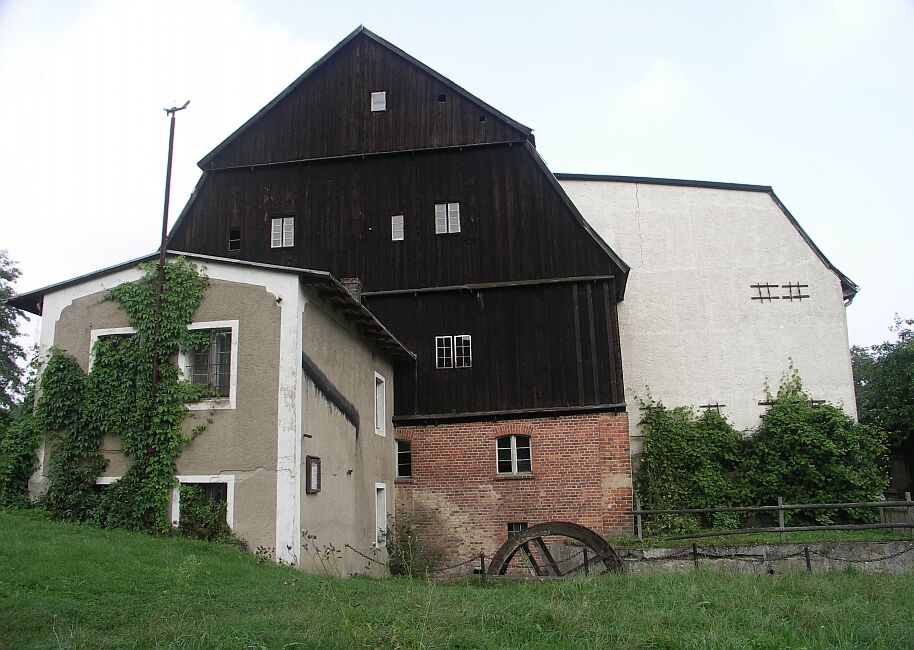
Klostermühle Boitzenburg, Boitzenburg, Uckermark
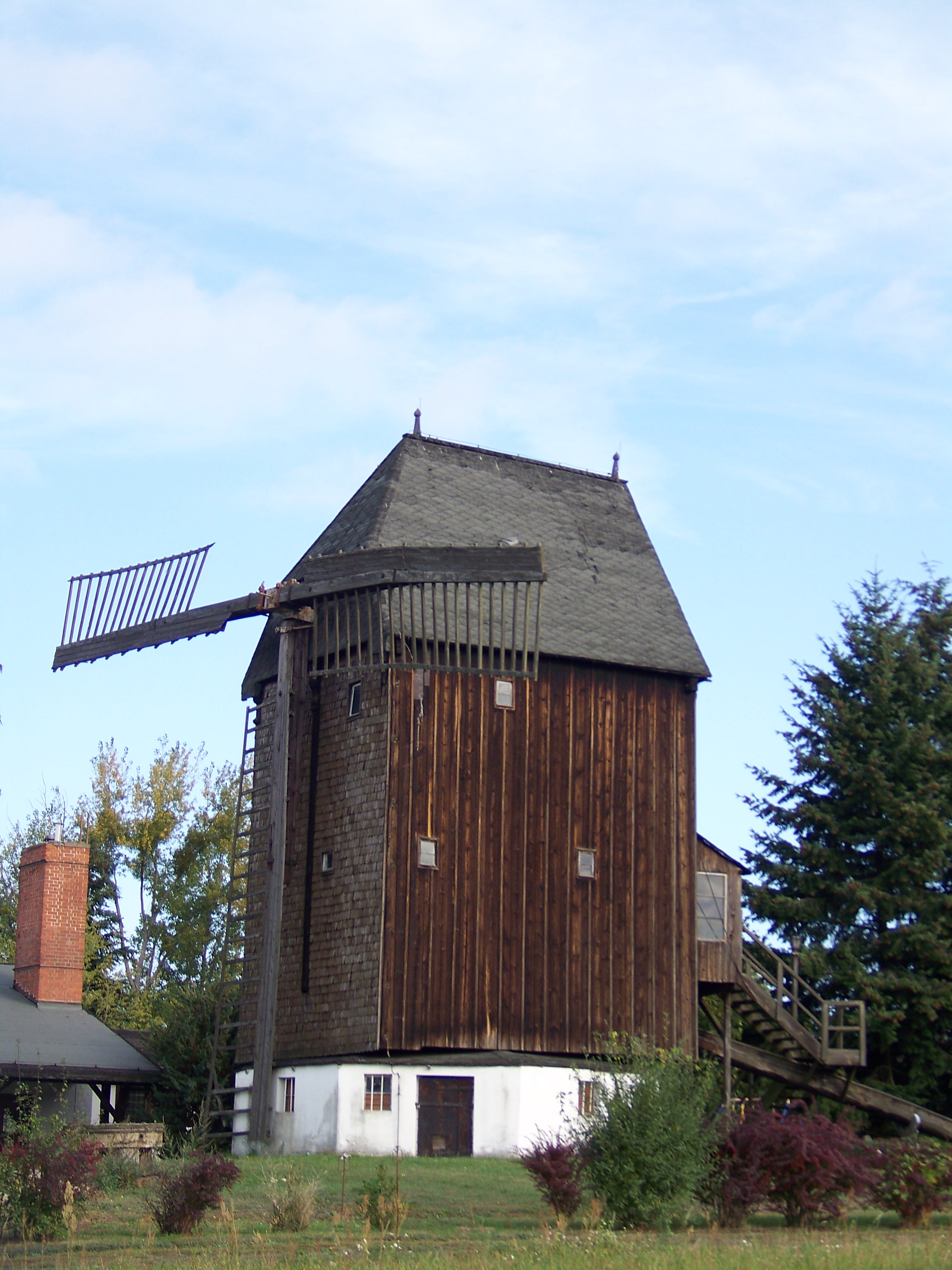
Fahrländer Mühle, Fahrland, 1758
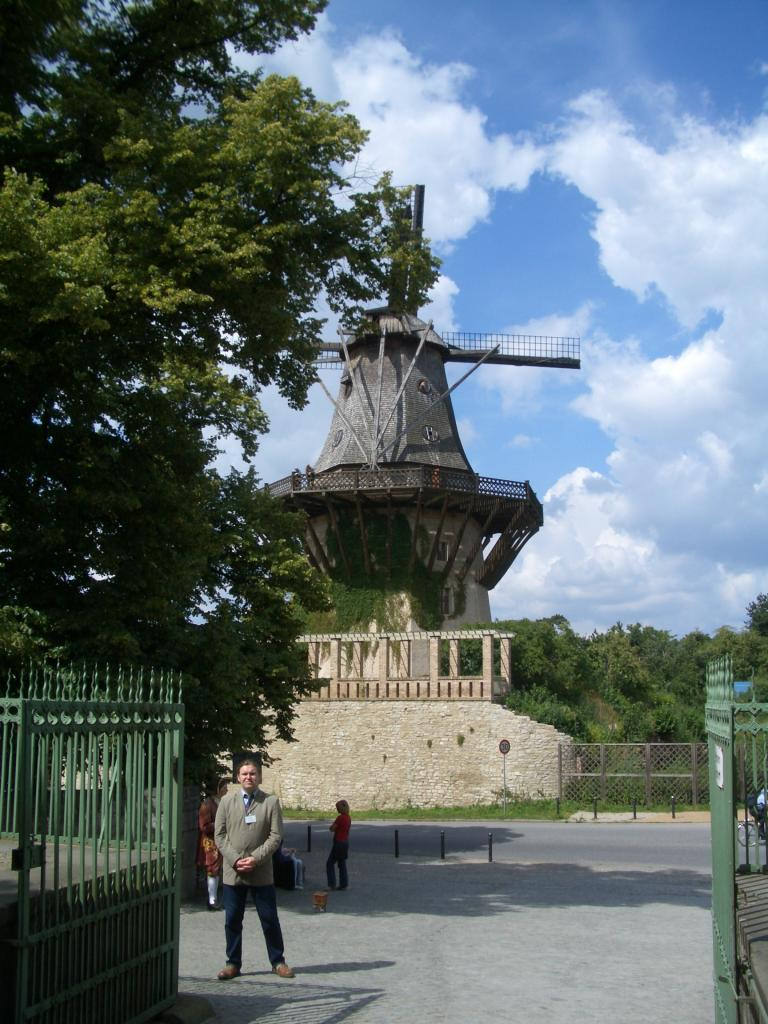
Historische Mühle von Sanssouci, 1791
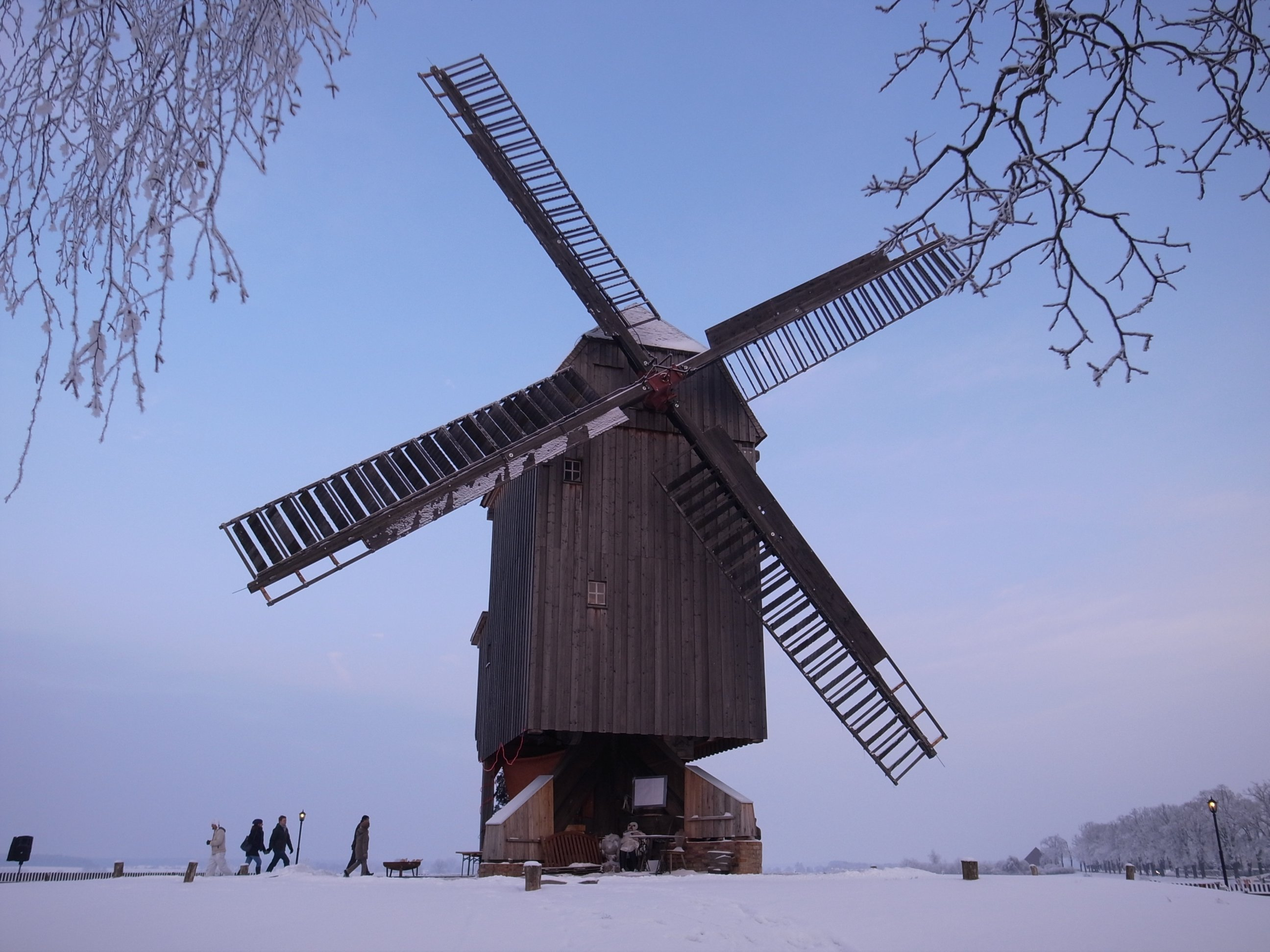
Bockwindmühle Beelitz, 1792
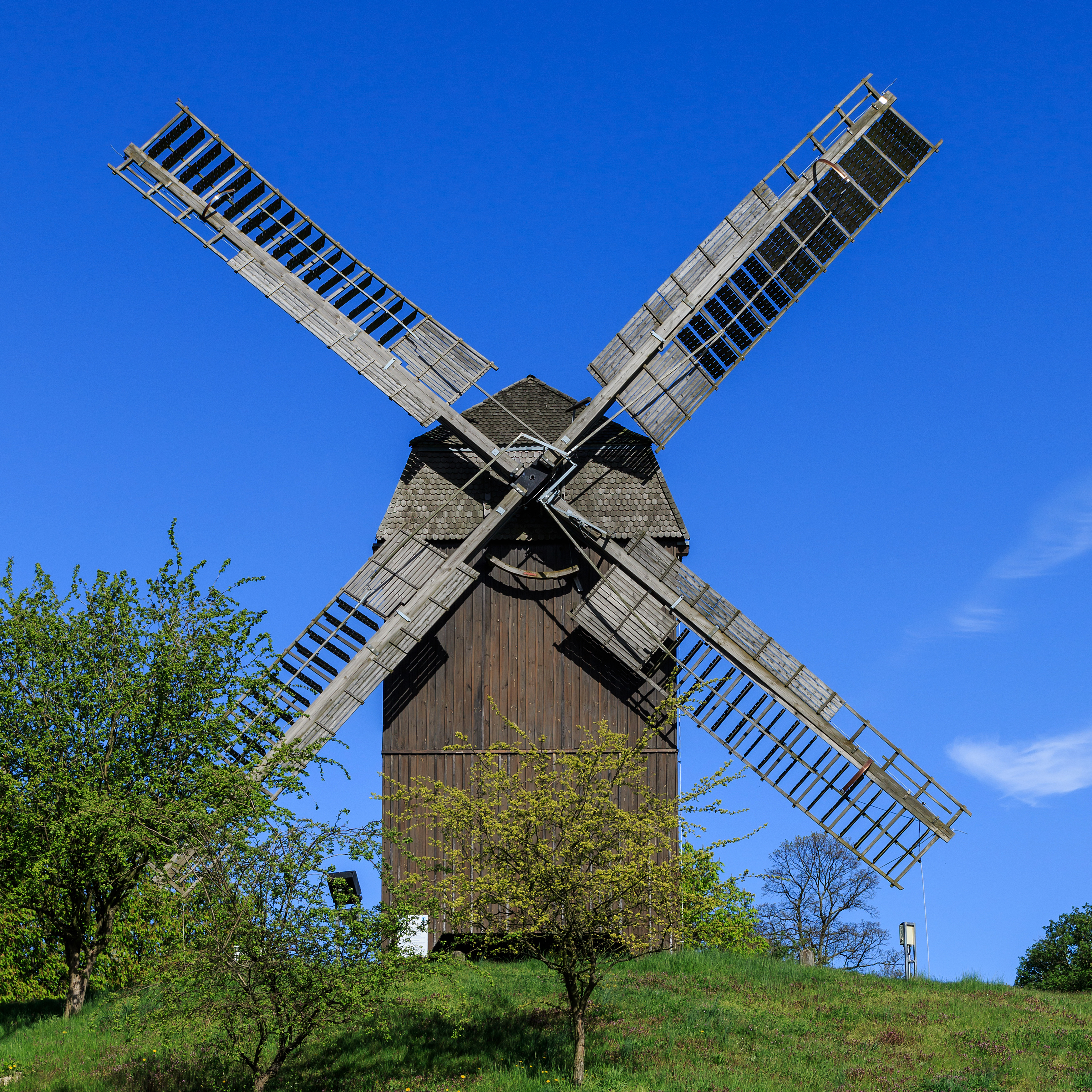
Rekonstruierte Bockwindmühle in Werder (Havel) auf dem Mühlenberg, seit 1500